# Мода 1910-х годов

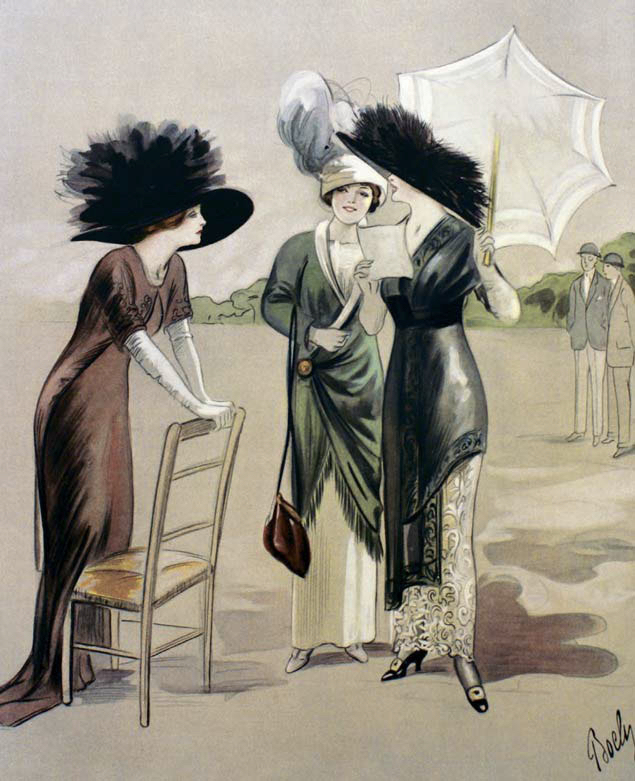
Дневные платья модного дома «Redfern» с «хромающими юбками», начало 1910-х

Мода 1910-х годов в европейских и находящихся под их влиянием странах характеризовалось наличием помпезности и роскоши в первой половине десятилетия, называемой «Belle Epoque», после начала Первой мировой войны сменившейся практичностью и заимствованием множества деталей из военной формы. Наиболее радикально этот процесс прошёл в послереволюционной России. Также для этого десятилетия характерно сужение мужских брюк и женских юбок и платьев, постепенным отказом от корсета и укорочением подола платьев, юбок и длины волос в женских причёсках, подготовивших почву для возникновения радикально новой одежды следующего десятилетия.

## Женская одежда

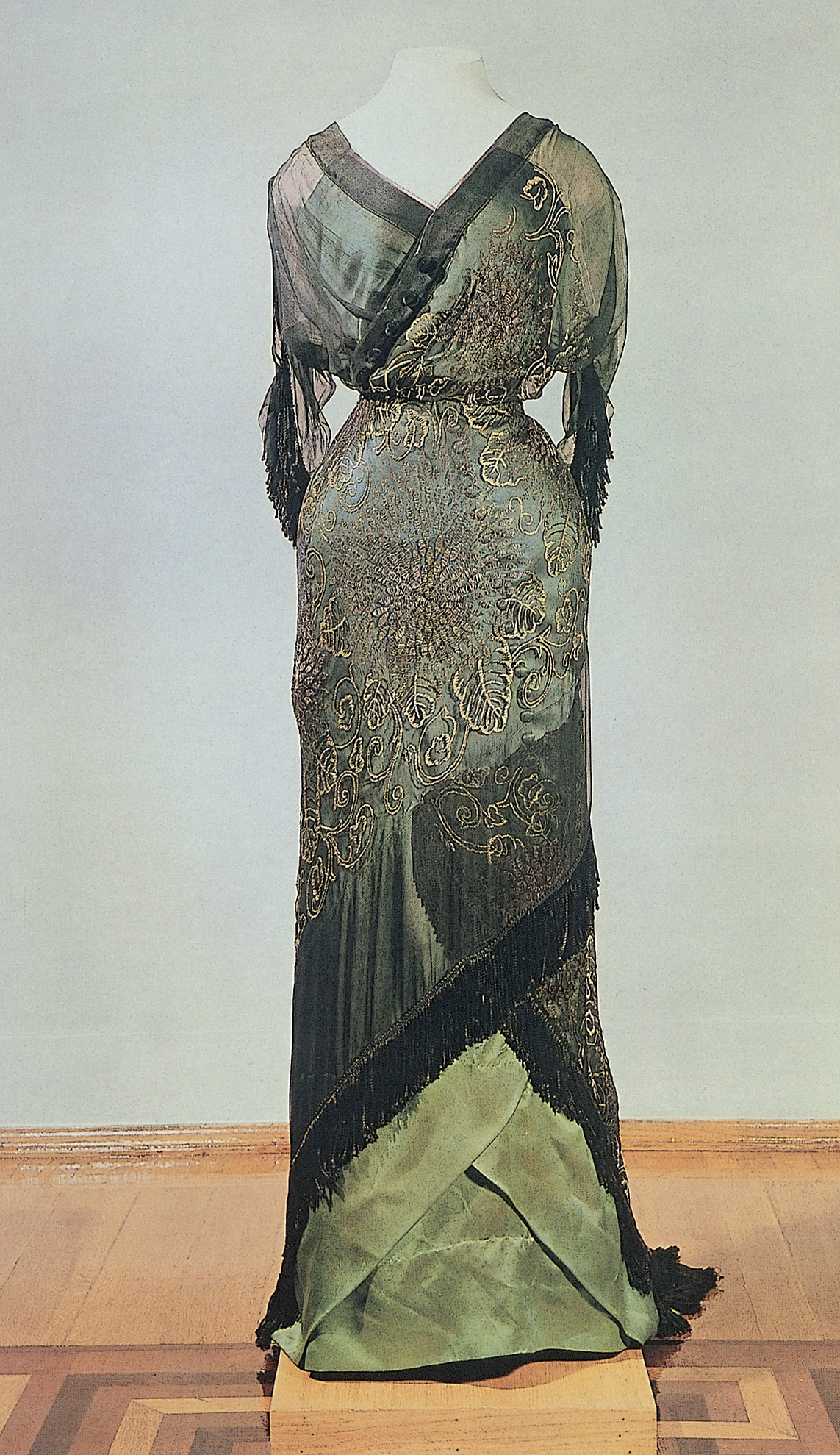
Вечернее платье дизайна Надежды Ламановой, ок. 1913-1915 г. Из собрания Эрмитажа (Санкт-Петербург)

Основы для женской моды до 1914 года были заложены в 1908 году, когда группа парижских модельеров под руководством Поля Пуаре создала принципиально новый силуэт женской одежды, основанный на моде ампира и античности и предлагавший стройную, но прямую фигуру. В 1910-е годы данная идея получила развитие, а идеи для новых фасонов модельеры искали в восточных костюмах, например, были похожи на японские кимоно. В 1910-м году Пуаре по заказу британской актрисы Цецилии Сорель (хотя данная версия происхождения является сомнительной) создал так называемую «хромающую» юбку, которая была очень узкой и стягивалась манжетой, из-за чего дамам приходилось передвигаться мелкими шажочками. Помимо Пуаре, законодателем парижских мод являлся русский эмигрант Роман Тыртов, взявший псевдоним Эрте и работавший в доме Пуаре. В своих нарядах Эрте использовал множество мелких деталей и декоративных элементов; на протяжении всей своей жизни работая в стиле модерна и ар-деко, ни разу переходя к авангарду. Помимо модельера, Эрте также был театральным художником по костюмам и декоратором, вкладывая в костюмы веяния моды.
Под влиянием спорта (применительно к Великобритании британский историк Джон Лоуэрсон называет феномен развития спорта «Великой спортивной манией» (англ. the Great Sports Craze)) и женской эмансипации, в женском гардеробе произошли изменения: корсет становился более свободным и менее сковывающим движения (до этого многие дамы снимали корсеты во время балов и вечеринок, чтобы двигаться ещё свободнее), начали исчезать обильные нашивки и украшения, сложные аппликации и детали, украшавшие одежду, крой стал более свободным, а также постепенно становились открытыми шея и руки. Особенно этот процесс усилился после волны массовых выступлений суфражисток в 1913 г. Под влиянием мужского костюма в моду входят длинные пальто, напоминающие мужские, гамаши и штиблеты, блузы, напоминающие мужские рубашки, а вместе с ними и стоячие съёмные воротники и галстуки, однако фасоны вечерних платьев оставались более консервативными. Вырезы вечерних платьев были глубокими, с открытыми предплечьями и квадратными, круглыми или v-образными. В данное десятилетие возрастает популярность танго, и в результате появляются юбки с разрезом спереди, а в 1911 г. парижский дом «Дреколь и Бешоф» создал брючное платье (фр. jupe-culotte) для танцев, однако оно не прижилось.
Примером спортивной одежды того времени является одежда для занятия теннисом. В ней превалировала светлая гамма, белый или светло-палевый цвет. Женщины-теннисистки носили повседневные батистовые блузы (с достаточной шириной для удобства движения рук), юбки, шившиеся из нескольких (трёх-четырёх) полотнищ (шириной они шились не меньше 2¾ аршин в подоле); и очень пышные нижние юбки, с двумя-тремя волнами кружевной отделки или вышивки (что придавало игре особый шарм, поскольку при резких и быстрых движениях во время игры в теннис она часто открывалась). Обувью служили белые туфли на кожаной или каучуковой подошве, носившиеся поверх плотных (поскольку ажурные пропускали пыль) белых чулок. На голове теннисистки носили панамы, а также белые кружевные вуалетки. Также элементом костюма мог быть муслиновый шарф, носившийся как и с непокрытой головой, так и с небольшой шляпкой. Опоясывались теннисистки тканым кушаком. Модницы подбирали кушак по цвету с лентой на своей полотняной шляпе. Своеобразной по покрою была юбка для горного туризма: нижняя часть могла отстёгиваться при необходимости.
Во влиянии на женскую моду царствующие особы и представительницы аристократии отходили на второй план, гораздо большую роль играли актрисы театра, кино, водевилей и варьете; балерины. В географическом плане центр моды смещался с Франции в США, американское кино оказывало огромное влияние на вкус модников и модниц, британские и немецкие производители промышленных товаров были склонны обвинять американские фильмы в падении спроса на собственную продукцию, так как считали, что американское кино провоцировало у публики желание приобретать показанные там зарубежные товары и тем самым увеличивало долю и значение импорта.
В 1910-м году в Париже модистка и бывшая певица кабаре Габриэль Шанель, известная под прозвищем «Коко», открыла магазин шляпок. Впоследствии, уже во время войны, она предложила изготавливать одежду из трикотажного полотна. Впоследствии, она ввела в женский гардероб пижамы, свитеры и рубашки мужского фасона. Шанель заложила основы для формирования моды 1920-х годов.
Ночные рубашки этого десятилетия были свободного, прямоугольного покроя. Они обладали короткими клёшенными или длинными и узкими рукавами, украшались вышивкой, кружевом, рюшем, бантиками и лентами. Обильно украшались рукава и верхняя часть переда, над бюстом. Изготавливались ночнушки из льна, хлопка, фланели, шерсти, нансука, батиста и шёлка. До Первой мировой войны преобладал белый цвет, хотя также существовали ночные рубашки розового и голубого цветов. После её окончания, напротив, цветные ночнушки стали набирать популярность. Зимние тёплые ночные рубашки, изготовлявшиеся из фланели, шерсти и хлопка, также могли быть в клетку или полоску, а также могли обладать нагрудным кармашком. Также в это десятилетие некоторые женщины начинают носить пижамы.
Простолюдинки носили длинные, до пола юбки и короткие блузы с длинными или короткими, до локтей рукавами. В России данный комплект назывался «парочкой». На голове простые женщины носили чепцы и простые шляпки (в Западной Европе) или косынки (в Скандинавии, Центральной и Восточной Европе).

### Одежда для плавания
Как и в предыдущее десятилетие, большая часть женского тела была закрытой. В начале 1910-х большинство купальников представляло собой платьице с короткими рукавами и подолом чуть ниже бедра и короткими, до колен, шортами. Тем не менее, эти купальники вытесняются плотно облегающими, подобные мужским и тем, которые носила Аннет Келлерман ещё в середине 1900-х. Теперь они также окрашивались в полоску. Купальники шились из хлопка, ситца и шерсти. Чтобы не намочить волосы, женщины и девушки надевали на голову чепец или повязывали косынку. На ноги женщины надевали чулки и лёгкие туфли с завязками, которые, впрочем, тоже выходили из употребления.
Те, кто не могли позволить себе купальники для личного пользования, могли арендовать их на пляжах и купальнях наряду с полотенцами и подобными пляжными принадлежностями. Некоторые врачи, в частности, российский бальнеолог Александр Лозинский, рекомендовали купаться в море обнажёнными, но в то же время, если ношение купальников было обязательным, то советовали позаботиться о том, чтобы купальные костюмы были лёгкими и просторными.

### Причёски иголовные уборы
По сравнению с 1900-ми годами причёски данного десятилетия были более короткими, доходя до плеч. Такие причёски были особо распространены у интеллектуалок, в то время как светские дамы продолжали отращивать длинные волосы. С 1915-1916 годов процесс укорочения причёсок увеличился. В США данную причёску популяризовала танцовщица Ирен Касл, а в России — киноактриса Вера Холодная. Женские причёски завивались широкими волнами, в них вплетались ленты.
Шляпы, как и в предыдущее десятилетие, продолжали быть большими и украшались большим количеством цветом и, особенно, перьев, что поставило некоторые виды птиц под угрозу вымирания. В 1918 году была принята конвенция о защите миграционных птиц, защищавшая виды, представляющие «национальный интерес», после чего использование перьев резко пошло на спад. Объёмные шляпы заменили лёгкие соломенные шляпки, украшенные бантом и небольшим количеством искусственных цветов. Одновременно в употреблении была и шляпка-клош, окончательно вытеснившая другие шляпы в 1920-е годы.

### Обувь и аксессуары
Обувь была довольно высокой (например, из серой замши или прюнеля с черными лаковыми носками и каблучками), и поэтому вместе с ними носили длинные чулки и гетры. Каблуки также были высокими, и вместе с тем немого изогнутыми. Увлечение танго также сказалось и на обуви, внедрив в женский гардероб туфли «танго» с лямками на лодыжках.

Галерея стиля 1910-1912 гг.
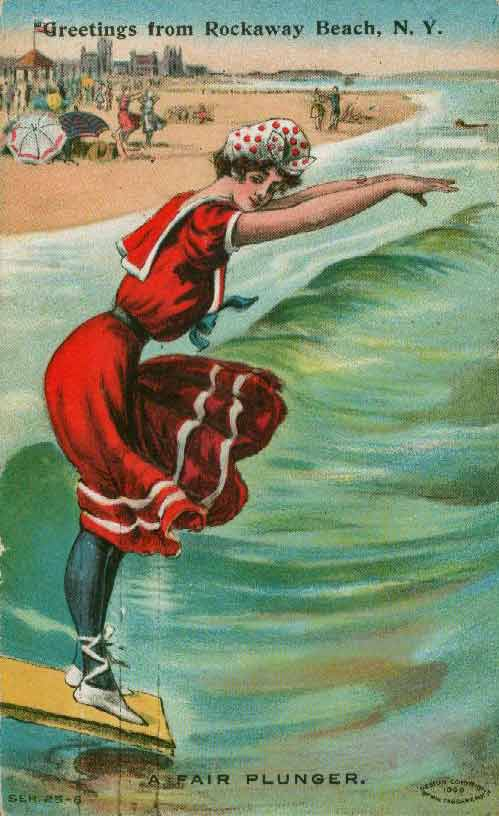
Купальщица, открытка 1910 г.
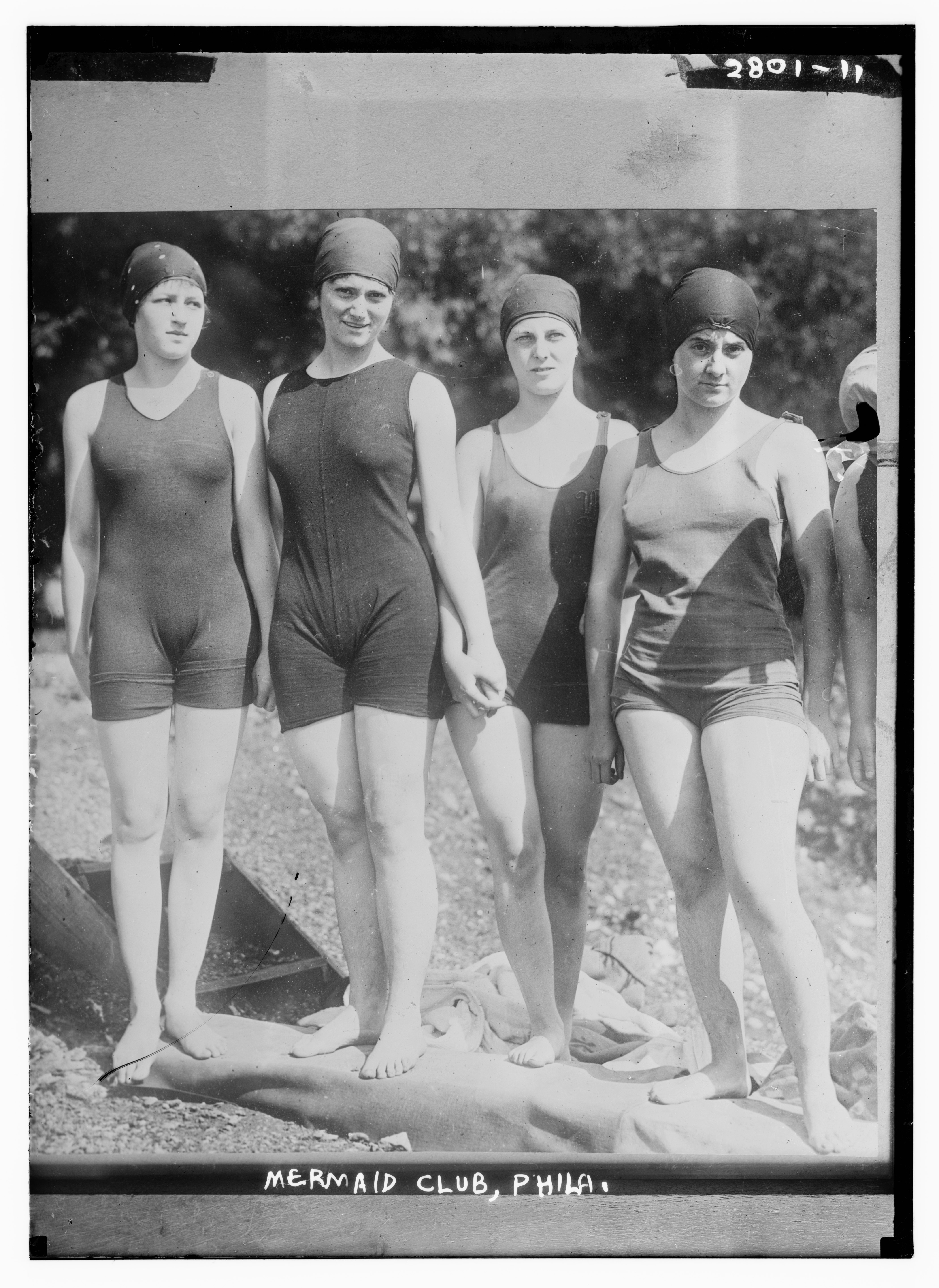
Группа пловчих, 1910 г.
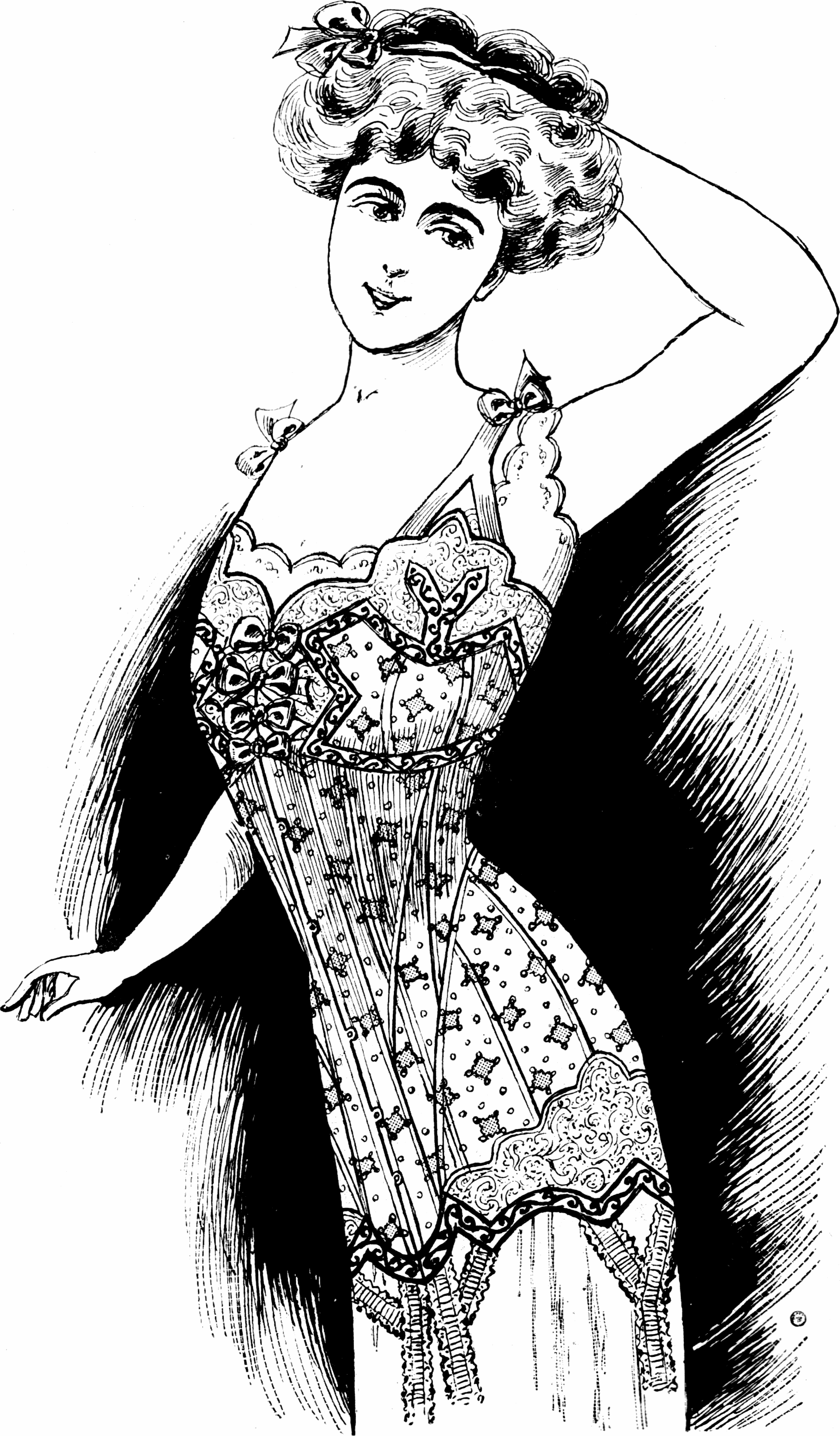
Корсет, 1910 г.
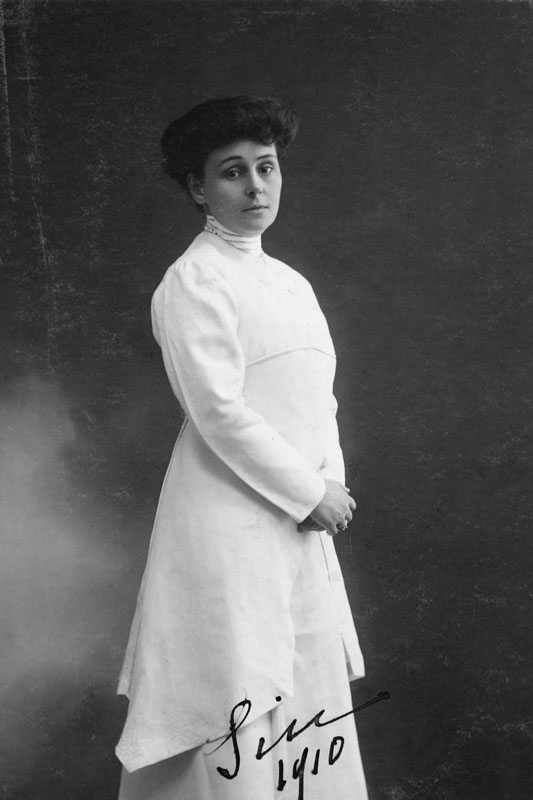
Фрейлина Варвара Донцова-Дашкова, 1910 г.
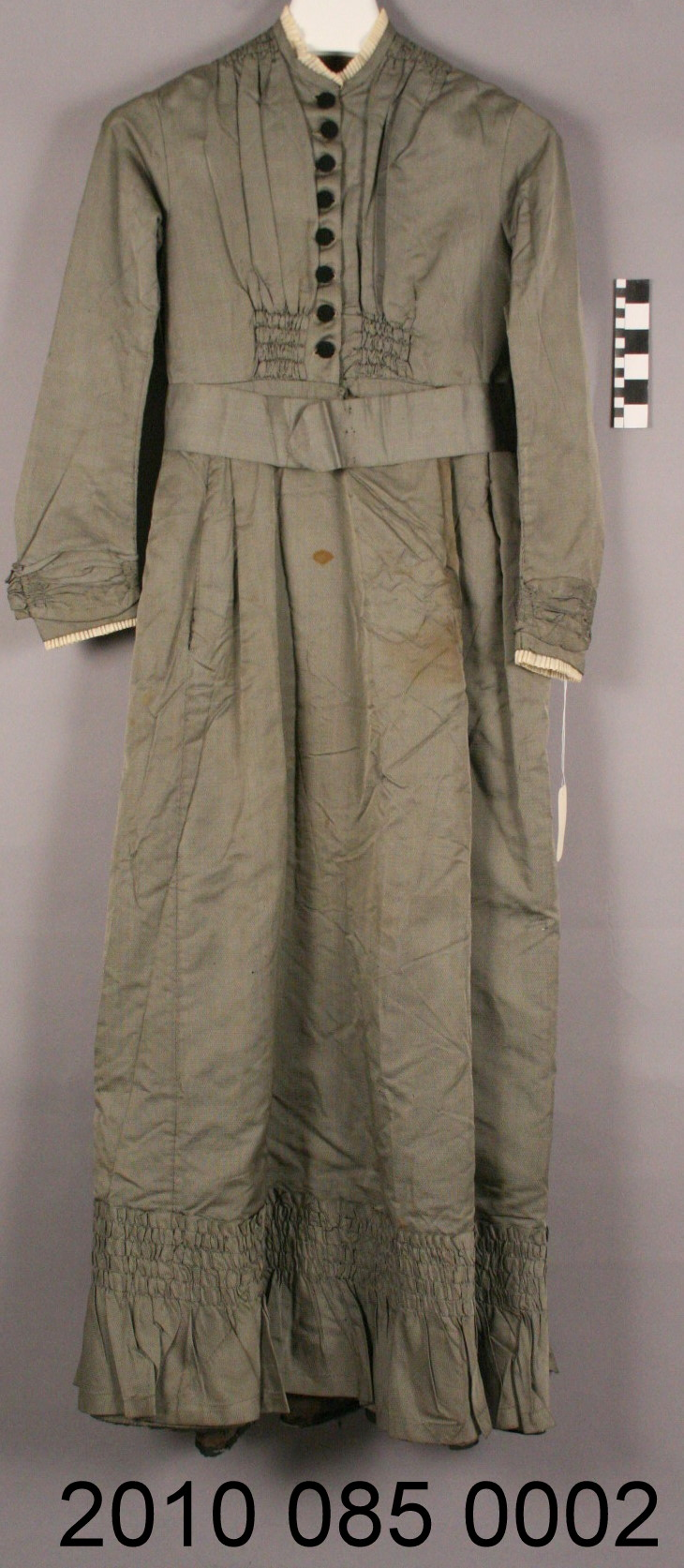
Шёлковое платье с тканым рисунком, 1910 г.; из коллекции Исторического музея Миссури (США)
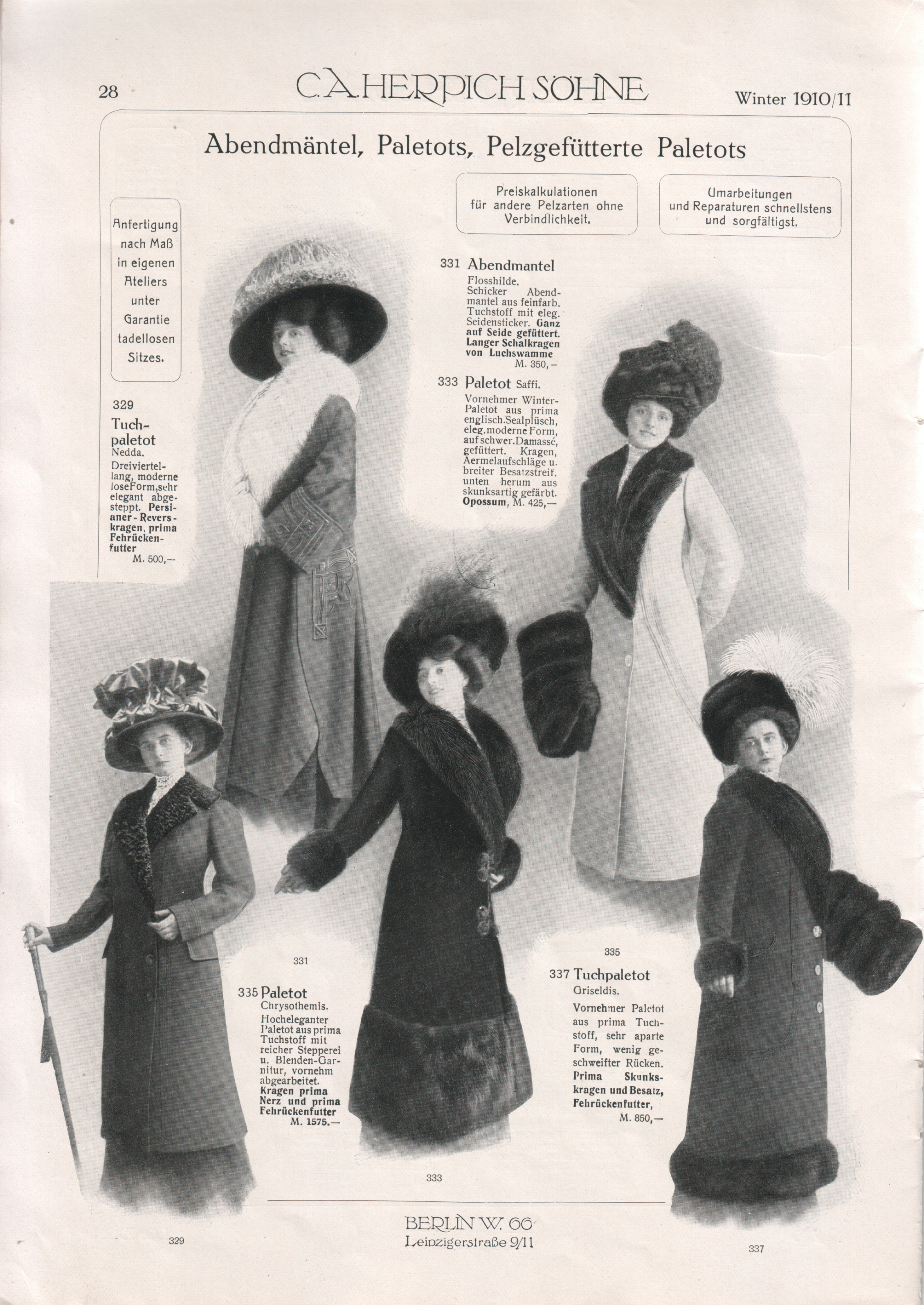
Страница каталога берлинского модного дома «C. A. Herpich und Söhne» 1910 г., женская зимняя одежда
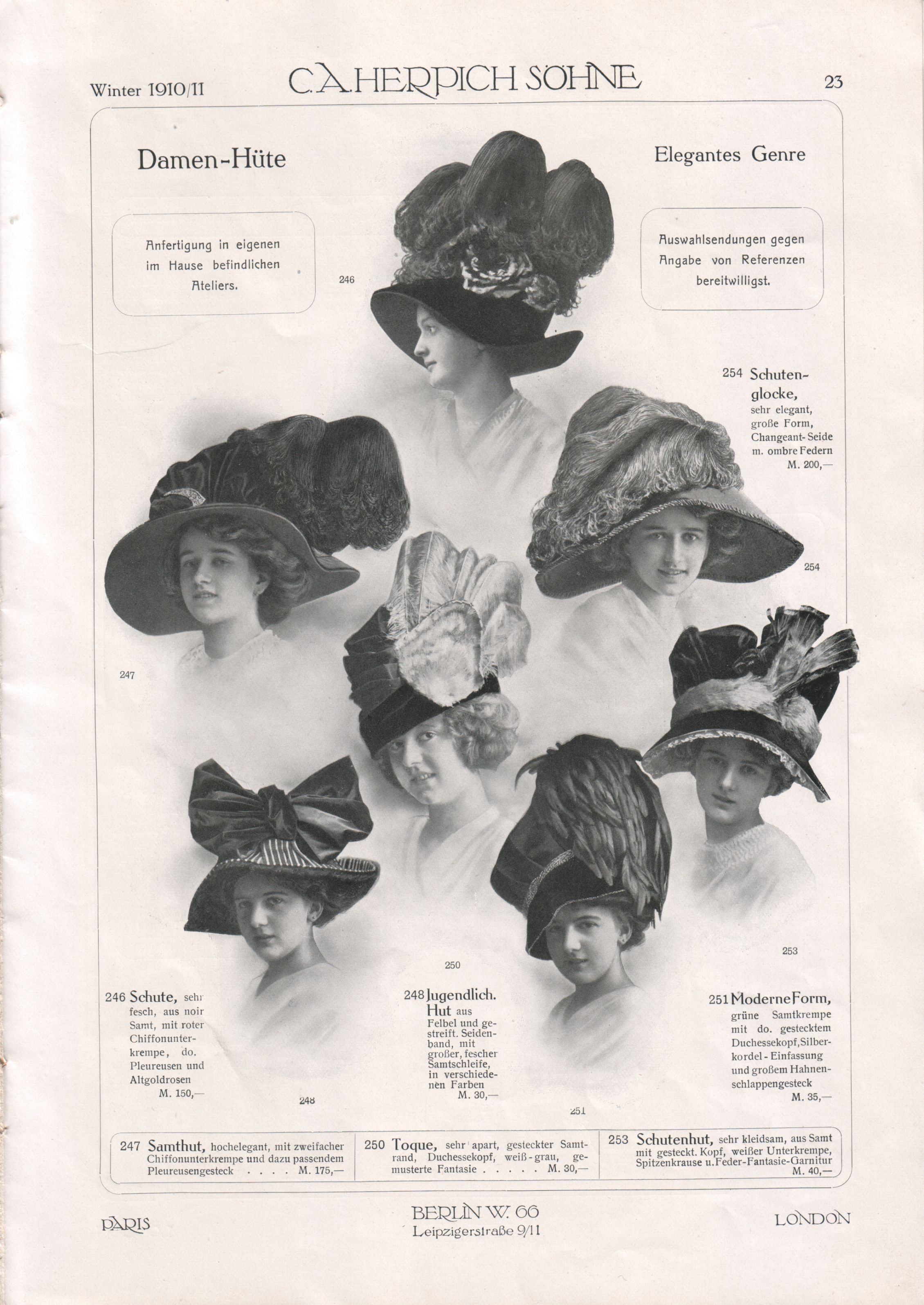
Женские шляпы, тот же каталог
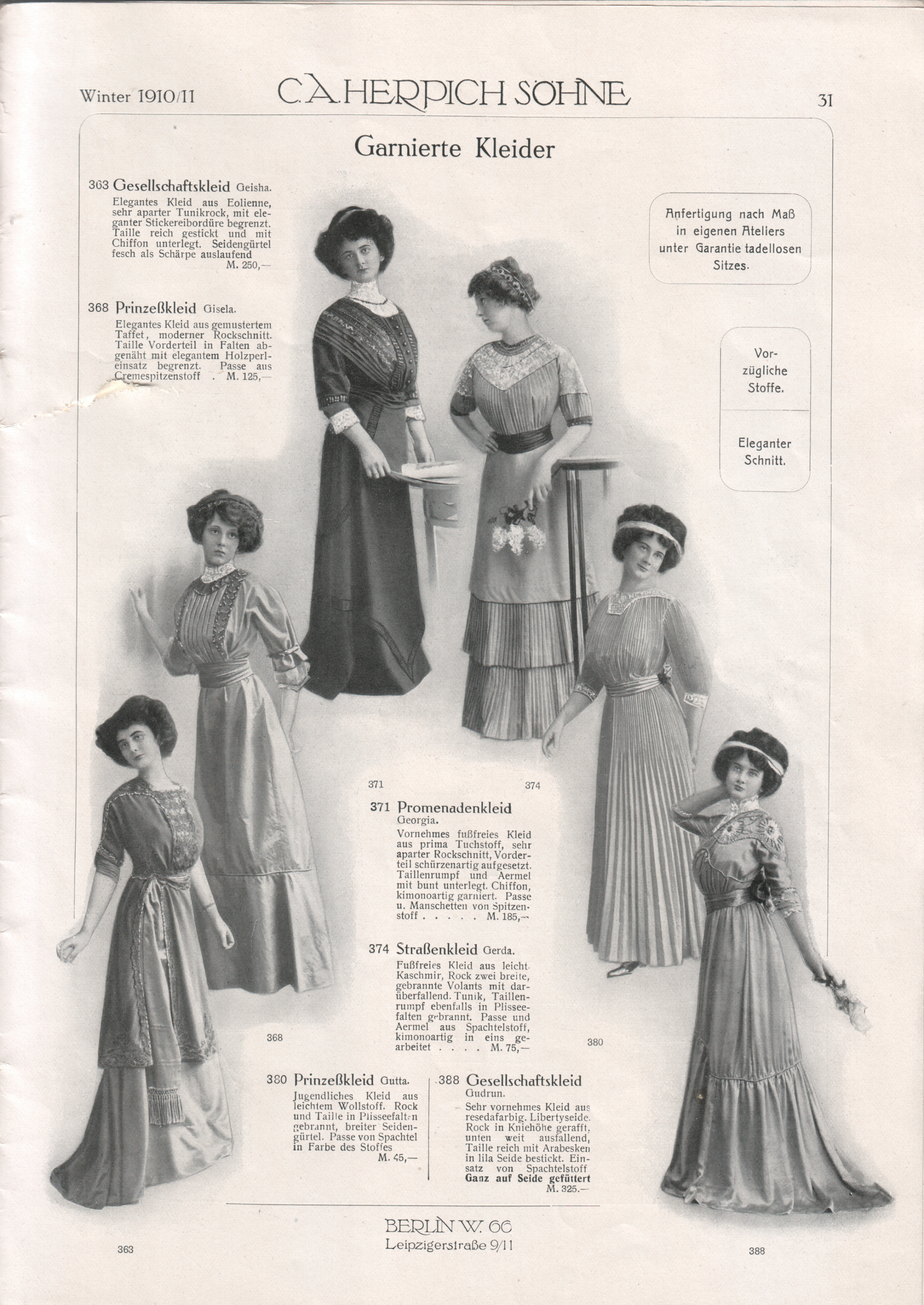
Фасоны платьев, тот же каталог
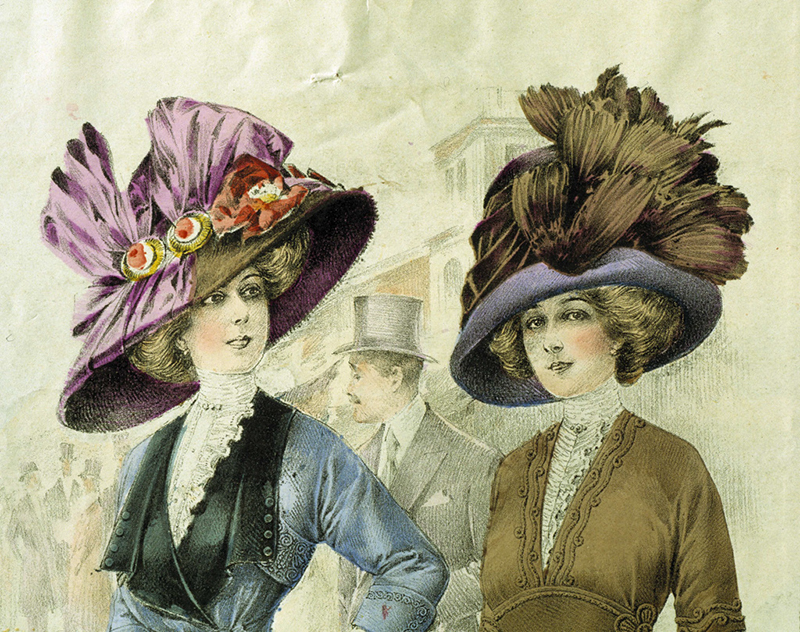
Иллюстрация из шведского модного журнала, 1911 г.
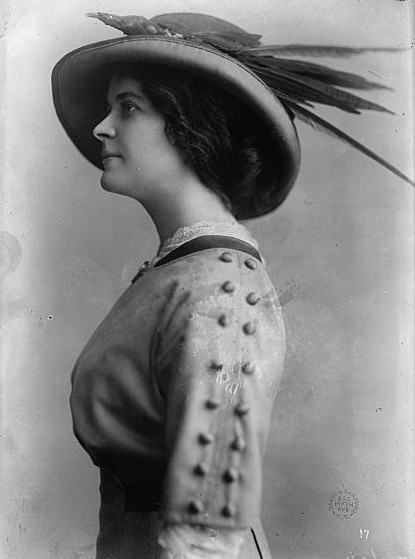
Американская актриса водевилей Эдит Лайл, 1911 г.
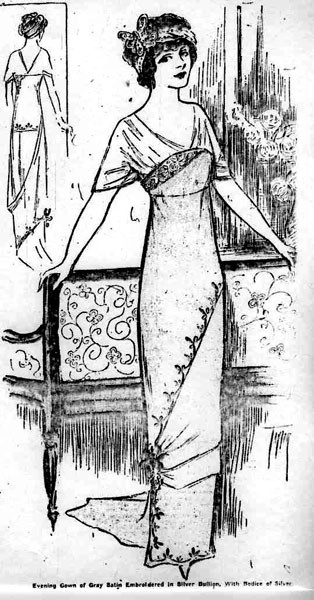
Газетная иллюстрация, 1911 г.
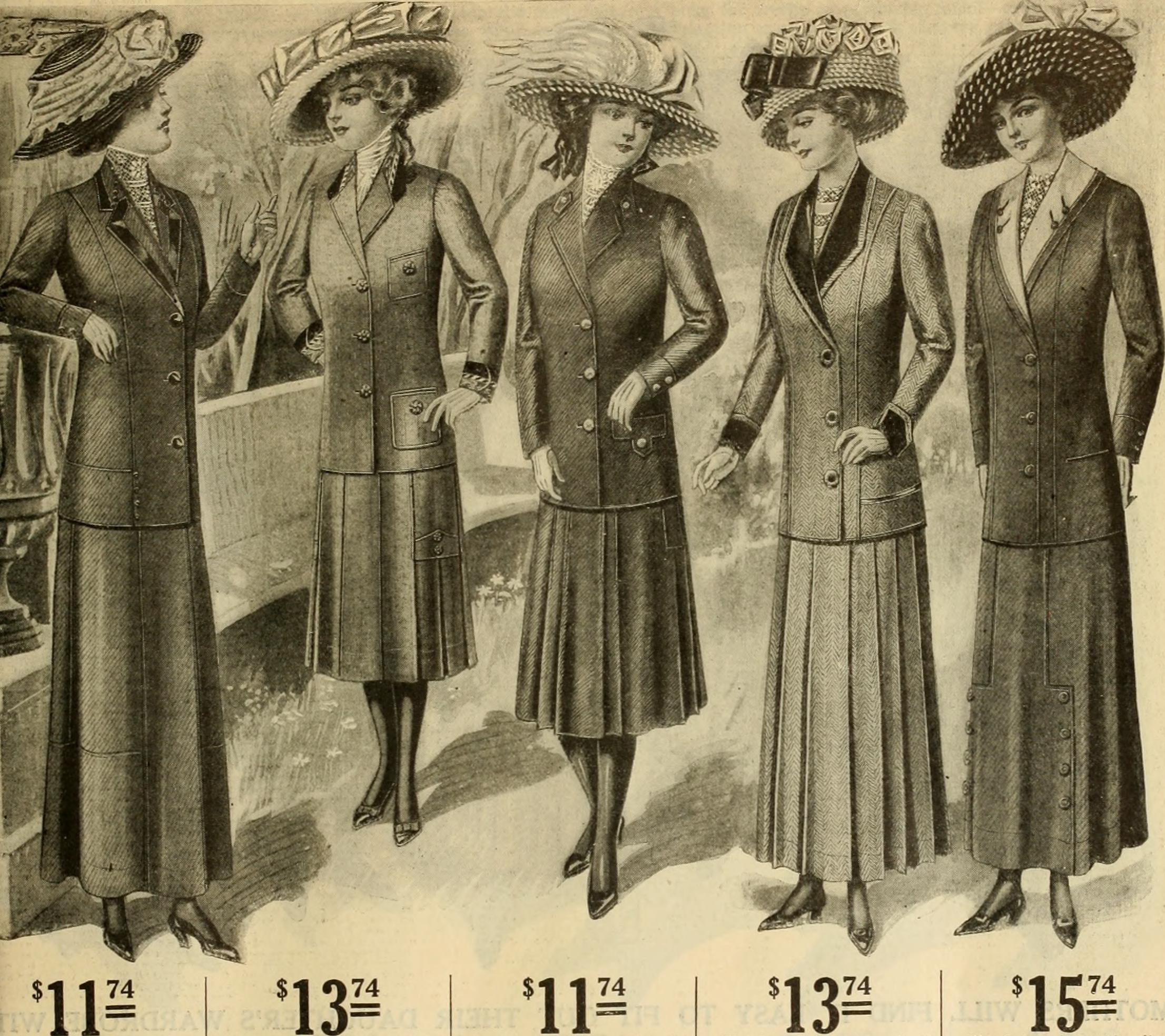
Иллюстрация из модного каталога, весна-лето 1911 г.
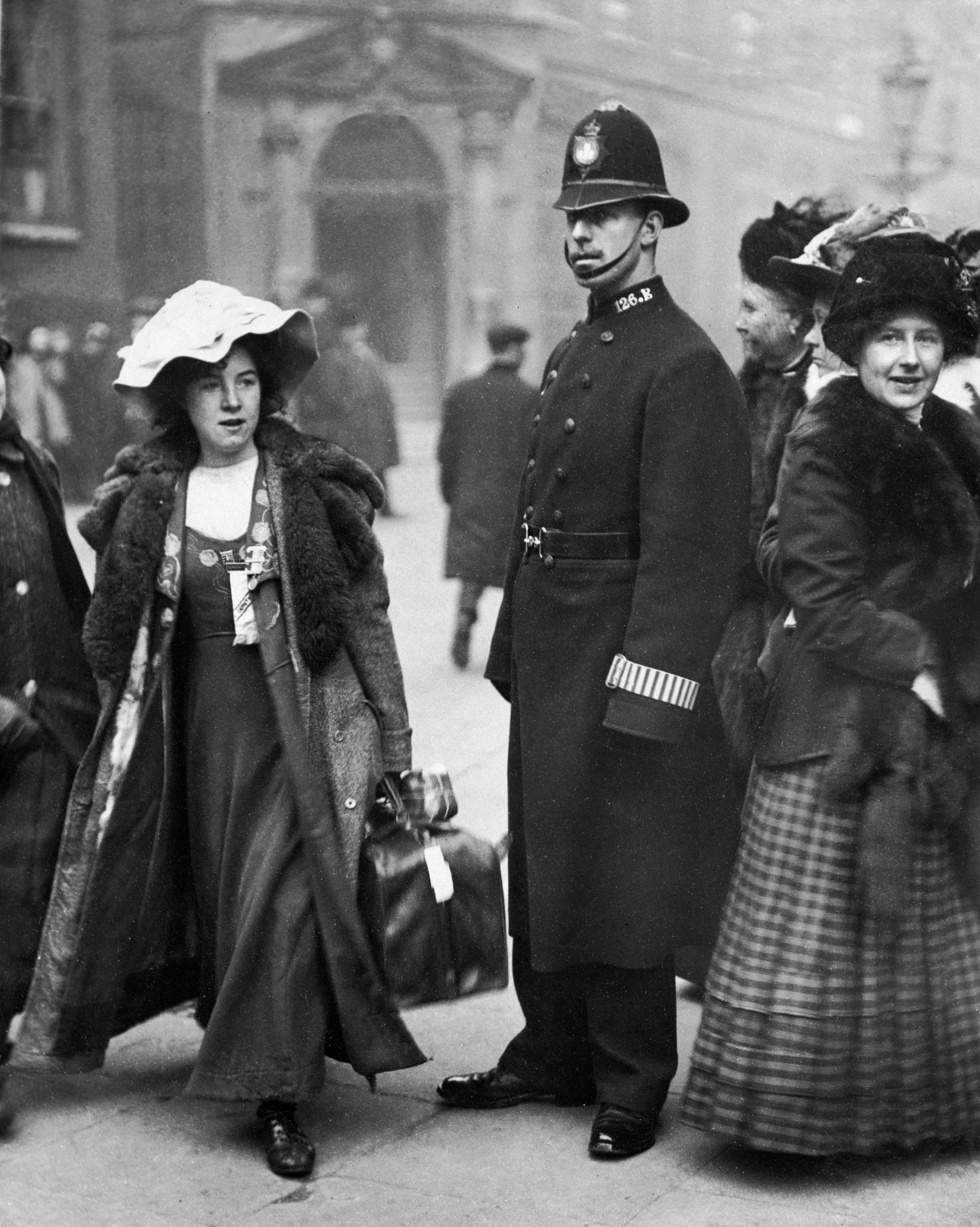
Британские суфражистки, 1912 г.
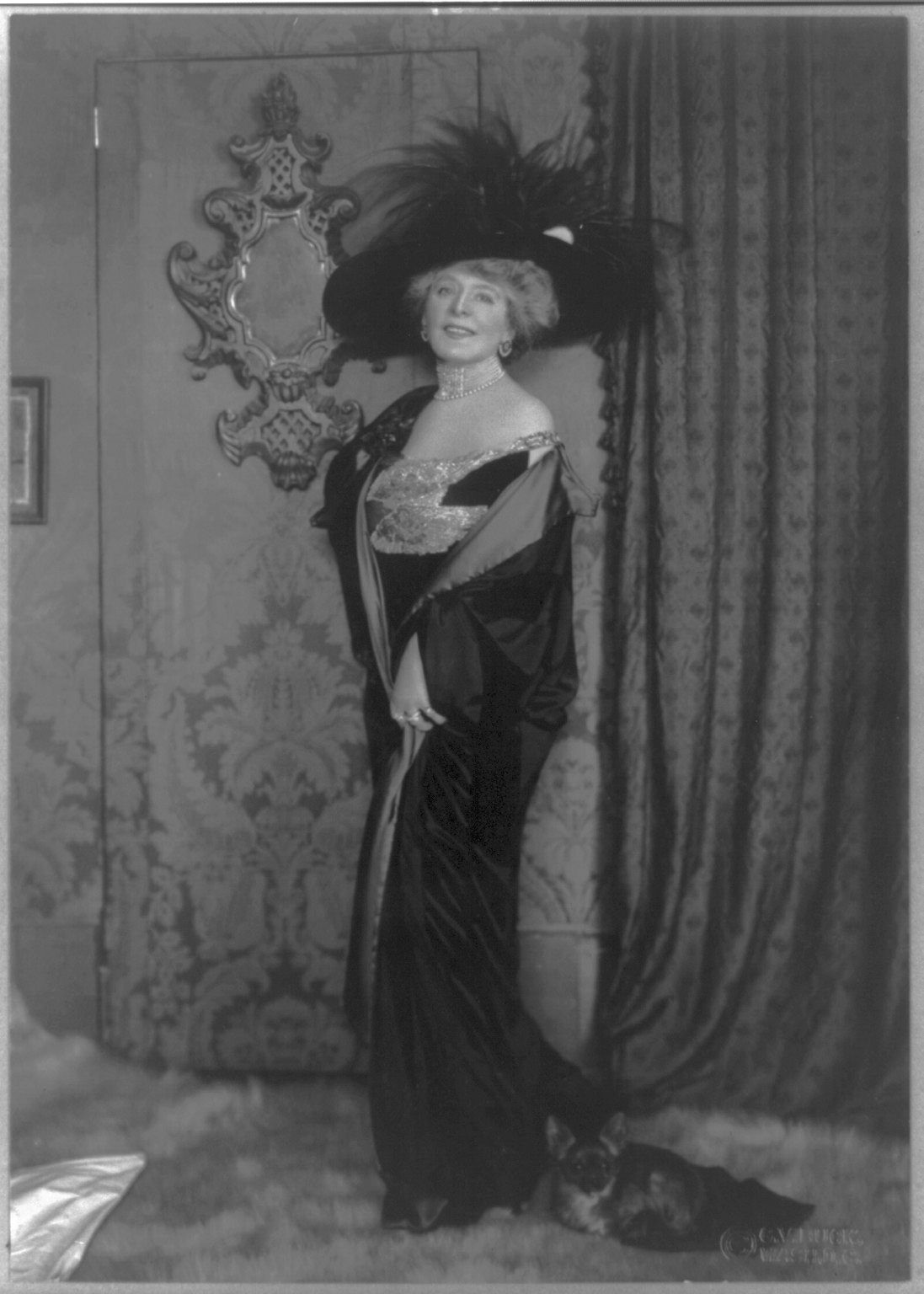
Студийный фотопортрет художницы Элис Барни, 1912 г.
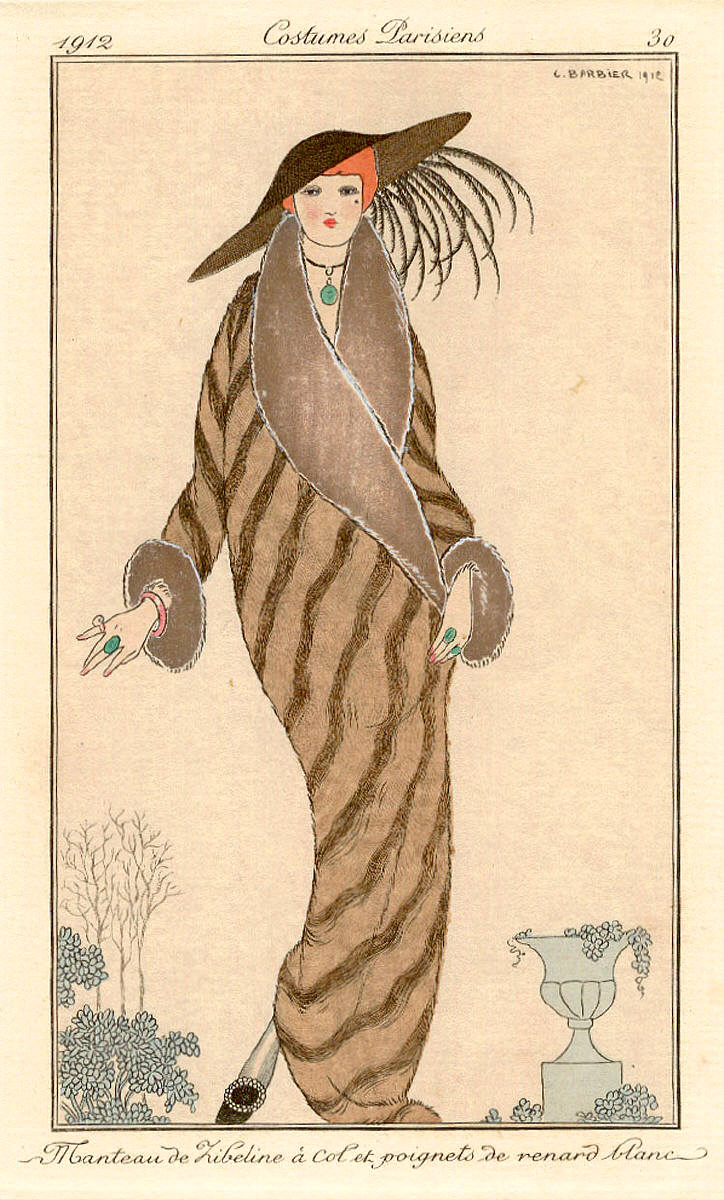
Дама в соболиной шубе, иллюстрация из французского модного журнала «Journal des Dames et des Modes», 1912 г.
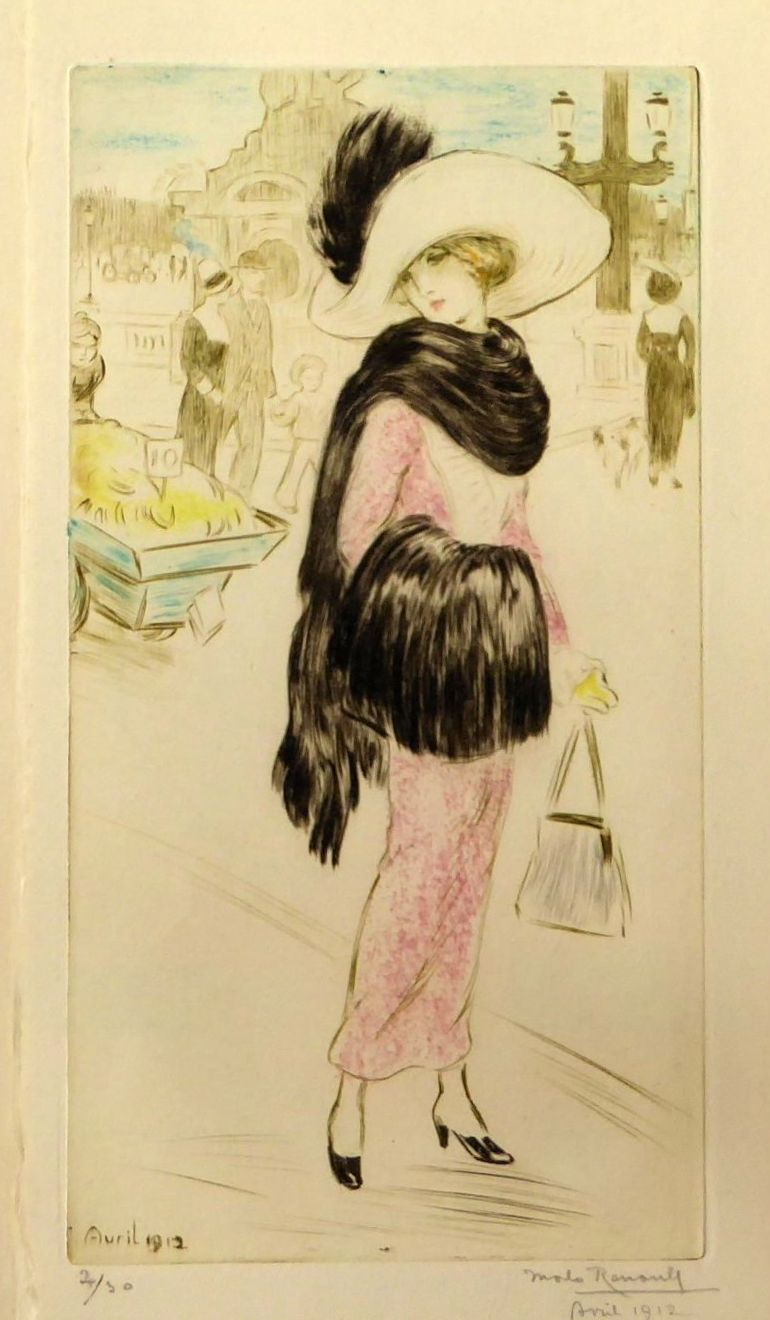
Иллюстрация из журнала «Les Mois de l'année by Émile Malo-Renault», апрель 1912 г.
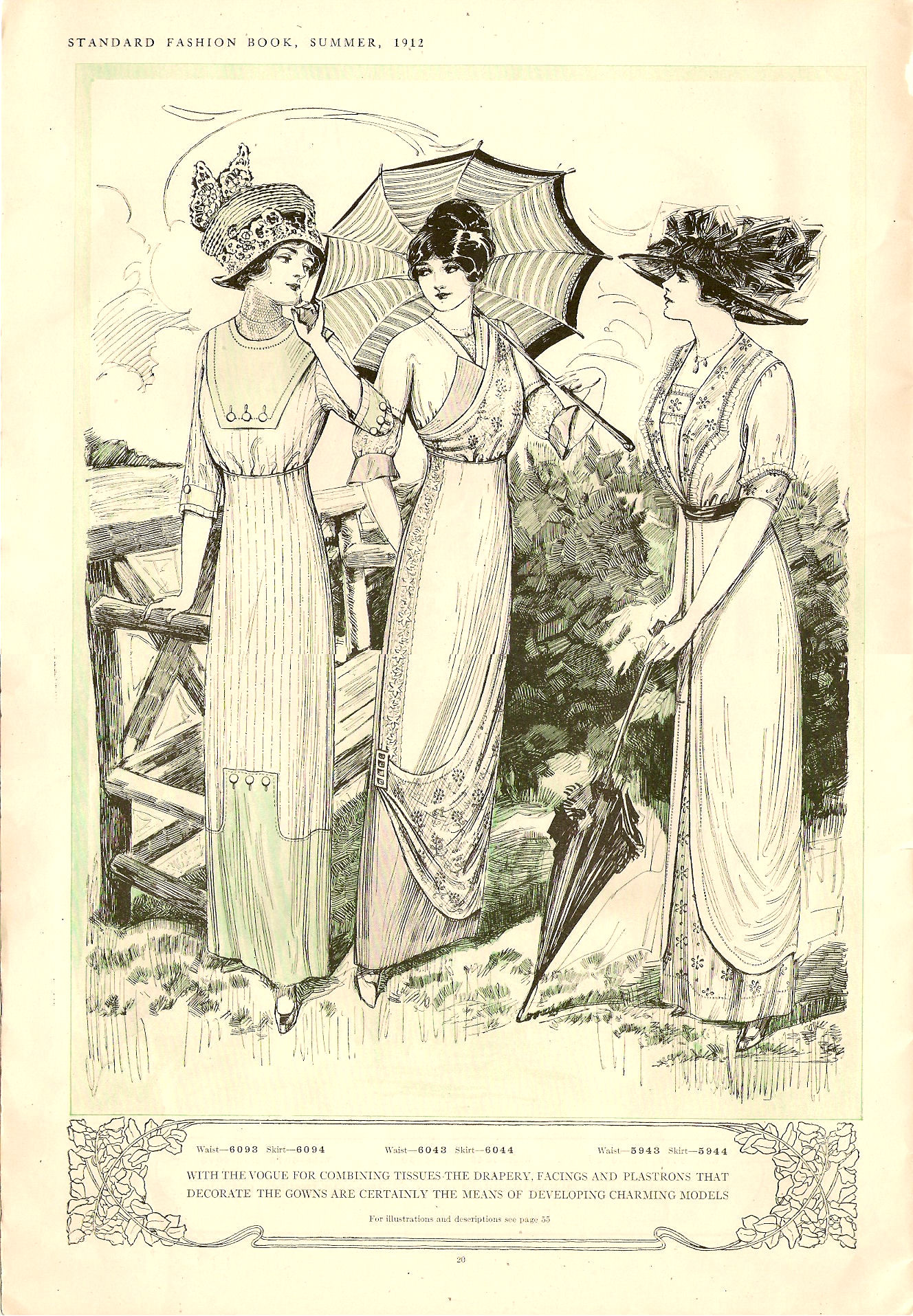
Иллюстрация из журнала «Standard Fashion Book», лето 1912 г.
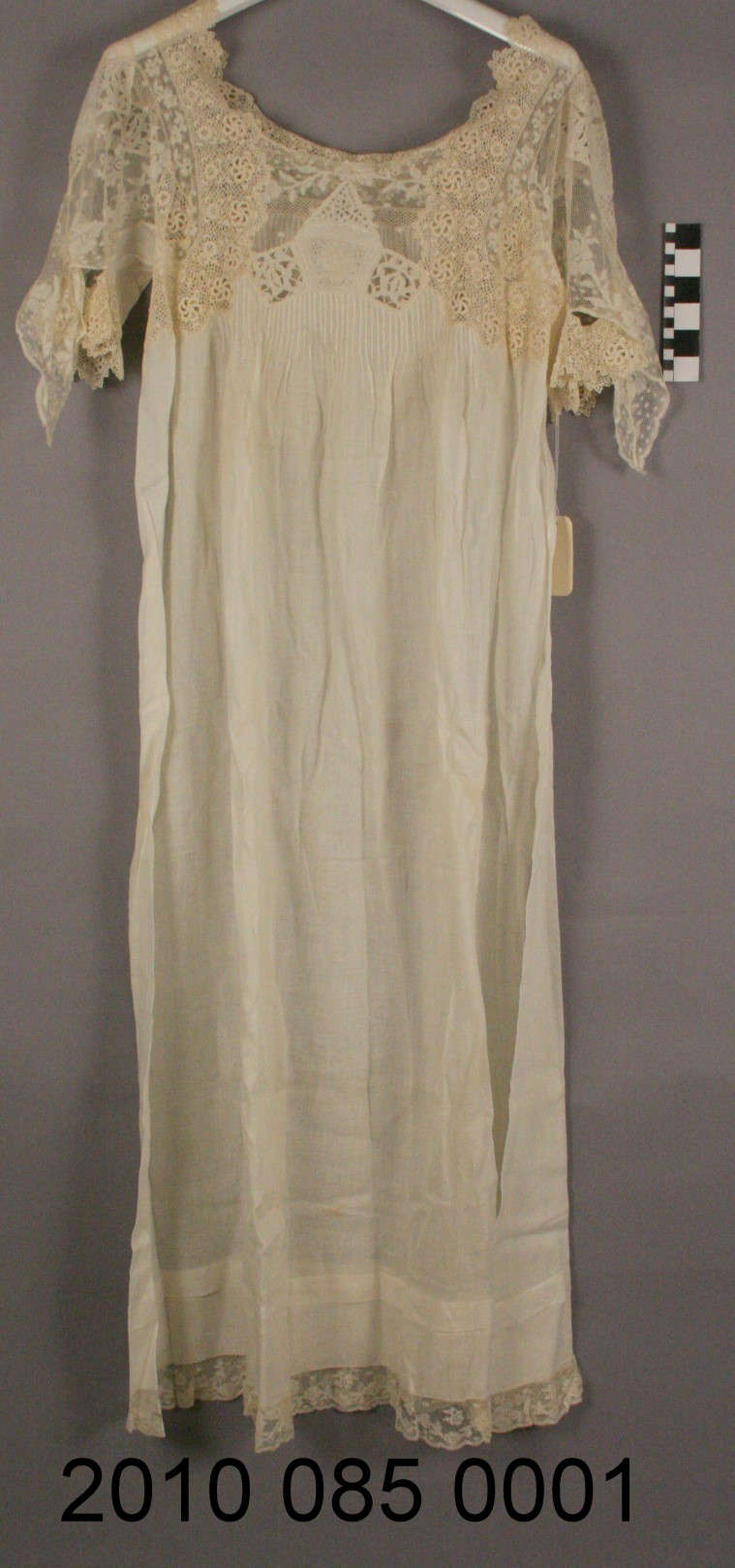
Хлопчатобумажная кружевная ночнушка, 1912 г.; из коллекции Исторического музея Миссури (США)
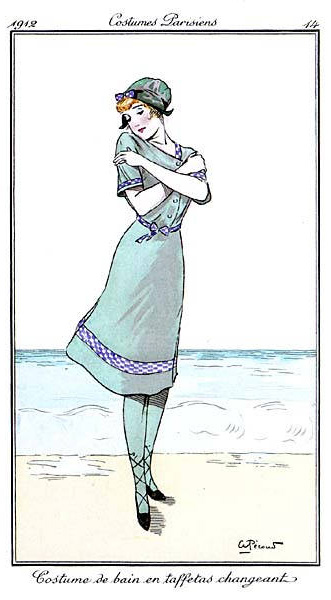
Купальник, иллюстрация из «Journal des dames et des modes»
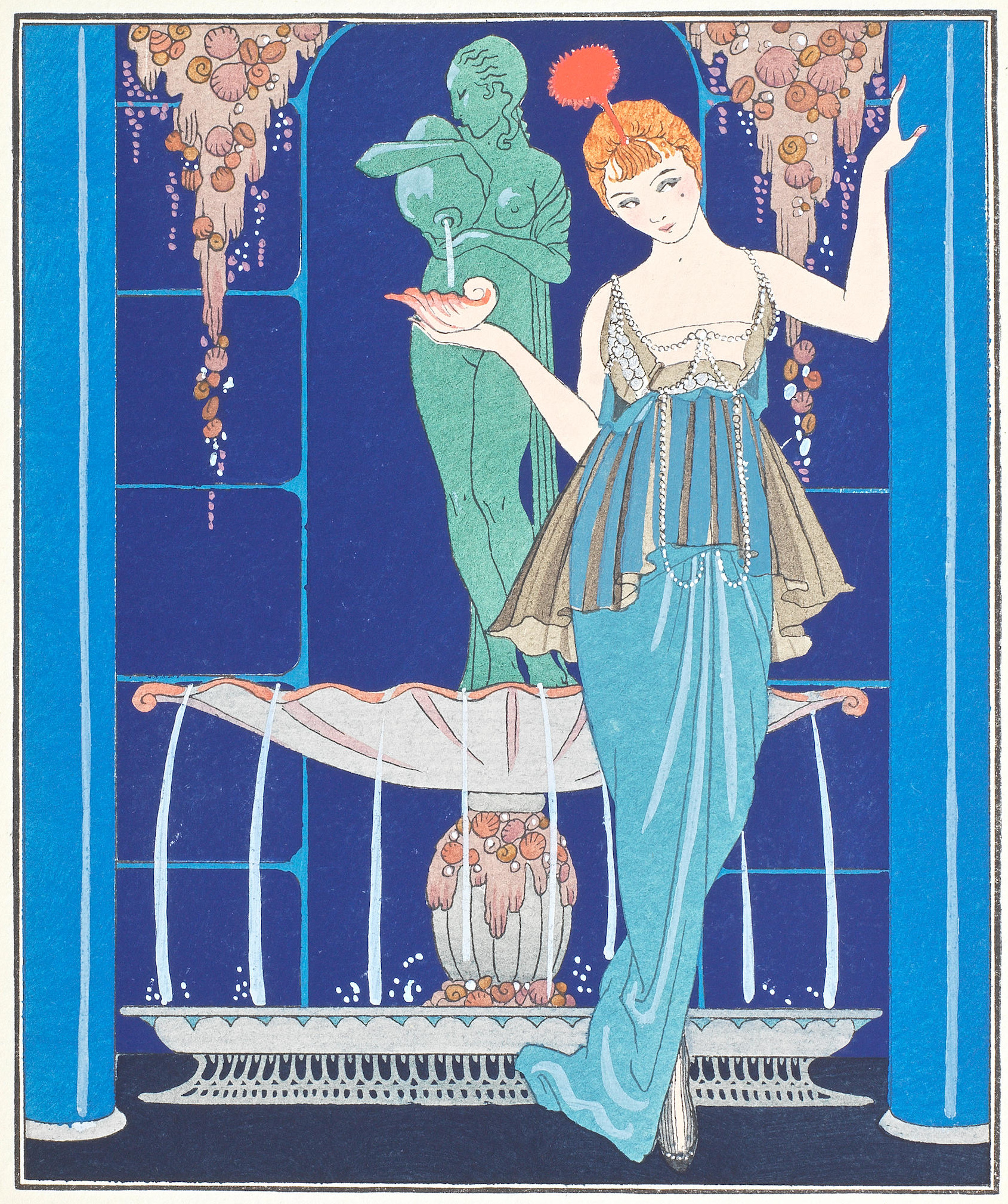
Вечернее платье дизайна Жанны Пакен, иллюстрация из модного журнала «La Gazette du Bon Ton», 1912 год

Галерея стиля 1913-1914 гг.
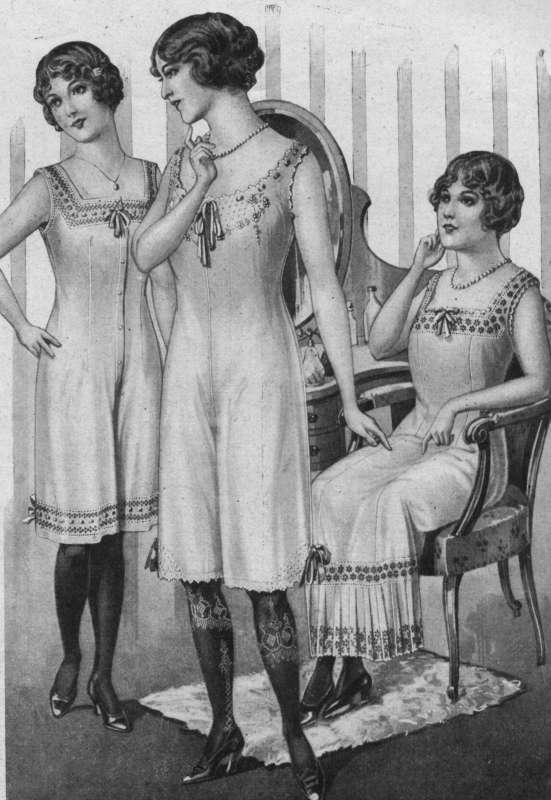
Нижнее бельё, иллюстрация из журнала
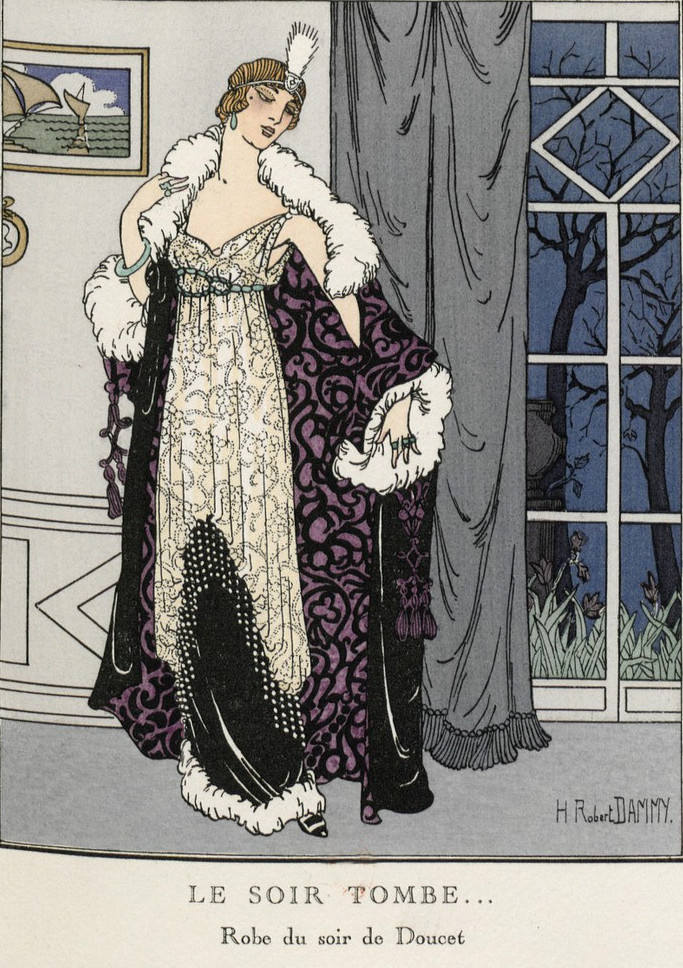
Вечернее платье дизайна Жака Дусе, 1913 г.
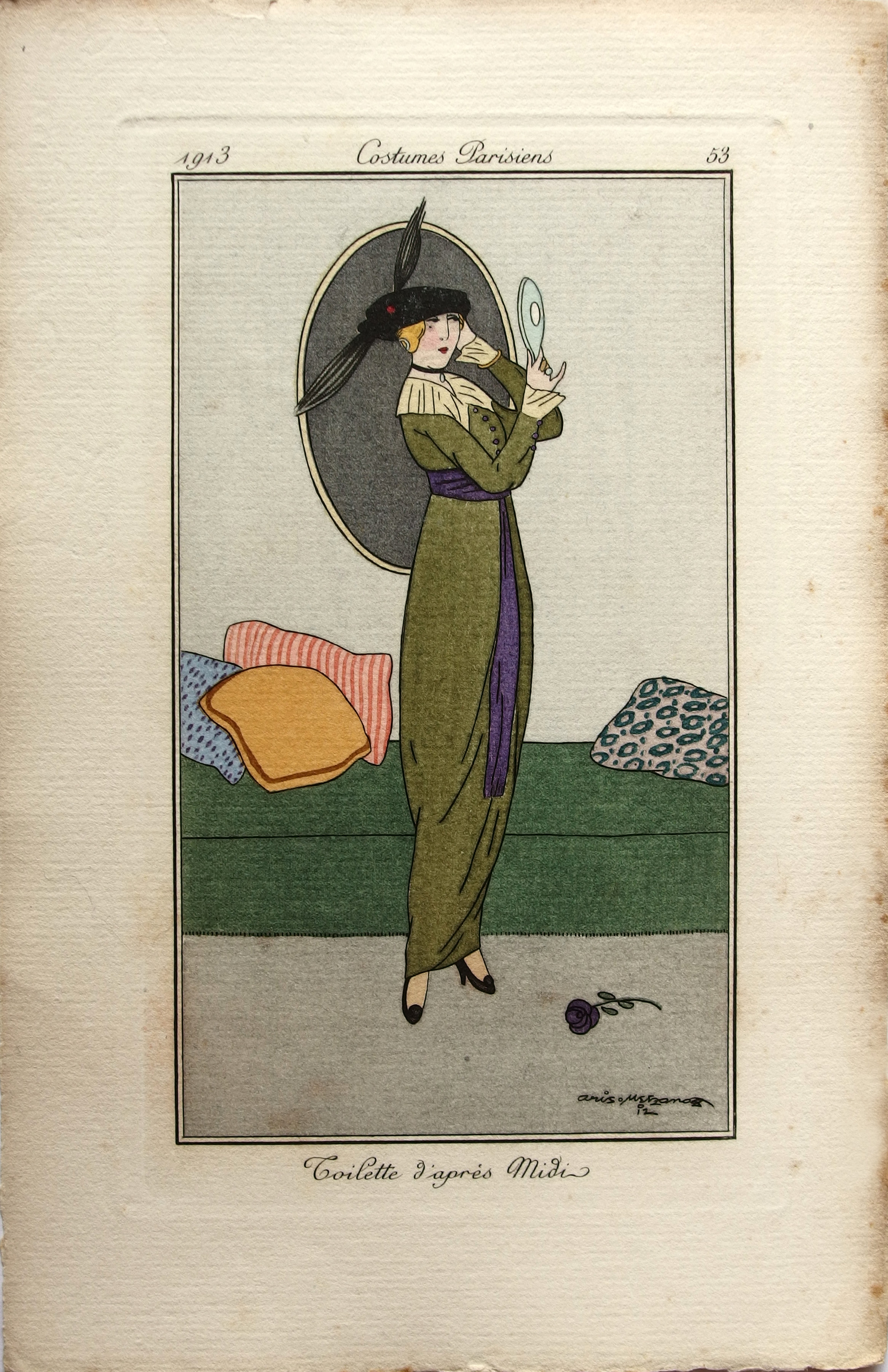
Платье дизайна Ариса Мецанова (фр. Aris Metzanoff), 1913
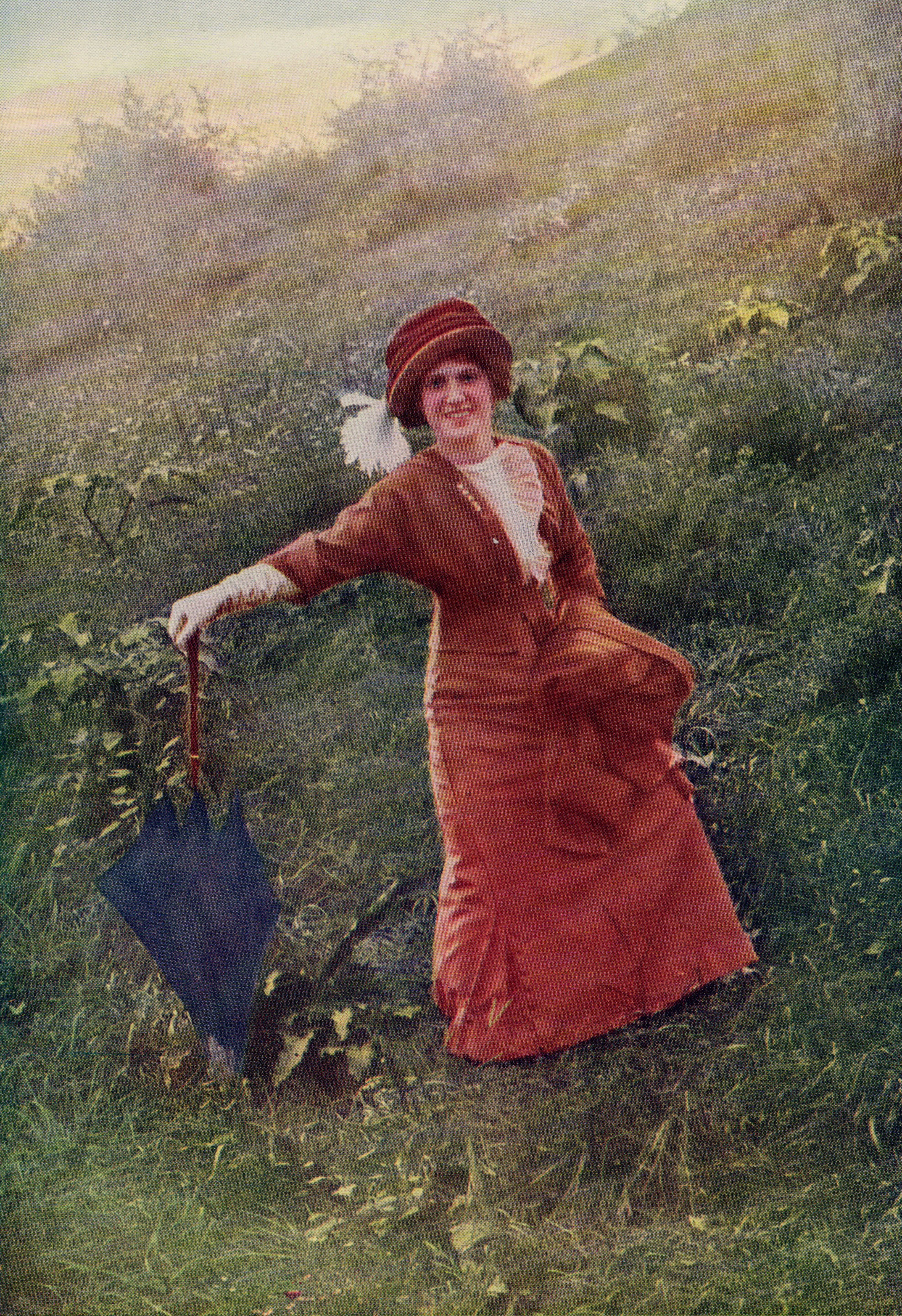
Актриса Эмма Данн, фотопортрет из журнала «American Magazine», 1913 г.
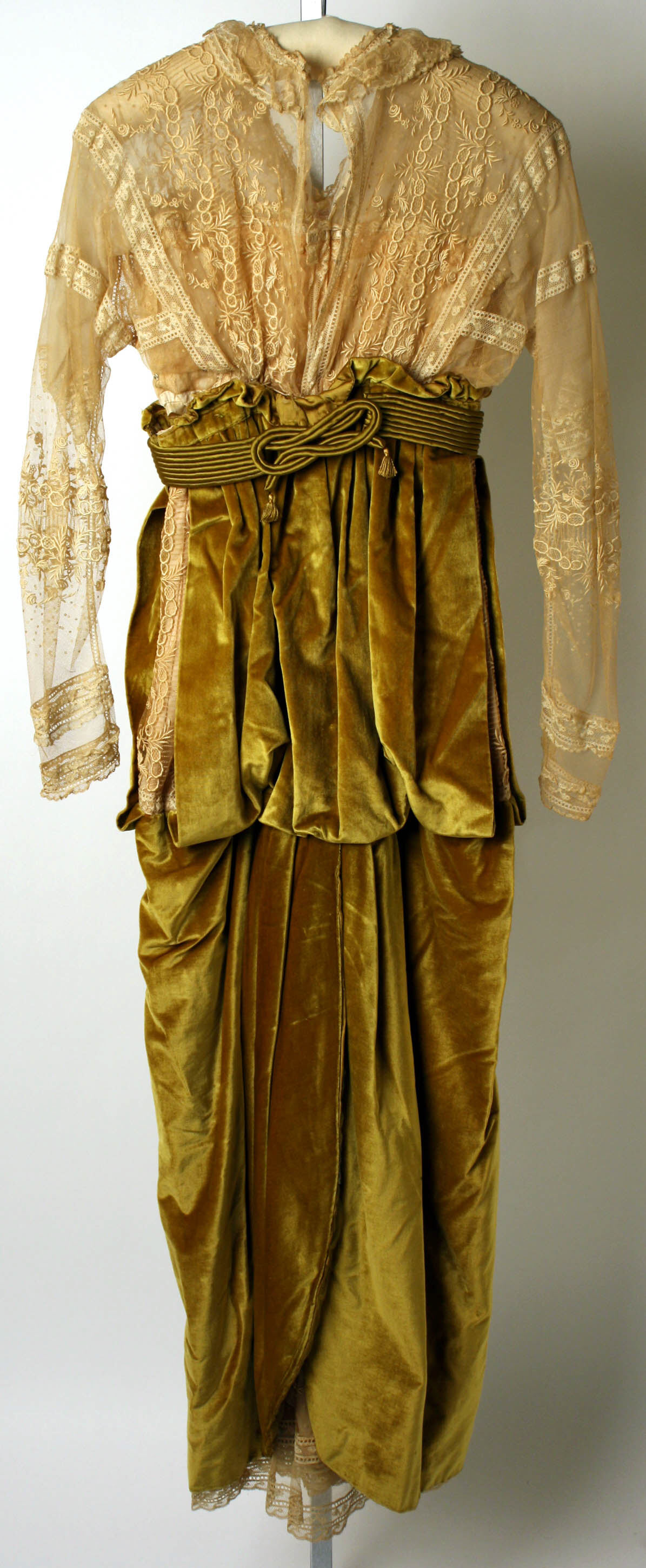
Дневное платье, 1913 г. Коллекция Метрополитен-музея
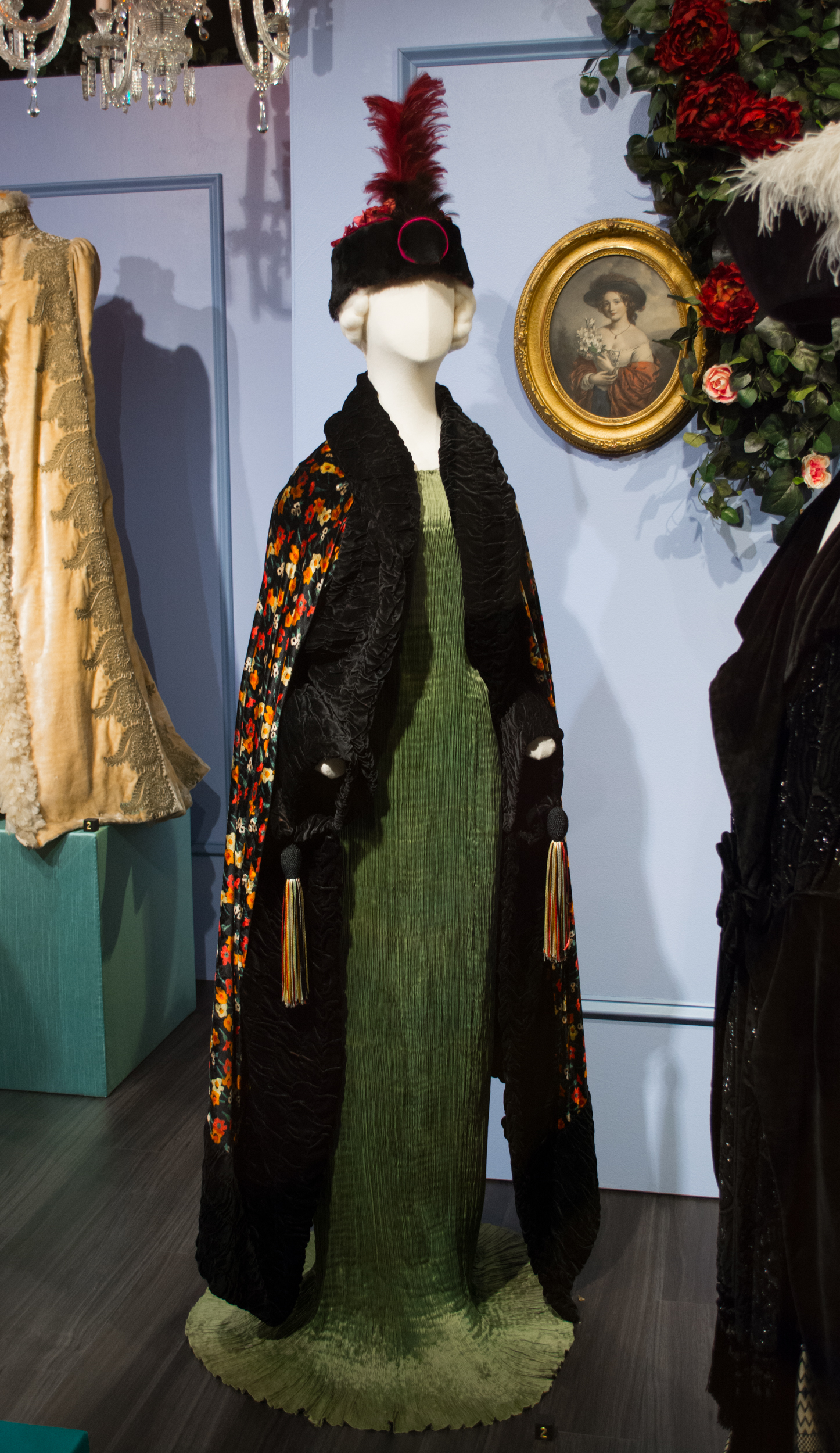
Вечернее платье дизайна Фортуни, 1913 г.
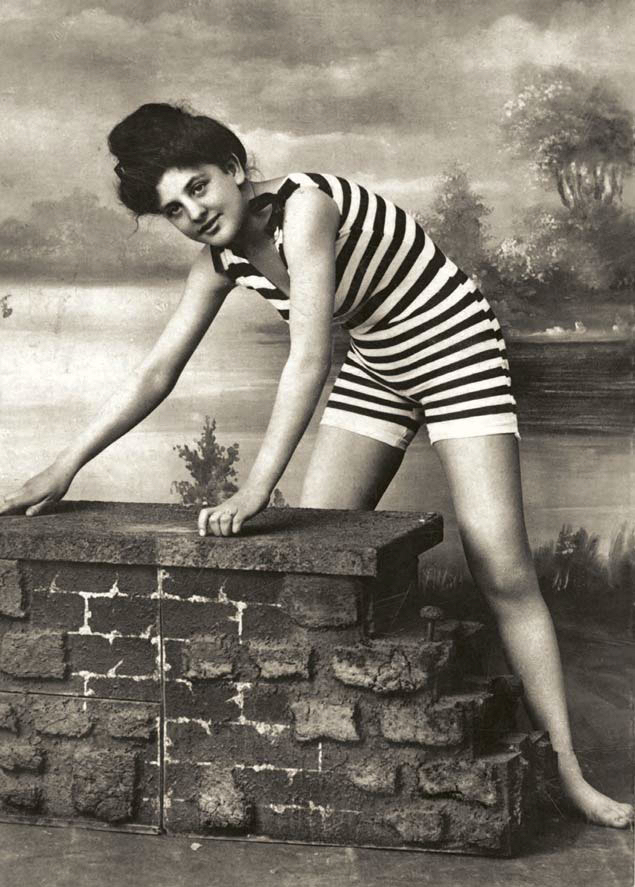
Трикотажный женский купальник, 1913 год, Россия
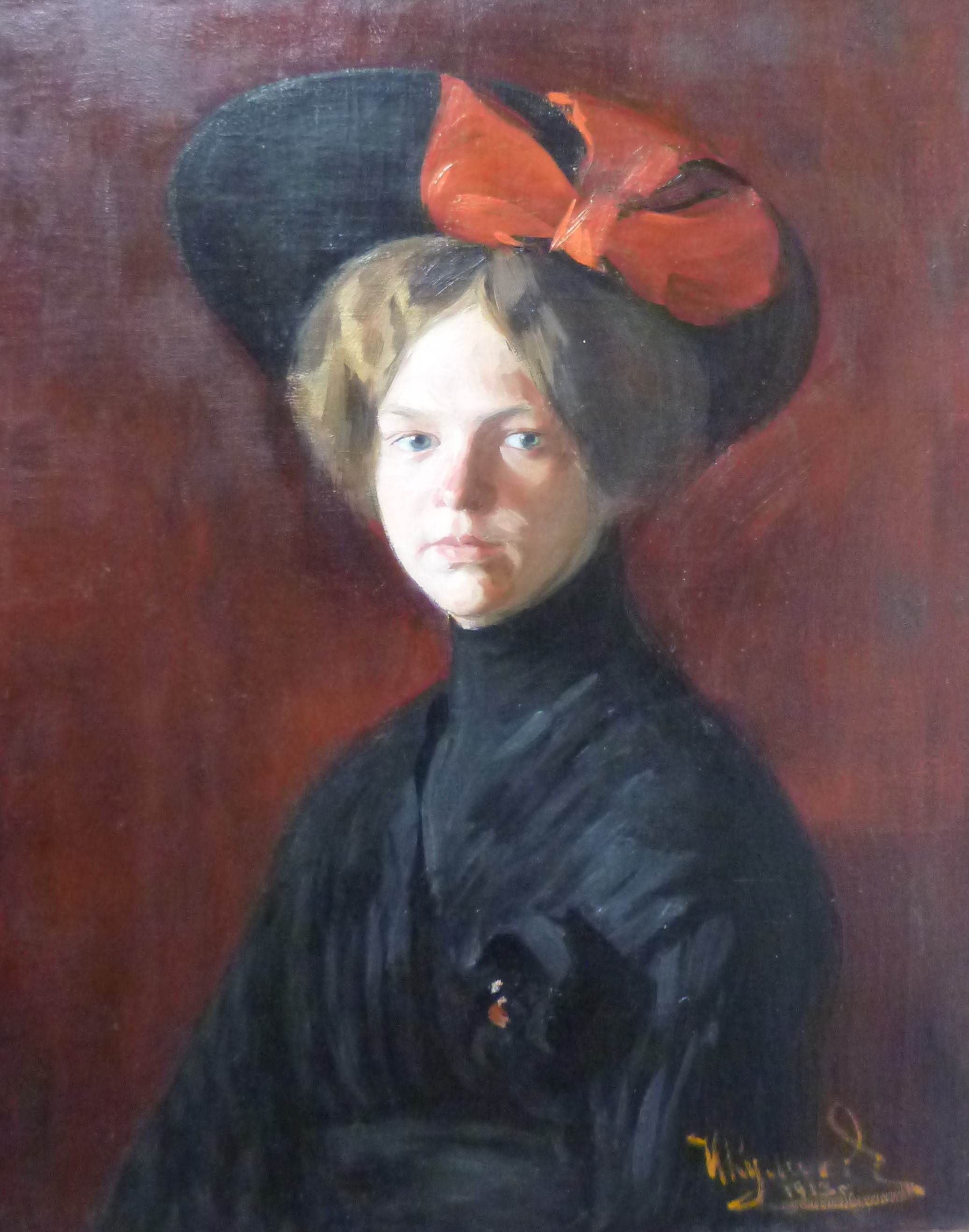
Иван Куликов, женский портрет, 1913 г. Из собрания Нижегородского государственного художественного музея.
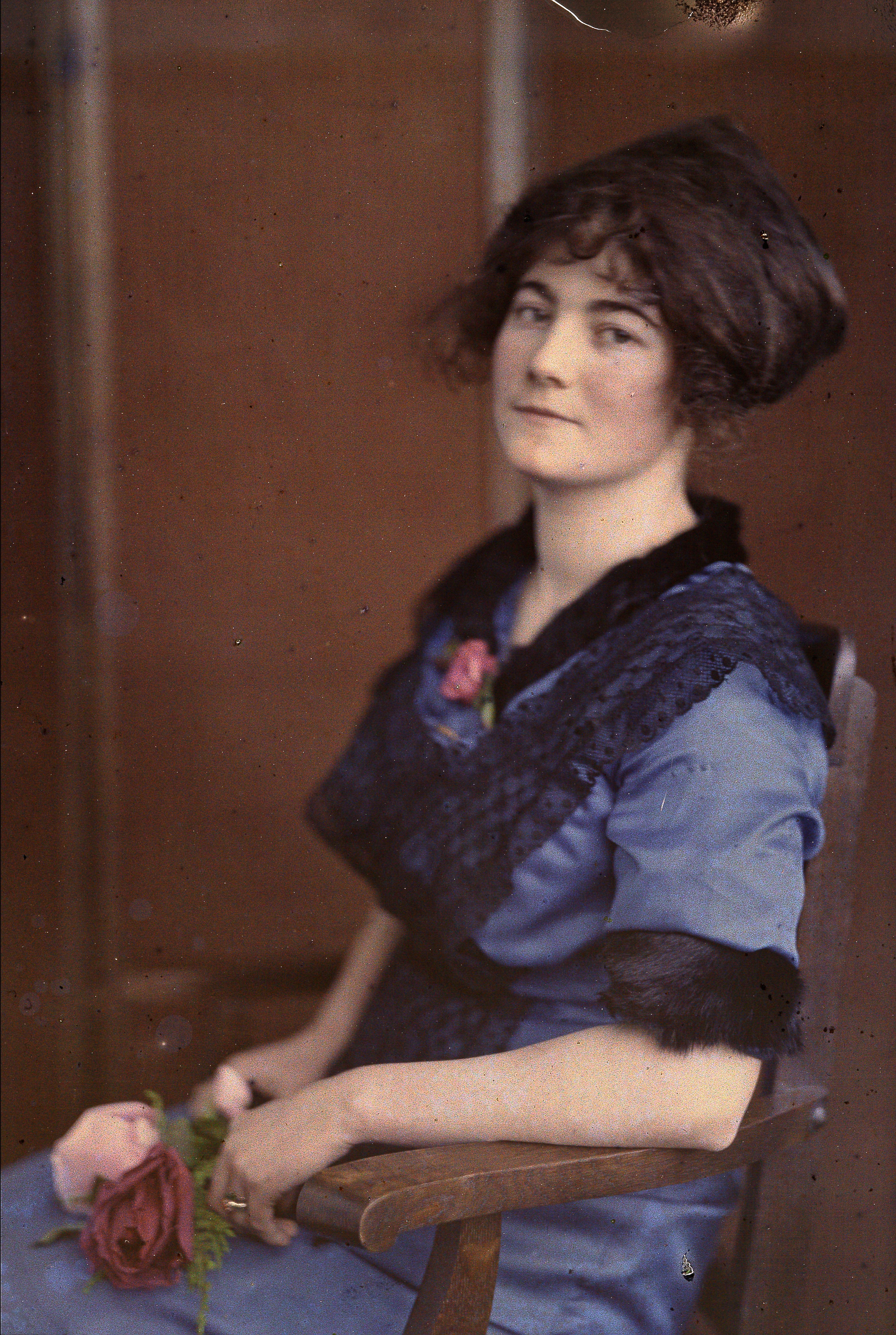
Портрет, Канада, 1913-1914 гг.
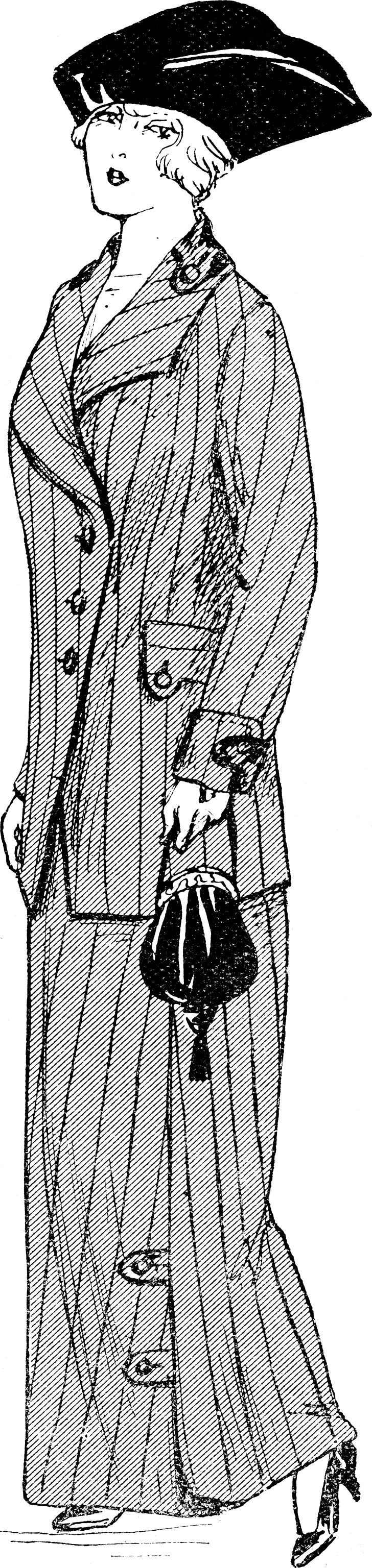
Зима 1913-1914 гг.
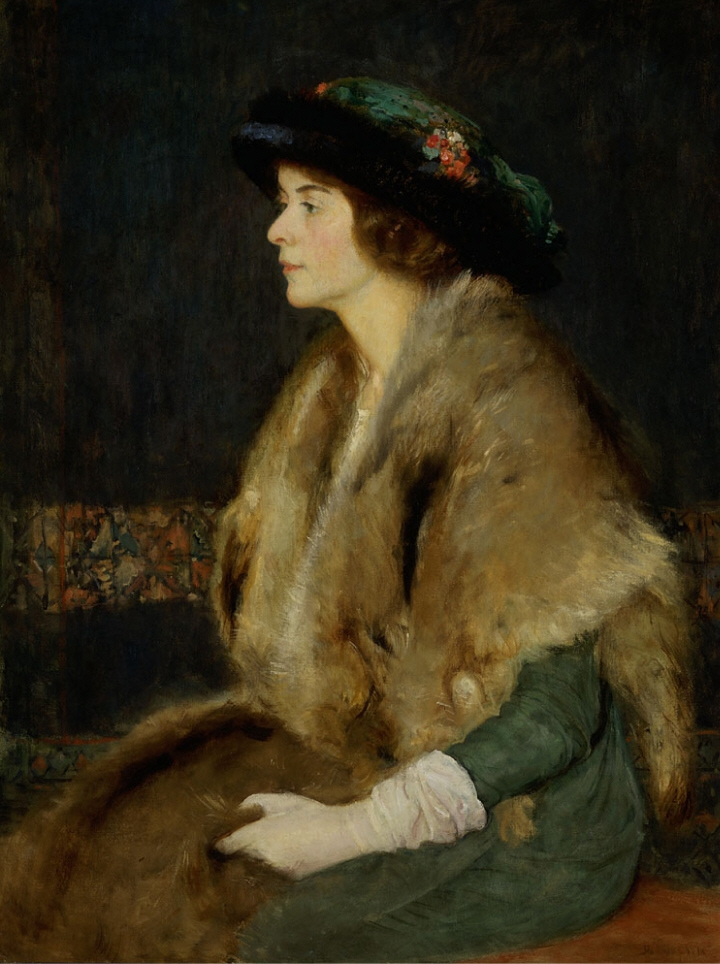
Дуглас Волк, «Портрет дочери», 1914 г.
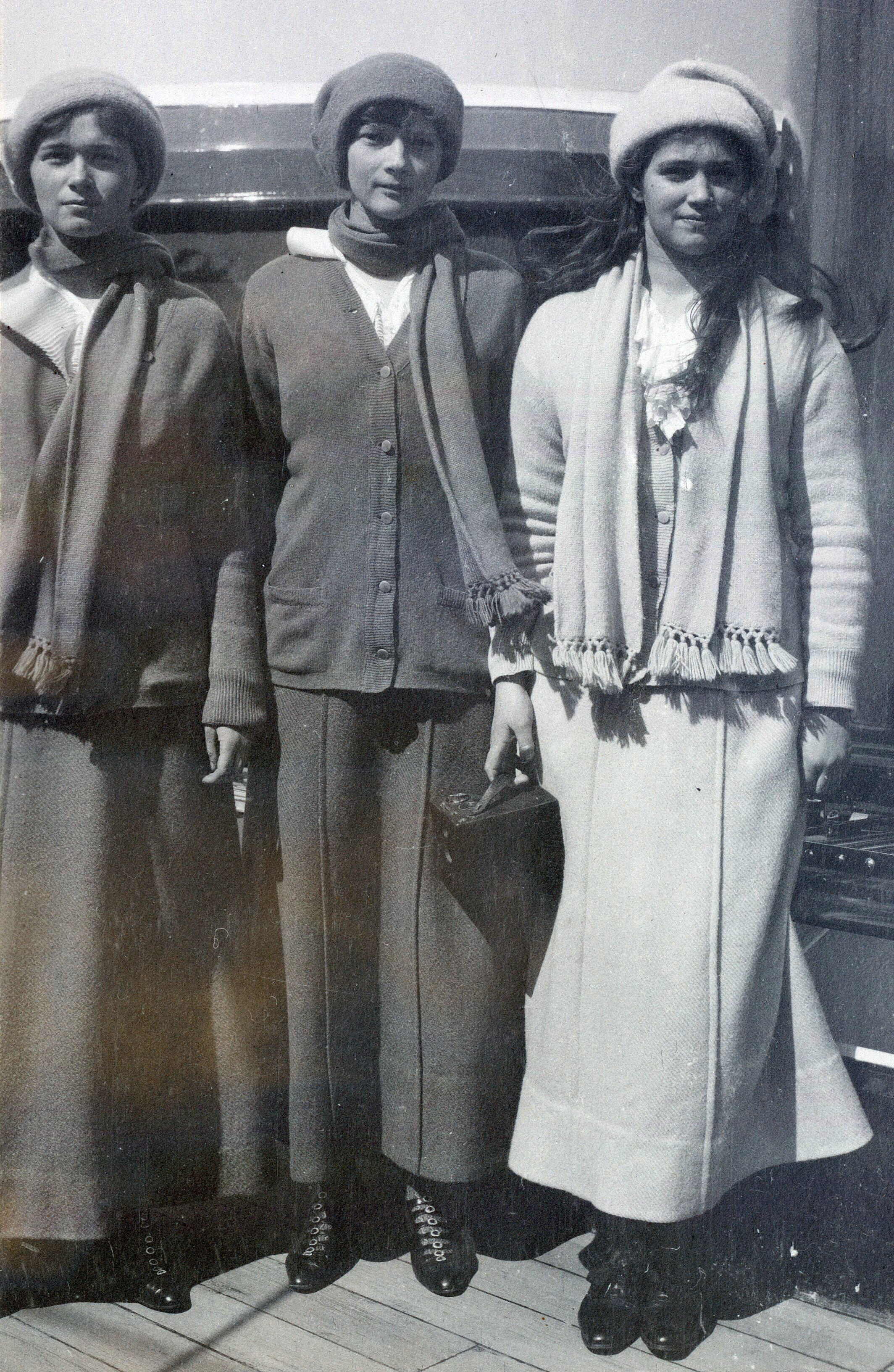
Царевны Ольга, Татьяна и Мария Романовны на борту яхты «Штандарт», 1914 г.
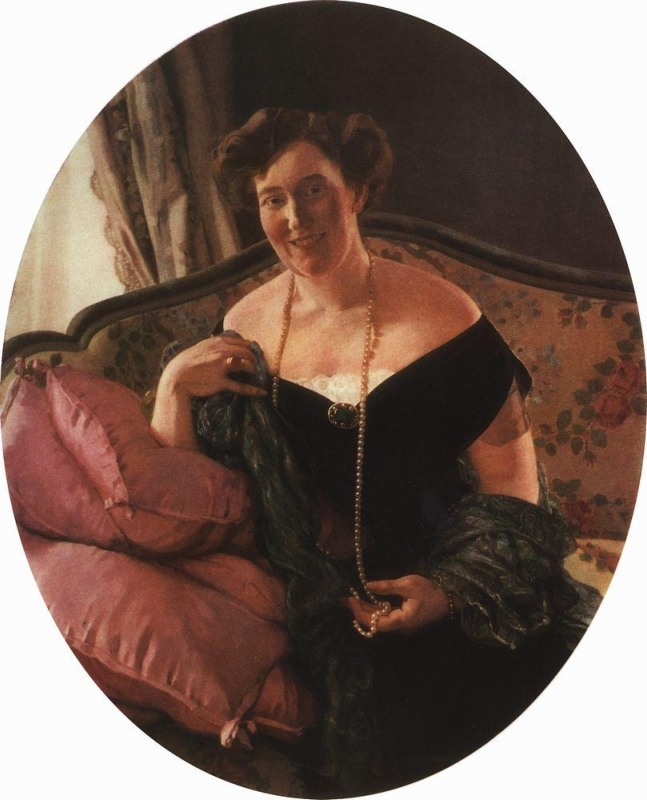
Портрет Марины Карповой, жены московского титулярного советника Тимофея Карпова, Константин Сомов, 1914 год

Галерея 1915-1916 гг.
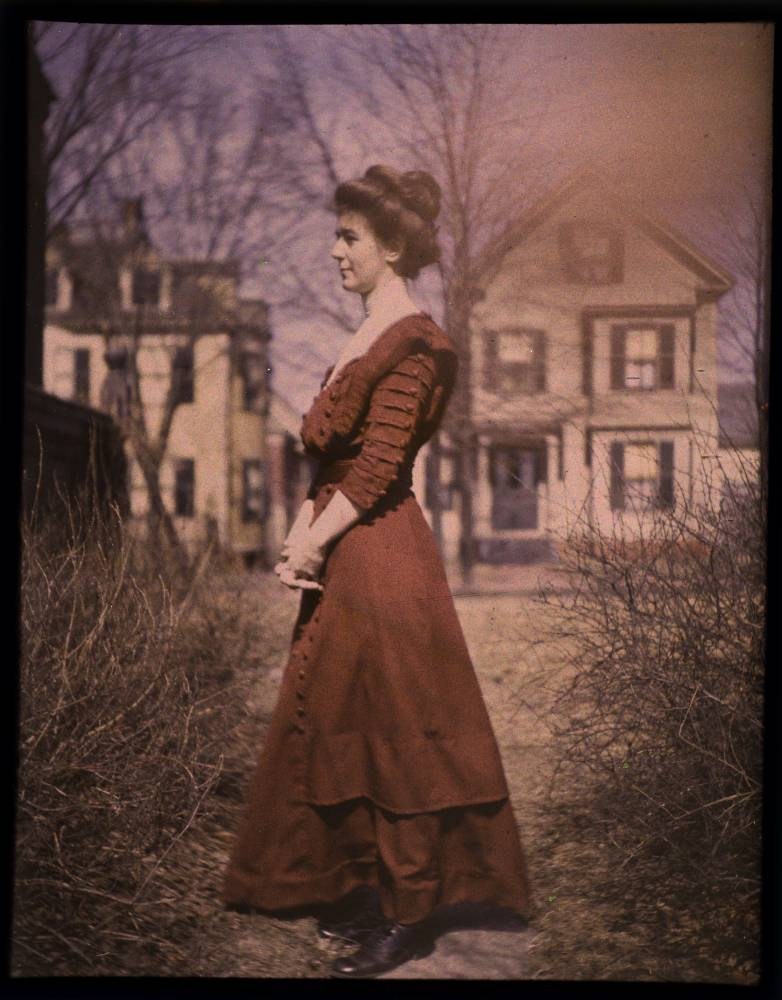
Автохром, США, 1915 г.
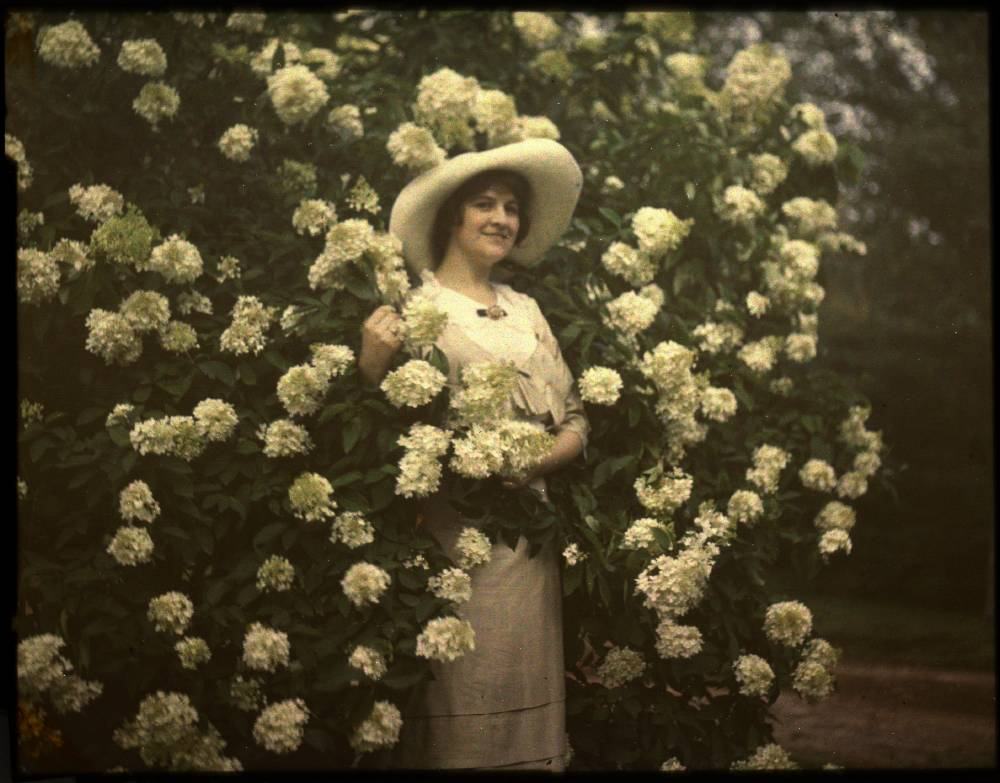
Автохром, тот же год
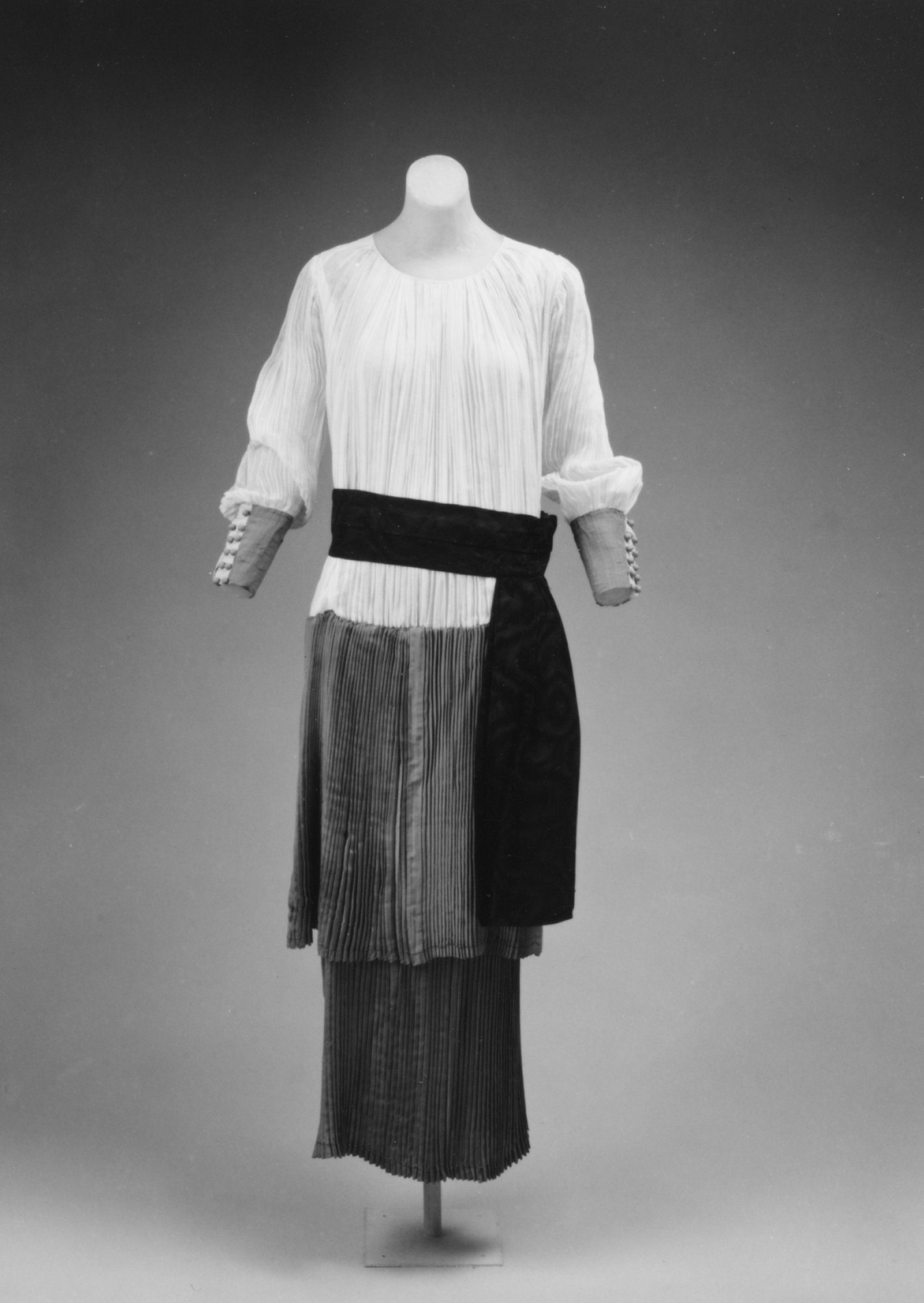
Дневное платье, 1915 г., коллекция Метрополитен-музея
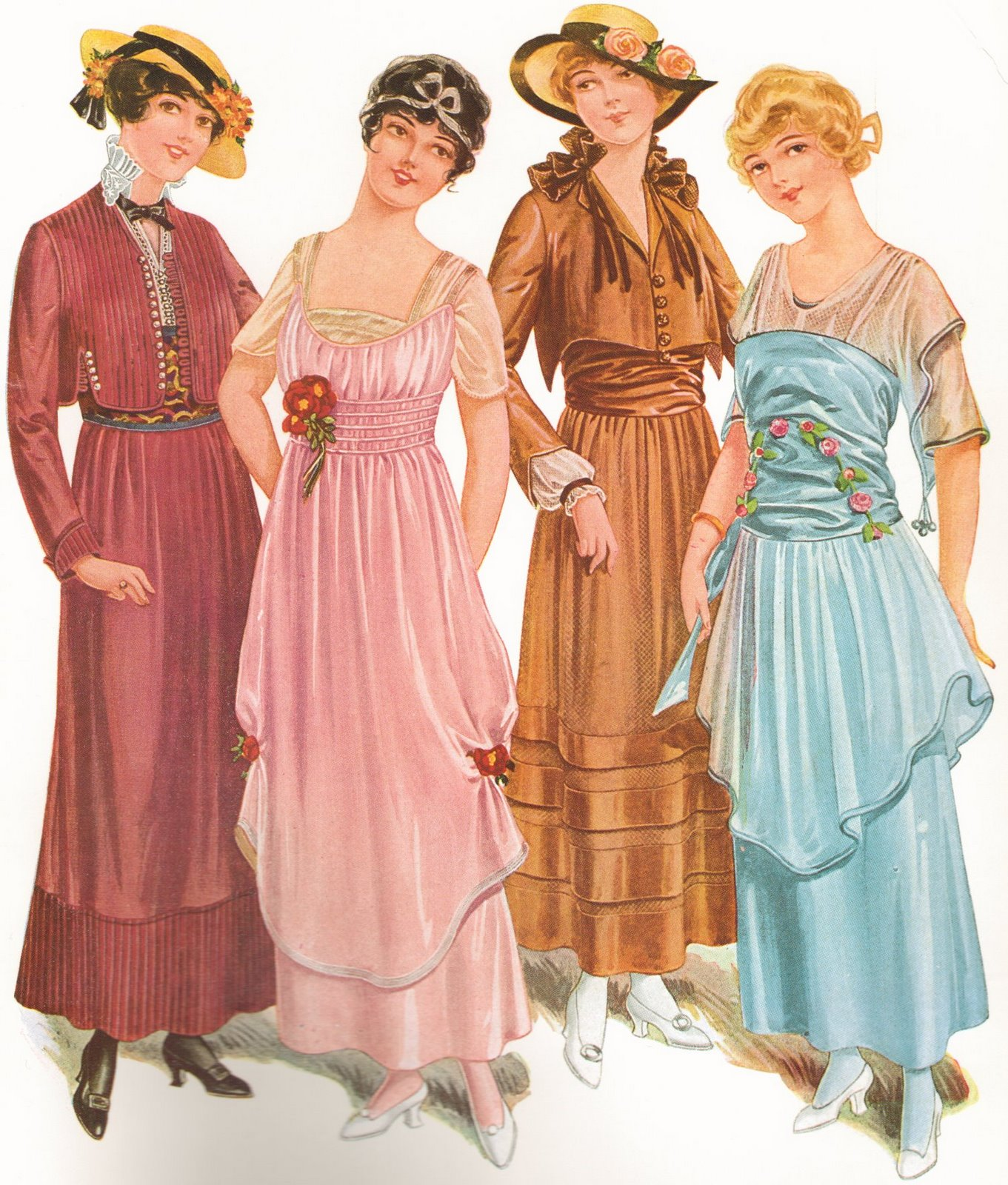
Иллюстрация из каталога американского универмага «Gimbels[англ.]», 1915 г.
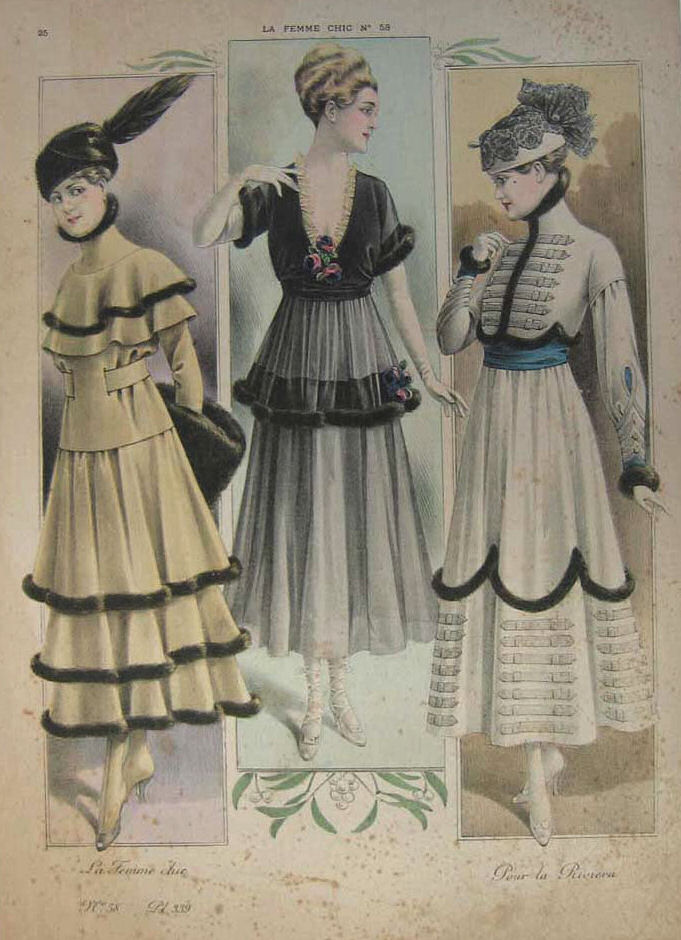
Иллюстрация из модного журнала «La Femme Chic», 1915-1916 гг.
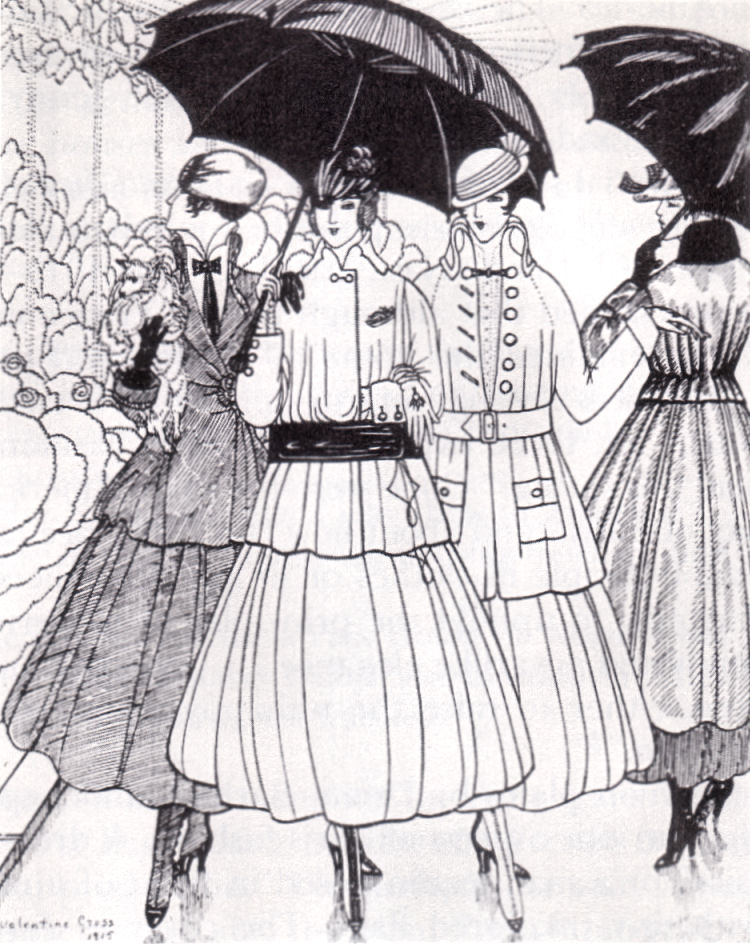
Женщины в пальто, блузах с галстуком и пышных юбках, иллюстрация из модного журнала «La Gazette du Bon Ton», 1916 год
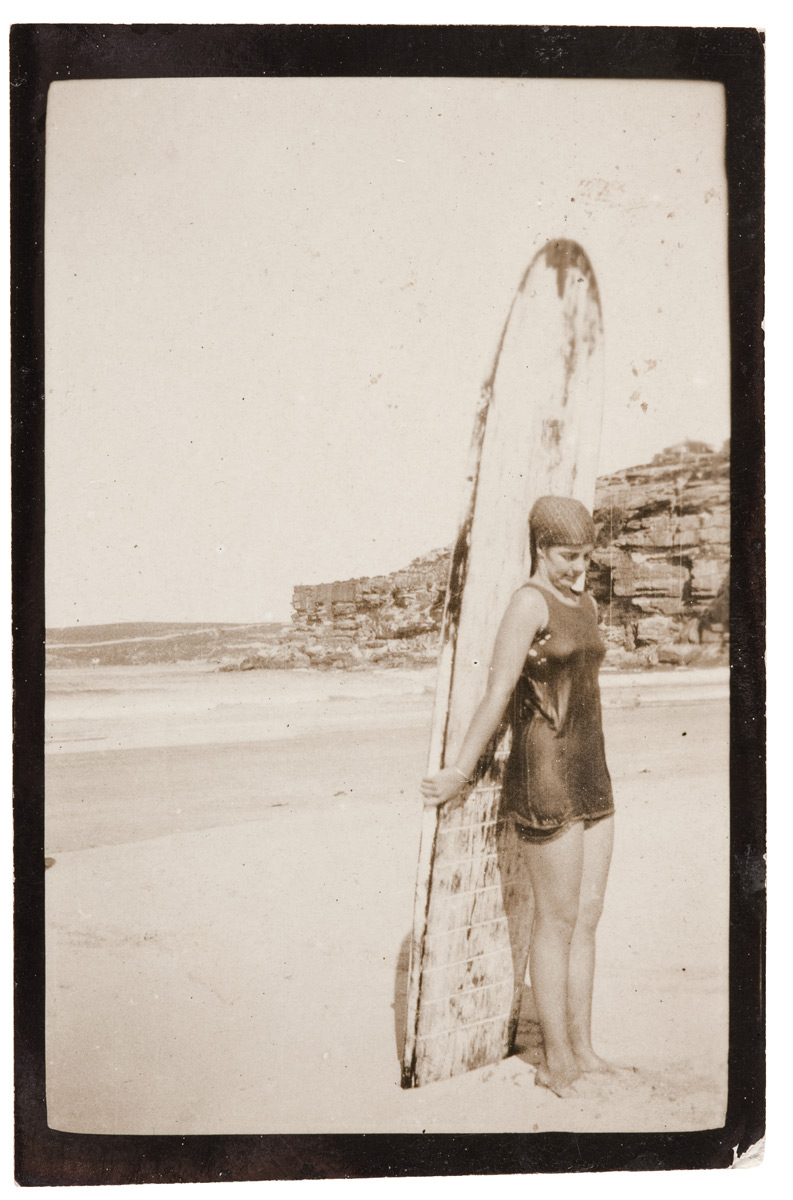
Сёрферша, Билгола-Бич, Новый Южный Уэльс, Австралия, 1916 г.
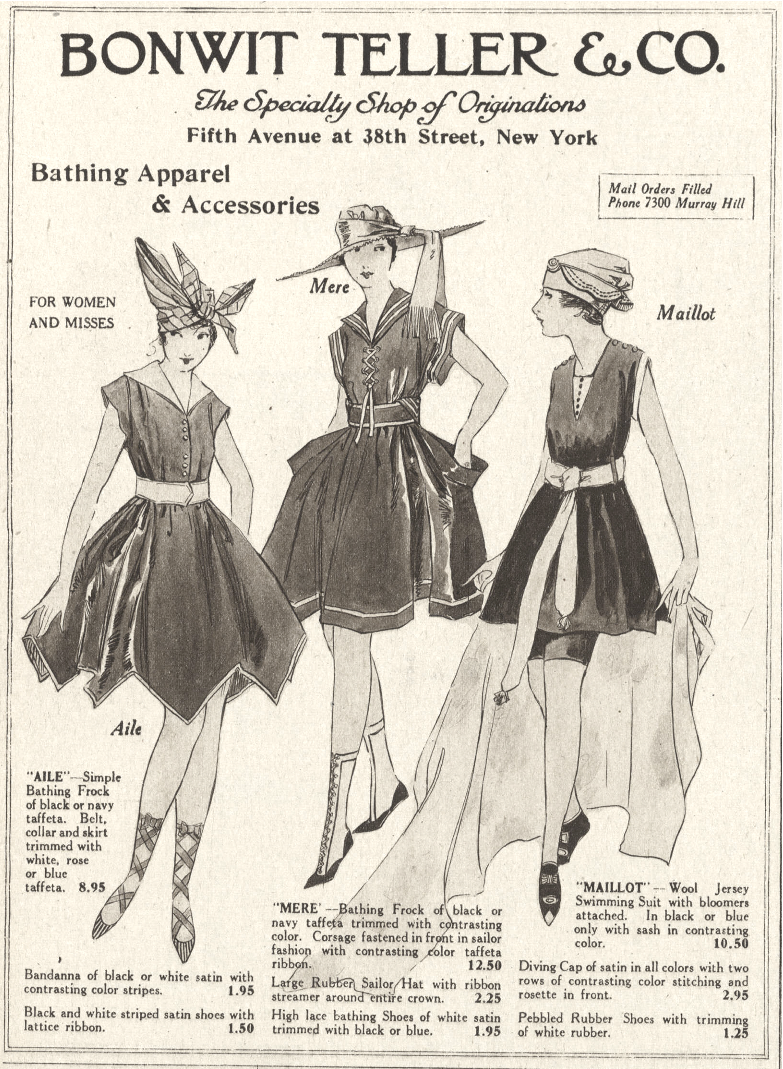
Реклама женских купальников в «The New York Times», 1916 год

Модели дома моды Ворта, 1916 г. (из собрания Александра Васильева)
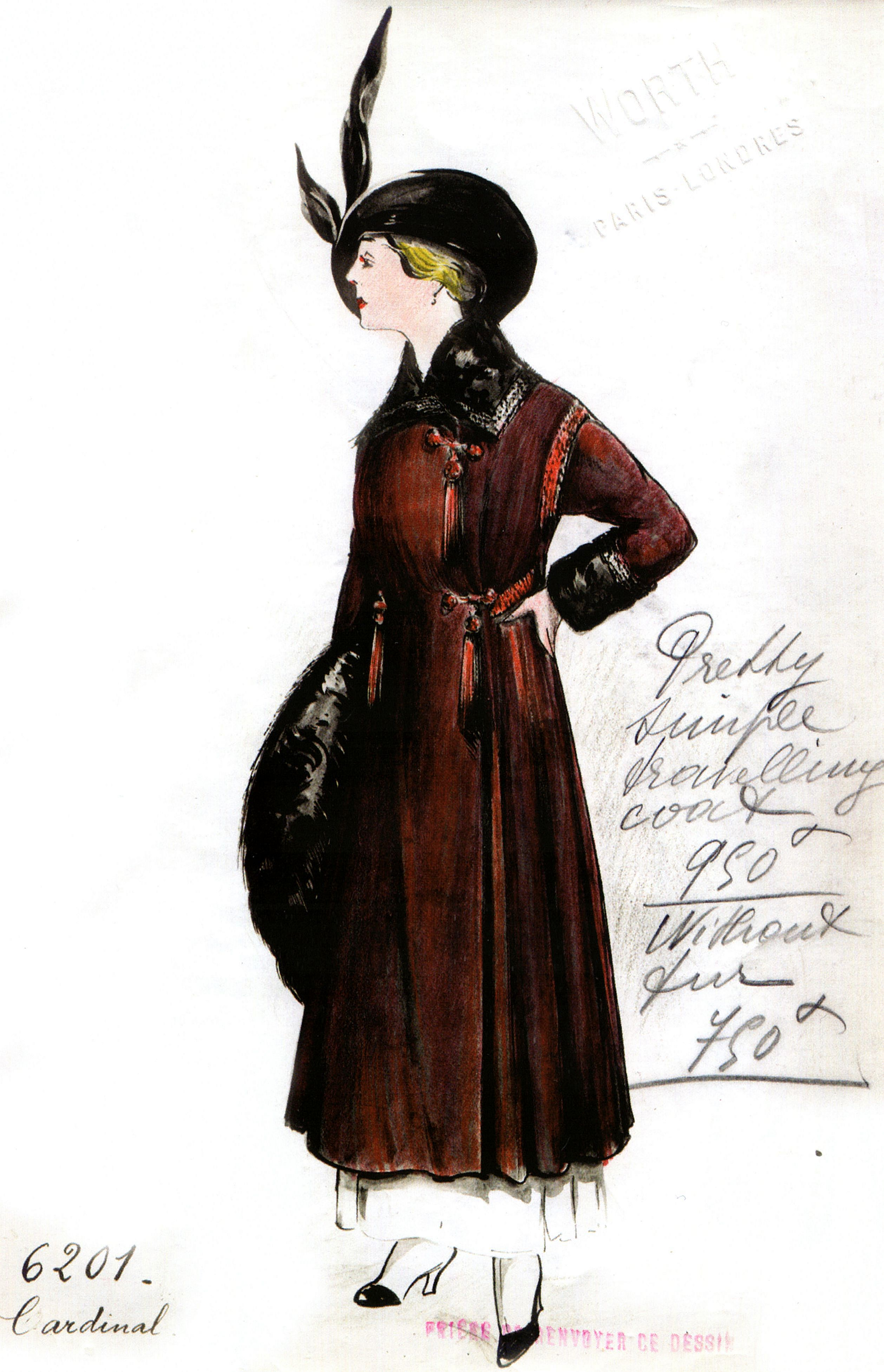
Эскиз женского пальто «Кардинал»
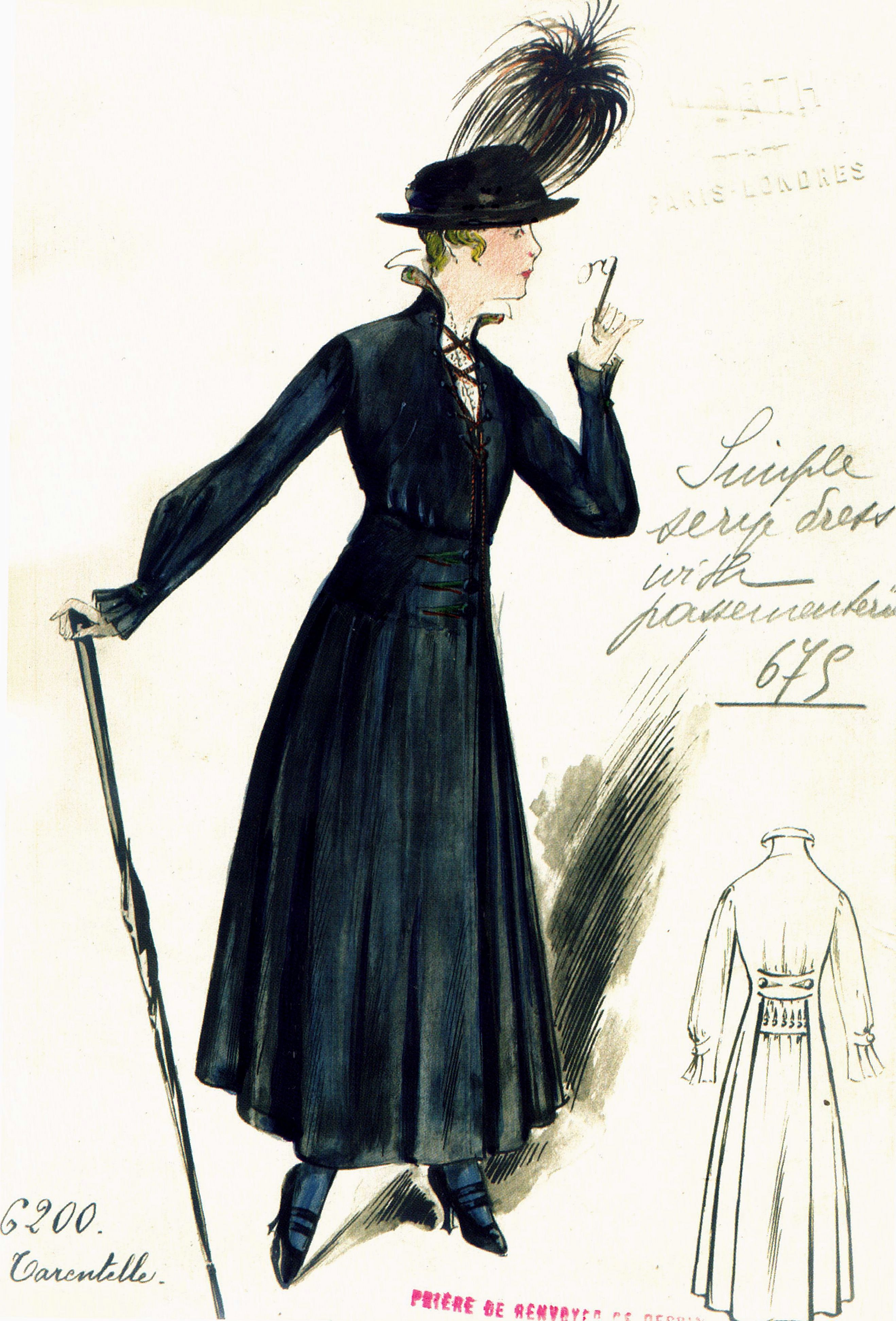
Платье «Карентель»
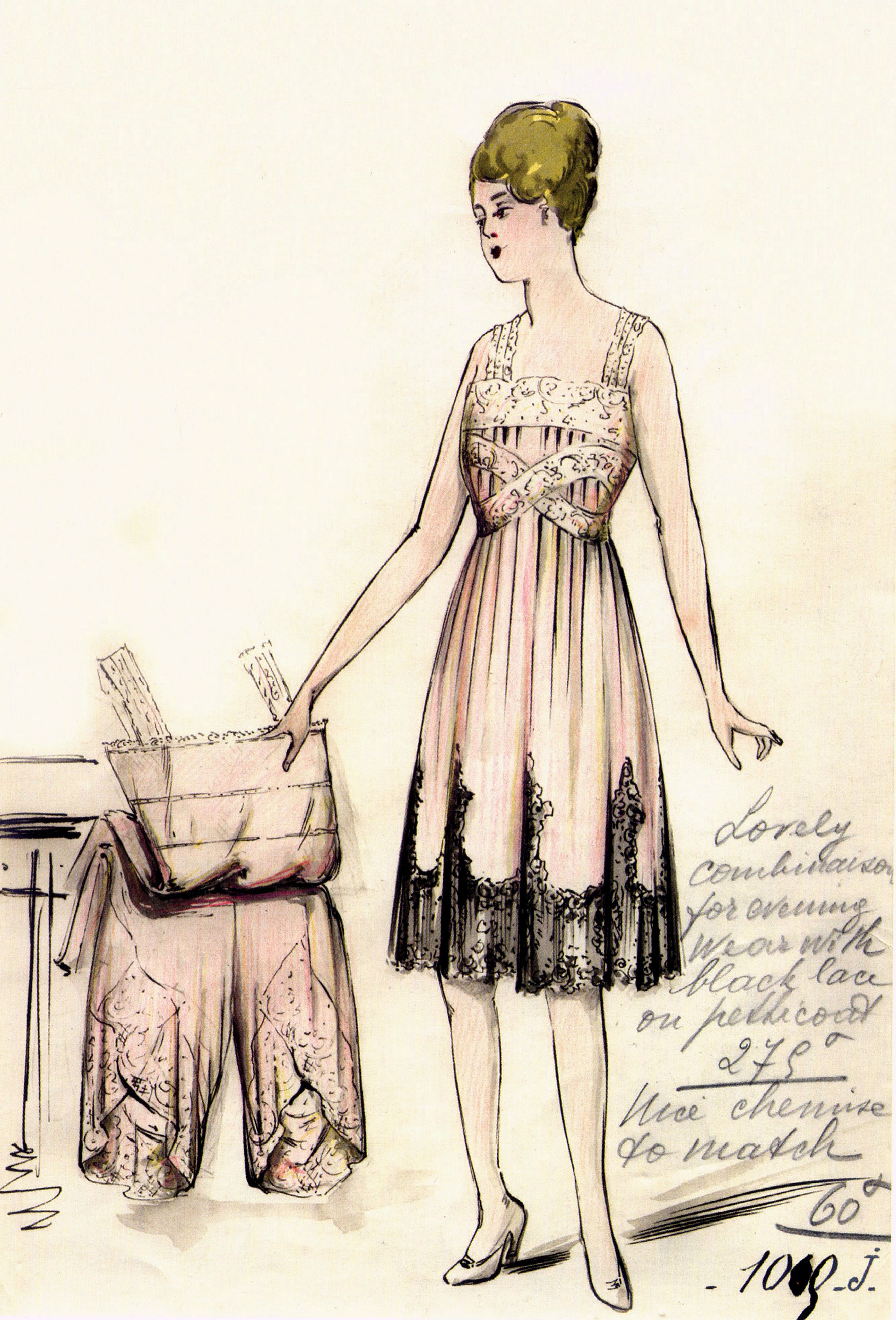
Нижнее бельё — неглиже и комбинация
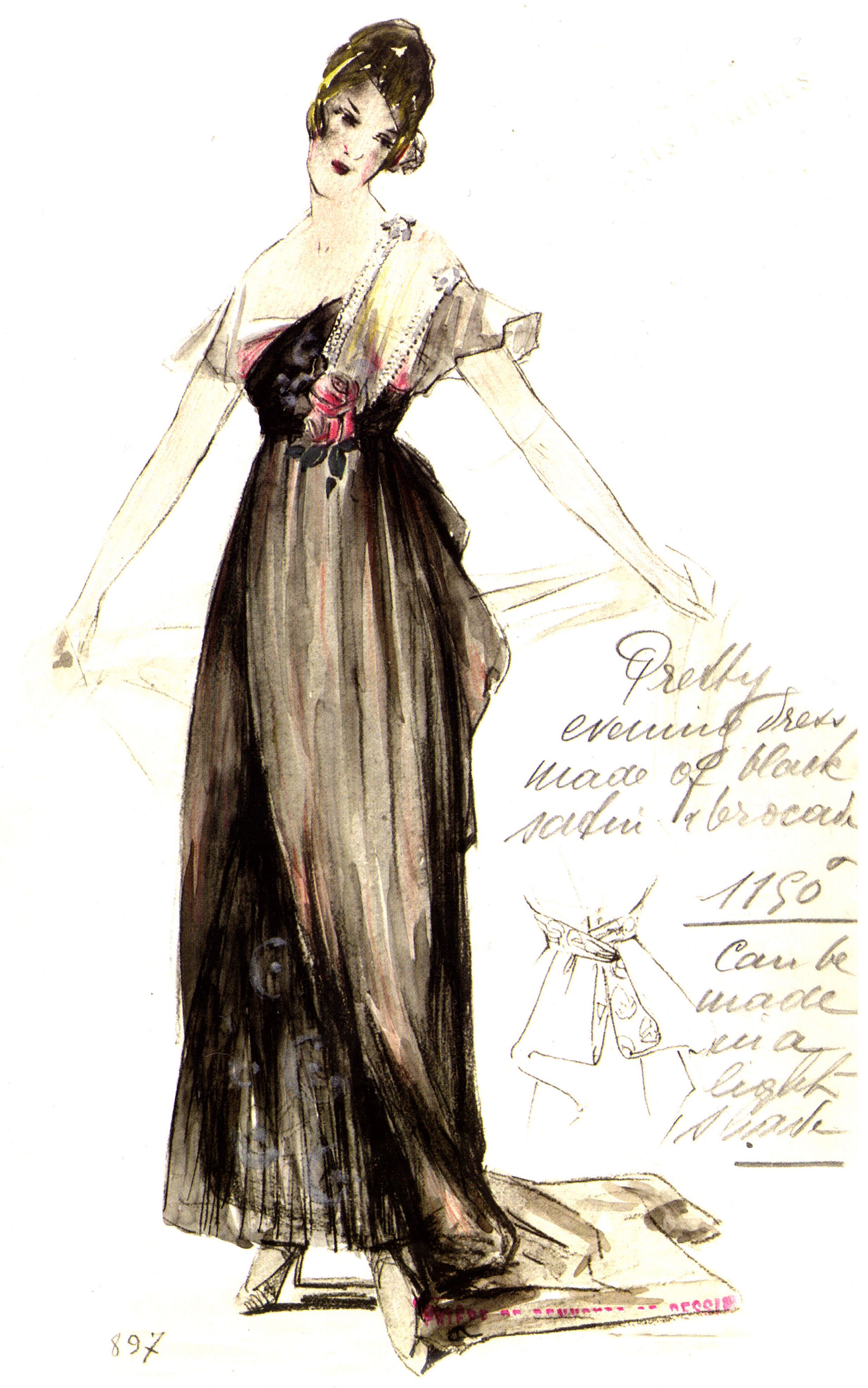
Вечернее платье из атласа

Галерея стиля 1917-1919 гг.
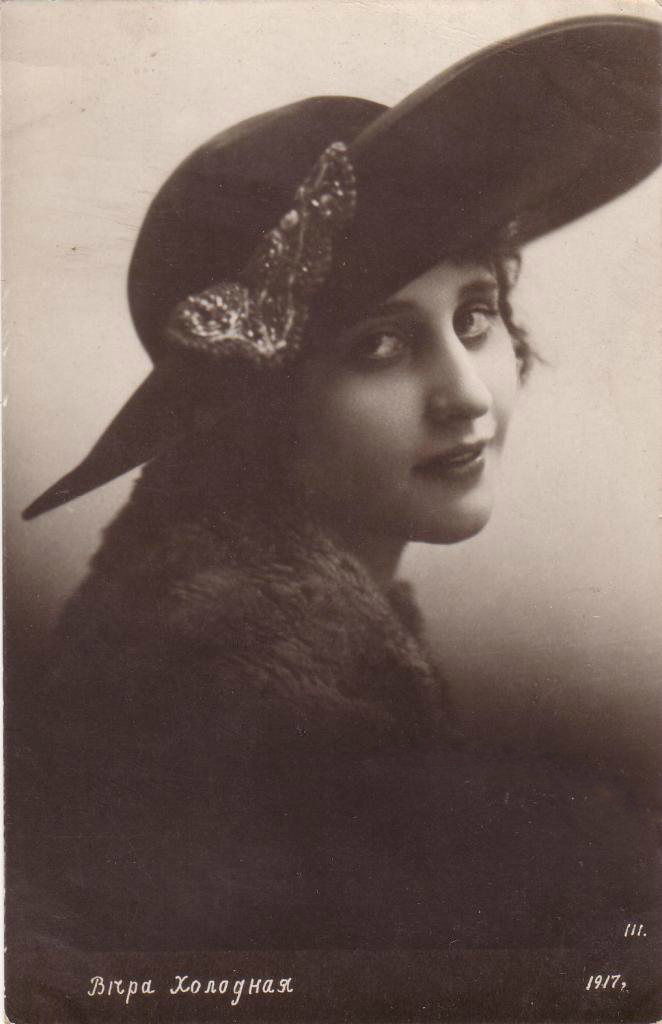
Открытка со студийным фото Веры Холодной, ок. 1916-1917
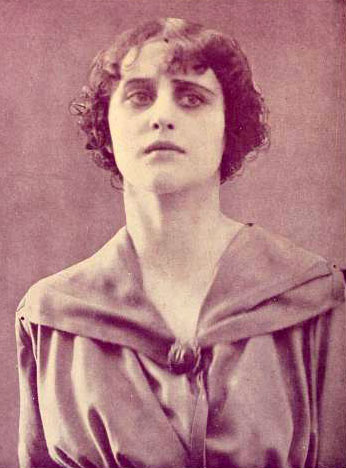
Вера Холодная, 1917 г.
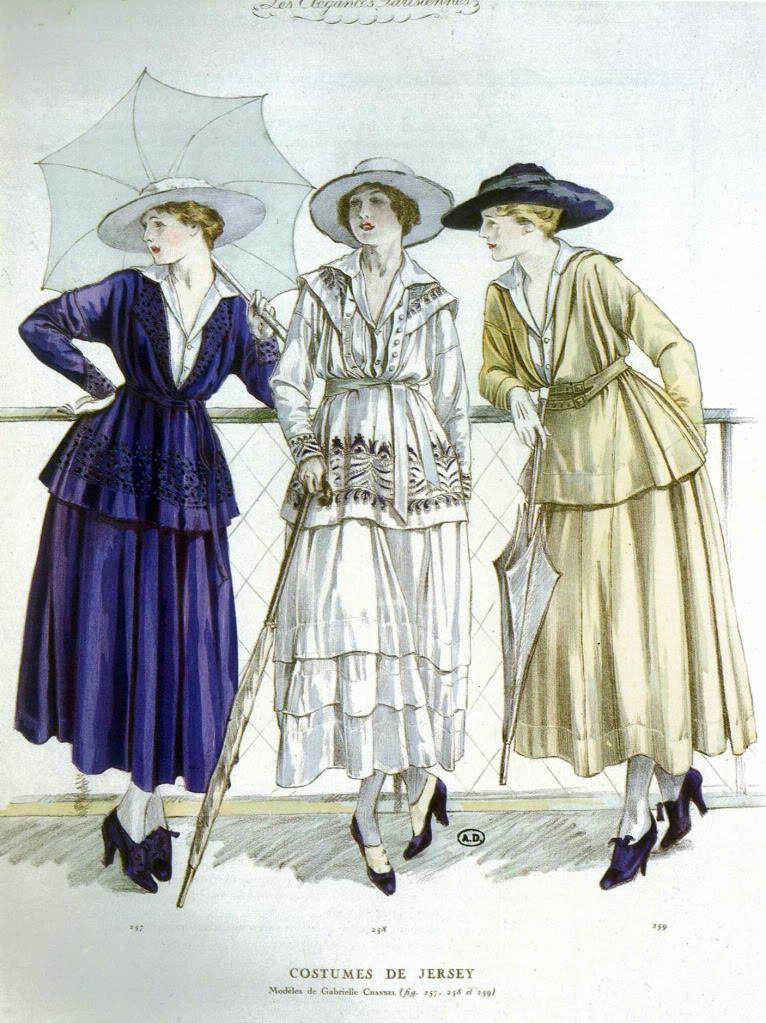
Повседневные платья, 1917 г.
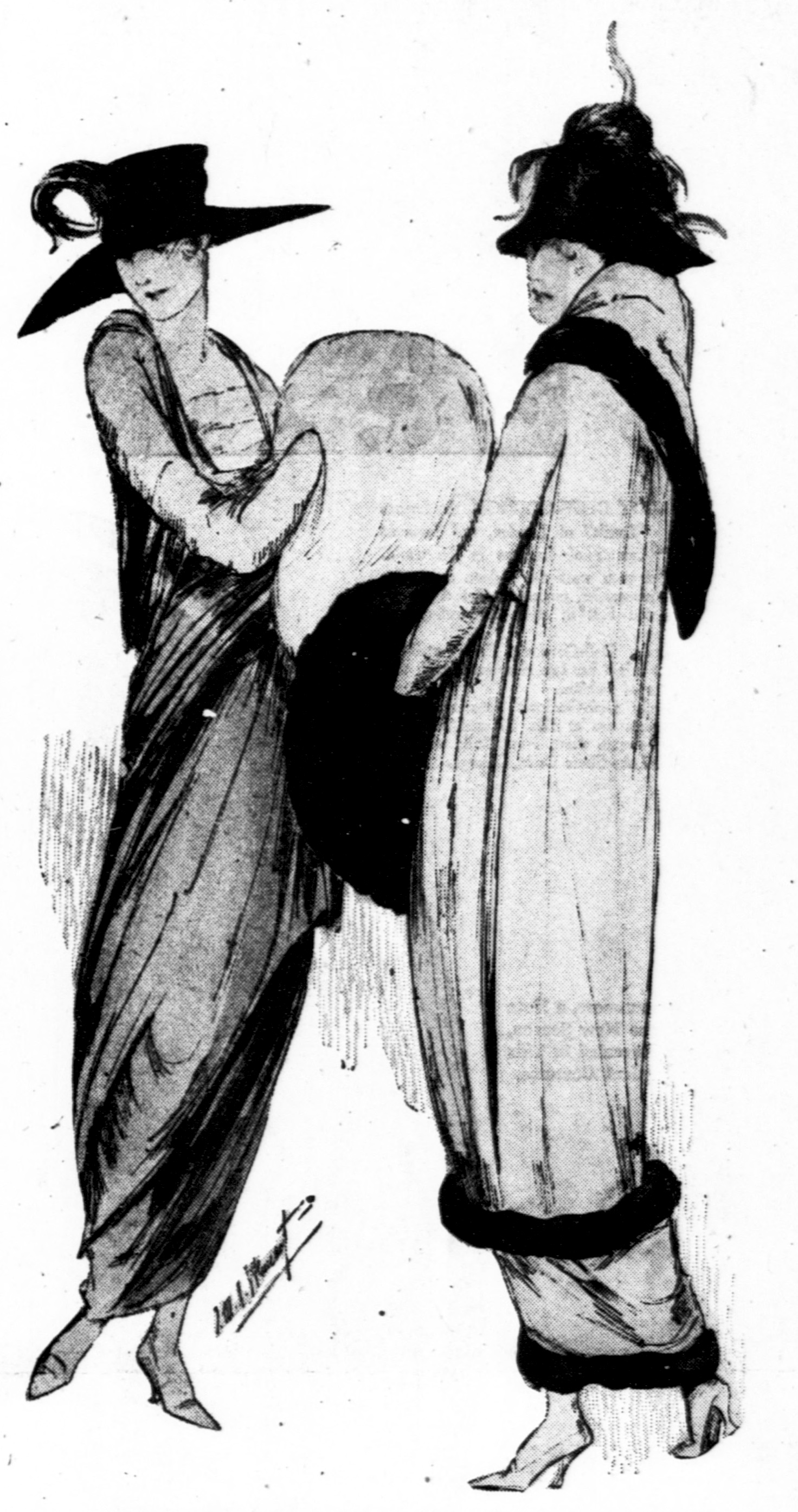
Осень 1918 г.
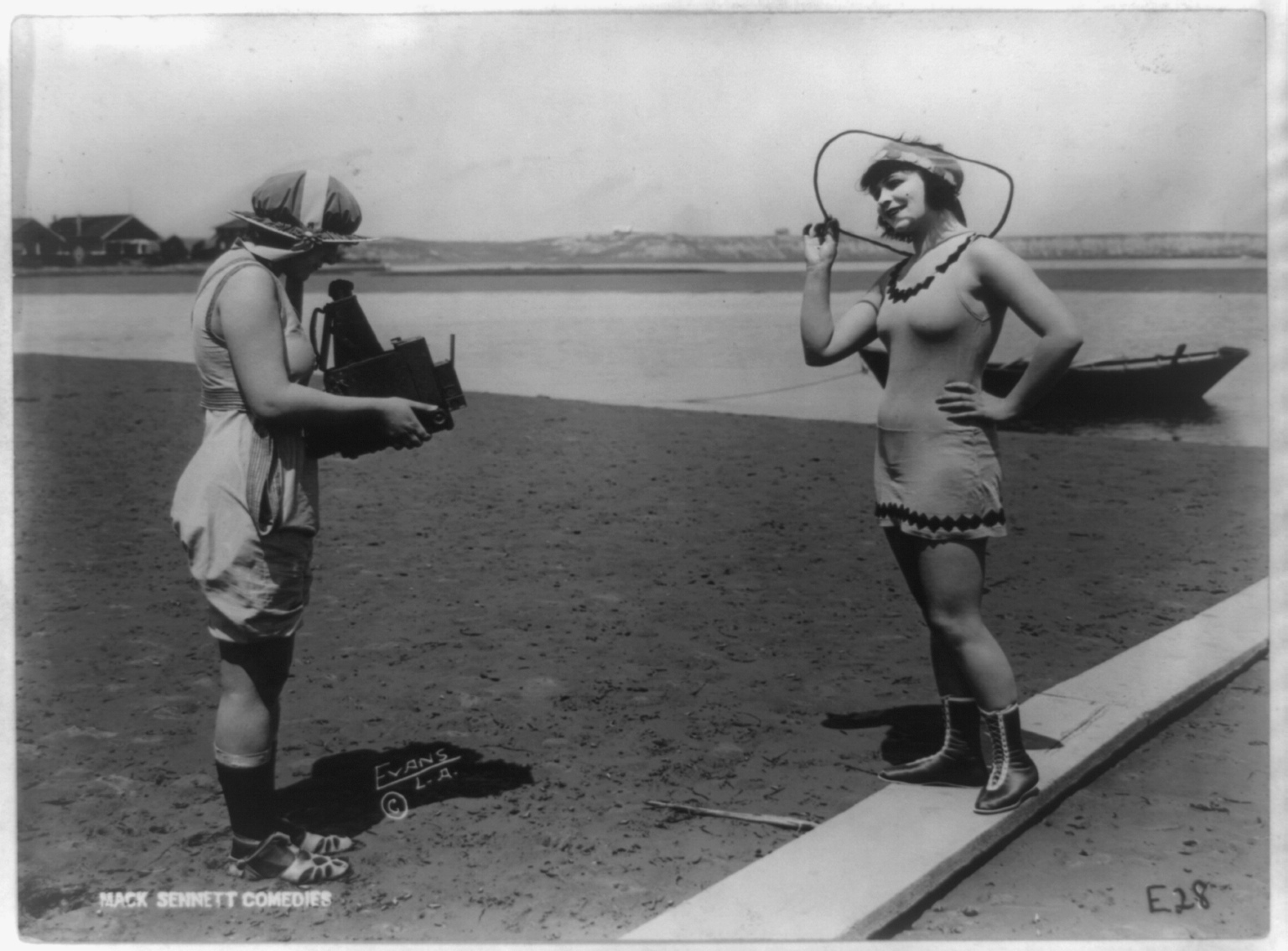
Фотосессия актрисы Мэри Турман на пляже, 1918 г.
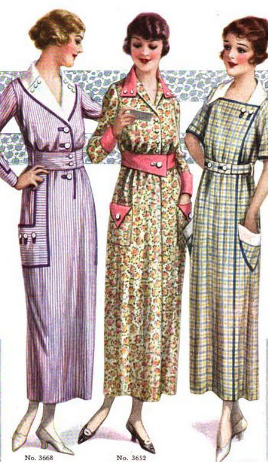
Домашние платья, иллюстрация из журнала «Woman's Home Companion», 1919 год
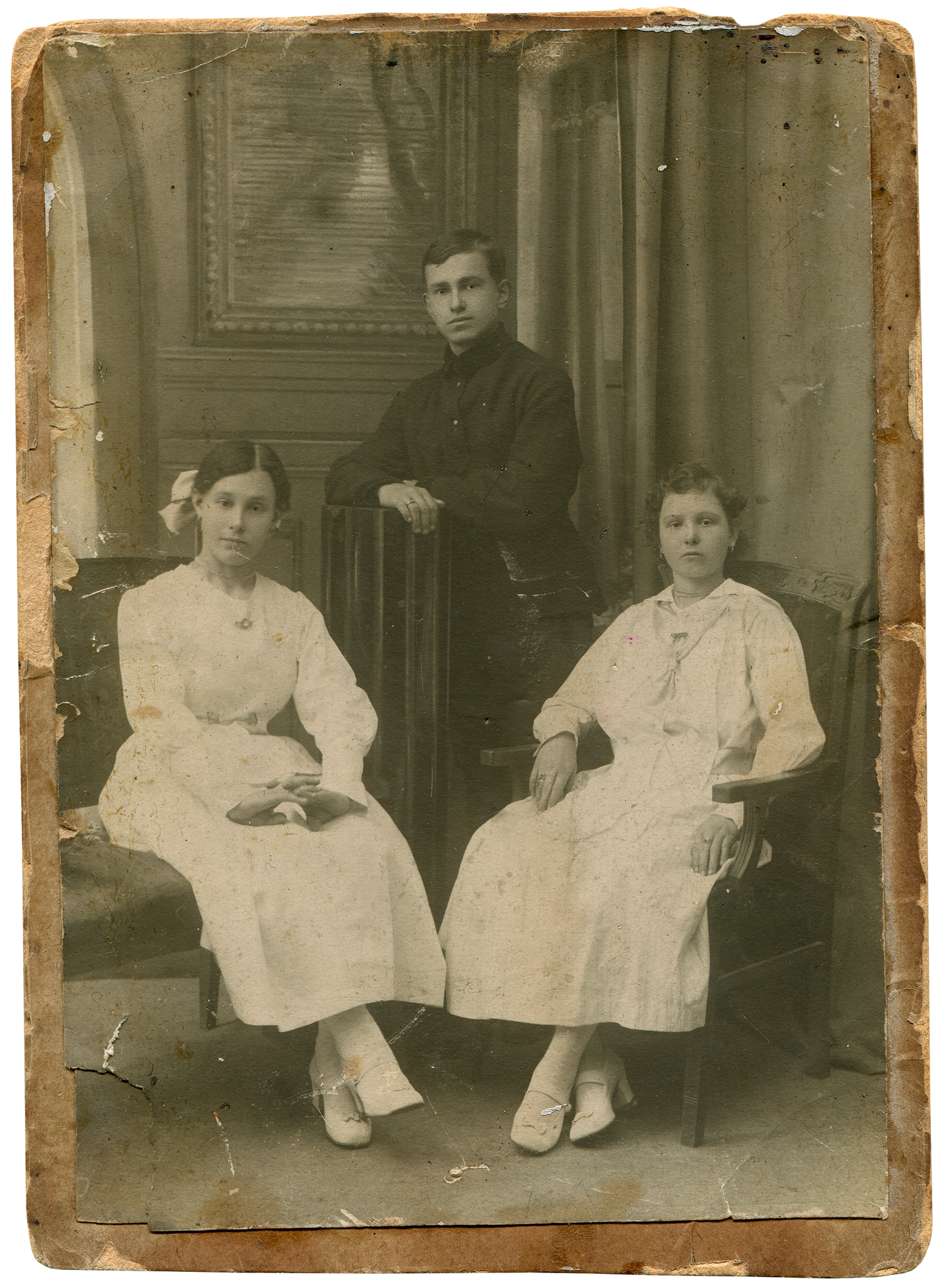
Студийное фото сиблингов Макеевых (сёстры Макеевы на переднем плане, сзади — их брат), 1919 год, Электросталь

## Мужская одежда

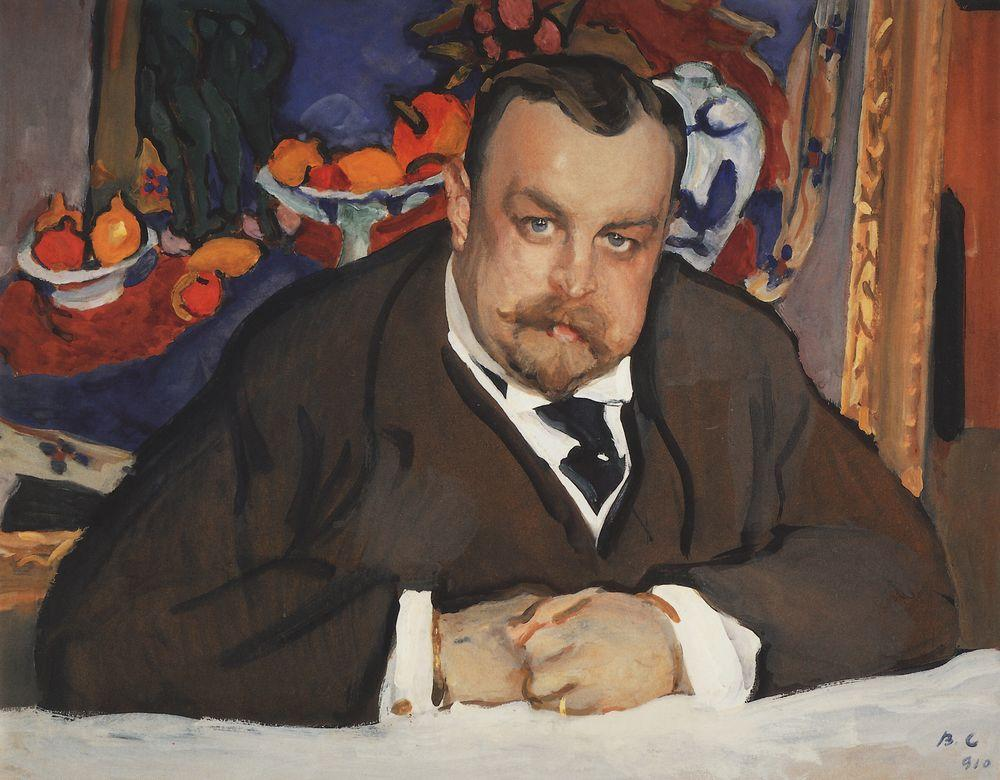
Портрет Ивана Морозова кисти Серова, 1910 год

В целом, стиль одежды мало изменился с прошлого столетия. Причёски также были короткими, с пробором посередине или сбоку. Бороды (эспаньолка, борода «клинышком» или «лопаткой») всё меньше и меньше были в ходу (но, например в России, борода была отличительной чертой врачей), набирали популярность бритые лица, особенно в Великобритании и США. Усы до войны были пышными и часто завивались, однако во время неё исходя из практических соображений, получили распространение небольшие усики «щёточкой», впоследствии популяризованные Чарли Чаплином.
В царской России одним из законодателей моды был князь Феликс Юсупов.

### Основной костюм
В большинстве формальных и неформальных случаев пиджак продолжал вытеснять сюртук, который носился только открытым и преимущественно пожилыми. В качестве одежды для отдыха продолжала сохранять популярность твидовая куртка «норфолк», носившаяся с кепкой и широкими бриджами. Жилет, доходивший до верха груди, всё ещё оставался неотъемлемой частью мужского гардероба, но костюм-двойка (рубашка и пиджак и отсутствие жилета) набирал популярность. Гамма костюма, как правило была тёмной — синего, коричневого, тёмно-серого или чёрного цветов; курортные и спортивные костюмы были светлых цветов. В целом костюм становился более демократичным и свободным, особенно к концу десятилетия, когда начал набирать популярность джаз.
Рубашки, как правило, не имели воротника, и к ним с помощью специальных крючков надевались жёсткие съёмные воротники из полотна (также они изготовлялись и из целлулоида и бумаги), которые, как и в предыдущее десятилетие, были стоячими, отложными (самый популярный фасон в России), отложными на стойке и стоячими с отвёрнутыми уголками (т. н. «воротник-бабочка»), носившийся с фрачным костюмом. Впоследствии отложные и отложные на стойке стали популярнее стоячих воротников, их продолжали носить с вечерним костюмом, а с костюмом для парадных приёмов вплоть до 1920-х годов. Однако существовали и рубашки с пришитым изначально воротником, как правило, отложным; которые вытеснили рубашки без воротника и сами съёмные воротники во время и после мировой войны. Кроме того, рубашки с манишкой и застёжкой до середины груди, одевавшиеся через голову, вытеснялись рубашками с застёжкой до подола. Собственно манишки могли быть не только пришитыми, но и съёмными (в России порой называвшиеся «гаврилками»); ввиду дешевизны съёмные носились в небогатых семьях. Также манишки облюбовали люди, чья профессия обязывала ношение крахмаленной сорочки и пиджака/смокинга: музыканты, официанты, мелкие служащие и многие приказчики. На рубеже десятилетий вошло в моду продевать края воротника с помощью булавки, чтобы было хорошо видно узел галстука. В неформальной обстановке носились цветные и полосатые рубашки, носившиеся в том числе и с белыми съёмными воротниками, которые были изобретены одновременно американской компанией «Brown, Davis & Co» и лондонской «Gentleman’s Outfitters of Aldermanbury» в 1871 году; в Петербурге по состоянию на 1912 год такие рубашки продавались в магазине Н. Михеева. Цветными и с изначально пришивными воротниками были спортивные рубашки. В России, помимо них, были популярны традиционные рубахи-косоворотки и похожие на неё толстовки, отличавшиеся прямым разрезом и допущением кармашков на груди. Оба фасона носились навыпуск и подпоясывались ремнём или кушаком. Брюки доходили до лодыжек и имели стрелки, сгибавшиеся с помощью специального пресса. Ремни, как правило, носились во время занятий спортом (также для этого носили кушаки), в остальное время брюки придерживались подтяжками. Для активного отдыха, например, охоты или игры в гольф, надевали бриджи в клетку с длинными гетрами и гамашами. Также спортсмены носили цветные, но не яркие пальто и пиджаки, иногда в крупную клетку, в мелкую черно-бело-серую клетку брюки и кепи с откидными наушниками. Дома носили халат-шлафрок или шёлковый пиджак со стёгаными подкладкой и лацканами. Зимой носили меховые шубы с суконной подкладкой и пальто на вате. Свитер использовался в качестве спортивной зимней одежды, именно в это десятилетие он пришёл в Россию.
Мужской теннисный костюм по колористике был аналогичен женскому, равно как и обувь. Он состоял из фланелевых или суконных штанов и рубашки из фланели, полотна или пике (последняя ткань, по сравнению с полотном выглядело белее и дольше сохраняло опрятный вид). На голове носили панамы.
В качестве нижнего белья использовалась фуфайка (нижняя сорочка) с длинными или короткими рукавами (во втором случае отдалённо напоминавшая современную майку), и кальсоны (подштанники), изготавливавшиеся из хлопка и шерсти (а иногда из фильдекоса и шёлка), доходившие до лодыжек, с бриджами и шортами носились относительно короткие, до колен, полукальсоны — предки современных трусов. Шерстяные кальсоны имели на штанинах резинку, а хлопчатобумажные — завязки или пуговицы. В качестве белья для сна, помимо исподнего, использовались ночные рубашки с длиной подола до колен, икр или лодыжек и постепенно вытеснявшие их пижамы (в книге «Джентльмен и моды» названы «пиджами»), в Великобритании уже тогда практически вытеснившие ночные рубашки, особенно среди молодёжи. Пижамы, в зависимости от погоды и вкусов владельца, изготовлялись из шёлка, хлопка, перкаля, зефира, крепа или фланели, цвета и наносимые на них узоры могли быть разнообразными: так, вторая жена Джека Лондона, Шармэйн впоследствии вспоминала, что из фактов из биографии её мужа, выдумывавшимися журналистами, был и такой: весной великий американский писатель якобы предпочитал розовые в зелёную полоску пижамы, а в августе — пижамы голубого цвета. Также пижамы могли носить и утром, после пробуждения. Некоторые мужчины, сохранявшие верность ночным рубашкам, спали непосредственно в них, а пижамы носили только в качестве утренней одежды.
Как и в прошлом десятилетии, во время купания на море большая часть мужского тела была закрыта, костюм для плавания представлял собой трусы-плавки чуть выше колен вместе с майкой с короткими рукавами или вообще без них (в частности, такой купальник описывается в сборнике рассказов «В чужих краях» 1915 года: плавки до колен и майка (в тексте — «куртка с открытой шеей, без рукавов») из ткани трико), или же мог быть выполнен в виде трико с короткими рукавами и штанинами (как правило, до бёдер). Купальники-трико стали вытесняться раздельными после 1912 года. Купальник красился в тёмно-синий, чёрный цвета или, под влиянием морской униформы в полоску (как правило, в бело-красную или бело-синюю); в США на майке зачастую присутствовала горизонтальная полоса. Реже, для купания в пресных водоёмах и купальнях помимо купальника, использовались одни лишь плавки на резинке (в те годы называвшиеся «купальными штанами/брюками»). Они также могли быть полосатыми или однотонными, тёмных цветов. Как и купальники, так и плавки изготовлялись из хлопка. В 1920-х годах купальники с закрытым торсом начнут выходить из употребления, а окончательно исчезнут в 1930-х-1940-х. В России во многих купальнях допускалось купанье обнажёнными (по крайней мере, мужчинам, что упоминается в рассказе «Философия» Аркадия Аверченко), но всё же во многих других купальнях (как и частных, так и общественных, например, в городских купальнях Феодосии), а также на пляжах (например, в Ялте) ношение купальников было обязательным. Они также могли арендоваться за небольшую плату.

### Аксессуарыиобувь
В городе были популярны туфли-оксфорды и балморалы, застёгивавшиеся на пуговицы специальными крючками вместо шнурков. Балморалы имели светлый верх, на которых и располагалась застёжка, и чёрный низ; таким образом имитируя гамаши. Впоследствии балморалы были популяризованы Чарли Чаплином и Рудольфом Валентино. Оксфорды для активного отдыха и занятий спортом изготовлялись из замши. На официальные мероприятия обычно надевали туфли без шнуровки и c бантами, изготовлявшиеся из лакированной кожи. Также были популярны броги, считавшиеся неприемлемыми для ношения в городе. Среди простолюдинов многих европейских стран (в том числе и России) были популярны длинные кожаные и брезентовые сапоги. Из-за дефицита сапог и ботинок во время войны солдаты некоторых восточноевропейских стран носили традиционную обувь, например поршни из телячьей кожи (опанки) в Сербии и лапти в России. В 1915 году американская фирма «Converse» выпустила ботинки для занятия теннисом под брендом «All Star», имевшие высокий тканый верх и резиновую подошву, а спустя два года — для занятия баскетболом. В 1916 году на рынок спортивной обуви вышла американская же компания U.S. Rubber со своим брендом «Keds», по названию которой в русском языке подобная обувь называется кедами.
Как и в предыдущее десятилетие, основными головными уборами были шляпы котелок, хомбург, федора и канотье. В жаркую погоду в неформальной обстановке надевалась соломенная панама. Для активного отдыха знать носила кепки, а у среднего класса и простолюдинов (особенно рабочих), кепки были частью повседневного гардероба. В России, Бенилюксе и Скандинавии вместо кепок простолюдины носили картуз, изредка с лакированным козырьком. Цилиндр выходил из моды и присутствовал только во время торжественных событий вроде свадеб или похорон, хотя в начале десятилетия произошёл краткий всплеск популярности светлых цилиндров, к тому времени давно забытых.
Повседневные галстуки были узкими, в неформальной обстановке носили цветные галстуки-бабочки, а для формального дневного и вечернего костюма носили пластрон и белый галстук-бабочку соответственно. Со смокингами до 1914 года носили как и белые, так и чёрные «бабочки», но после в менее формальной обстановке стали носить исключительно чёрную «бабочку». Галстуки изготавливались из шёлка; цветовая гамма была преимущественно тёмной, также существовали галстуки со светлыми фигурами (как правило, в крапинку или кубиков) на тёмном фоне. Изготавливались галстуки из шёлка или шёлкового трикотажа, белая «бабочка» для вечернего костюма шилась из батиста и пике. Самым распространённым способом повязывания галстука был «четыре в руке», использующийся и до сих пор.
В холодную погоду носились перчатки, шарфы, а на голове — тёплые шляпы и шерстяные или тканевые отороченные мехом шапки. В России пользовались популярностью папахи, каракулевые шапки-пирожки и мурмолки. Также существовали шапки наподобие современных ушанок, однако носили их чаще всего дети.

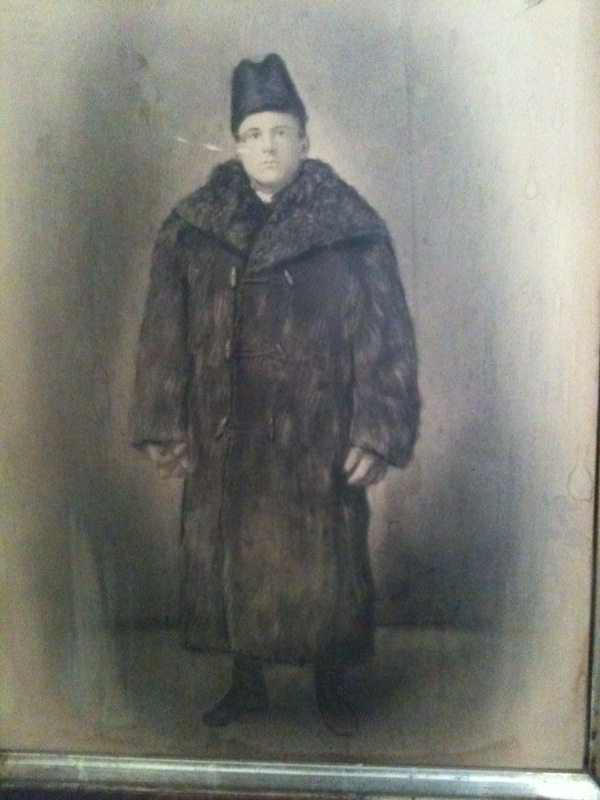
Шуба и шапка-пирожок, ок. 1910 г., Канада
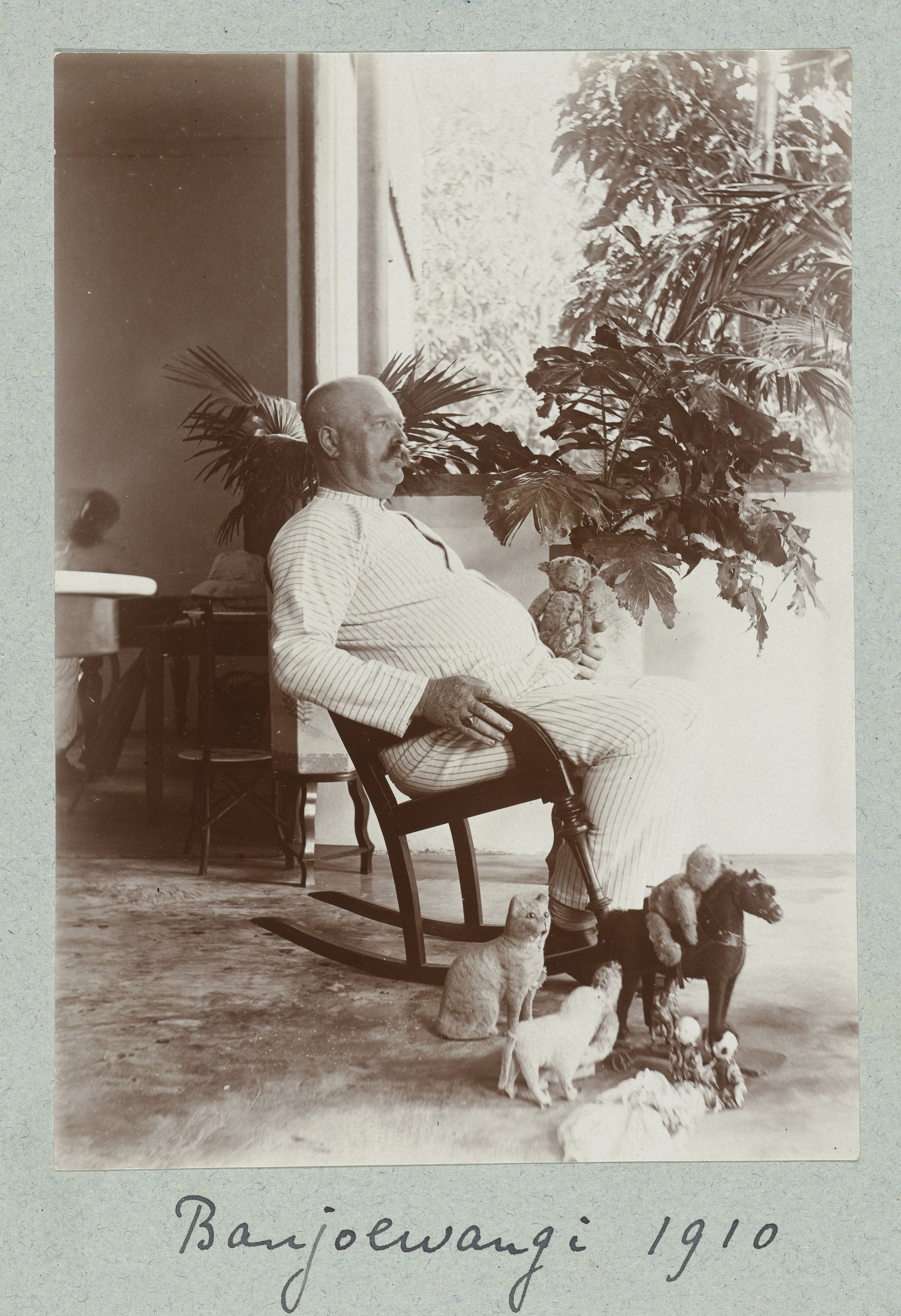
Мужчина в пижаме, Голландская Ост-Индия (ныне Индонезия), ок. 1910
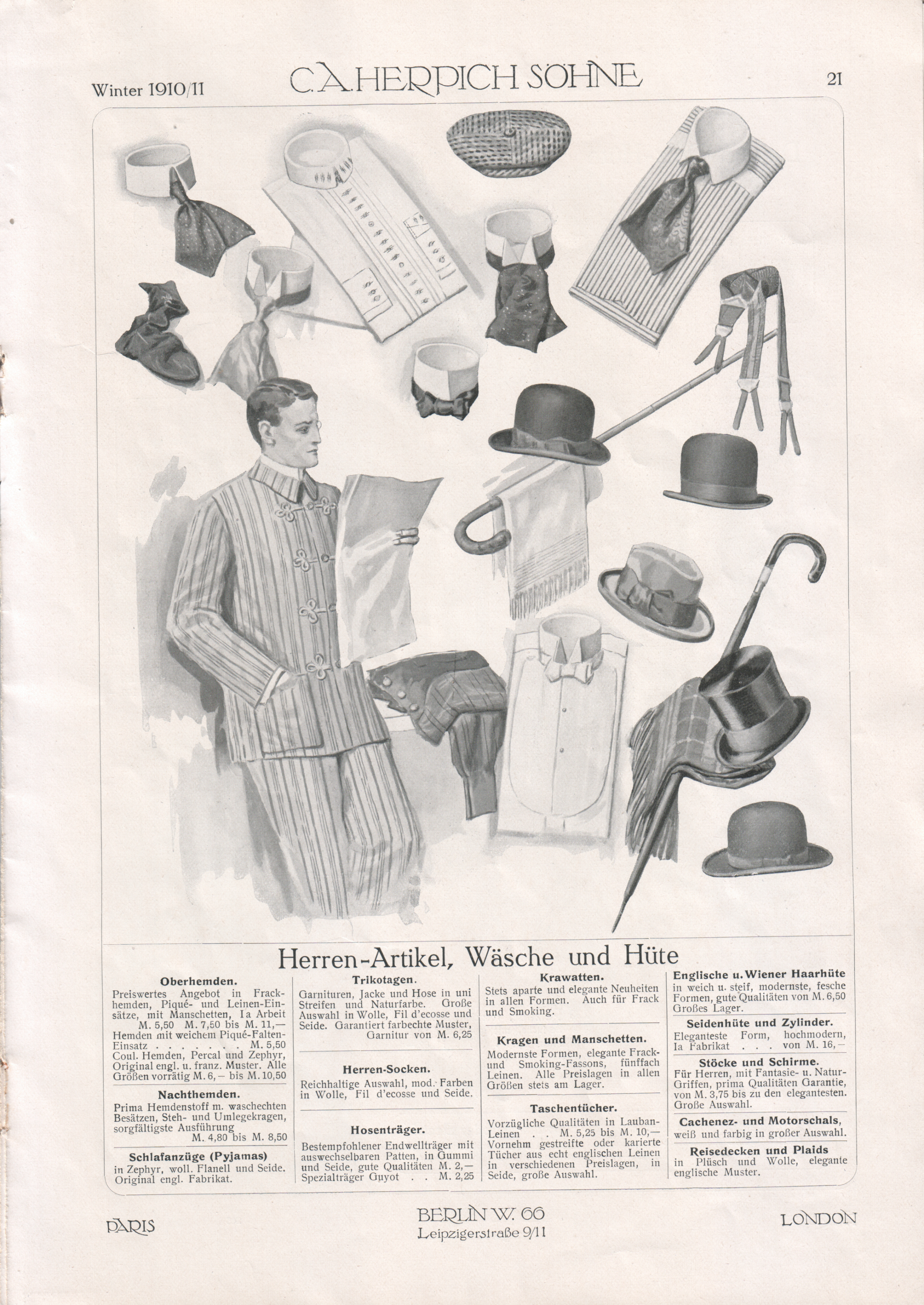
Старница каталога берлинского модного дома «C. A. Herpich und Söhne», 1910 г., представлены аксессуары мужского костюма и пижама
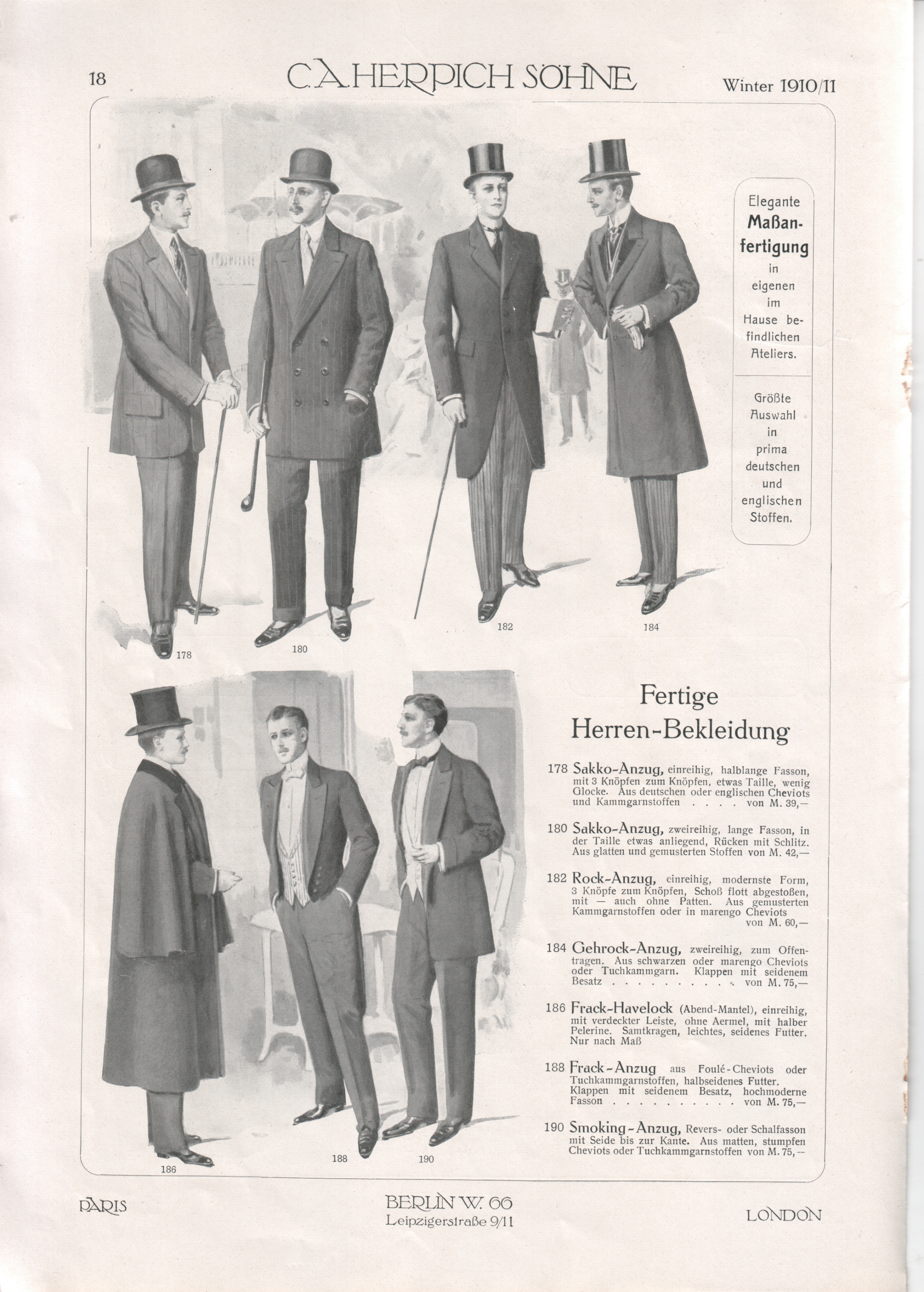
Мужские костюмы, тот же каталог
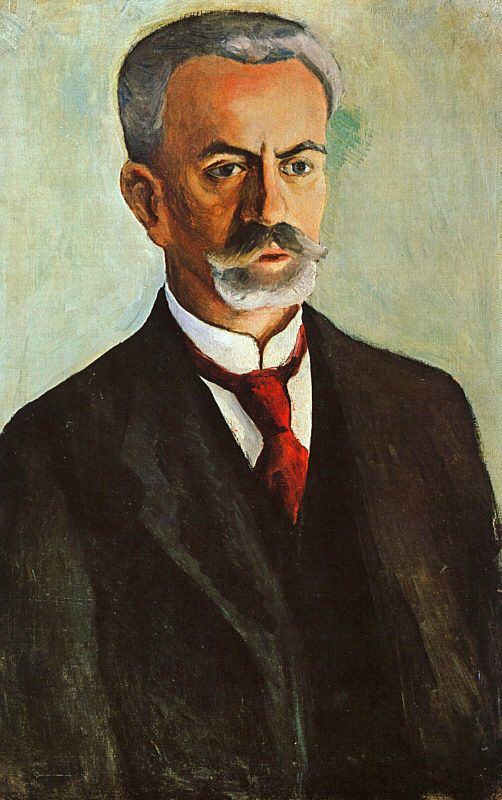
Портрет Бернарда Кёлера, Август Макке, 1910 год
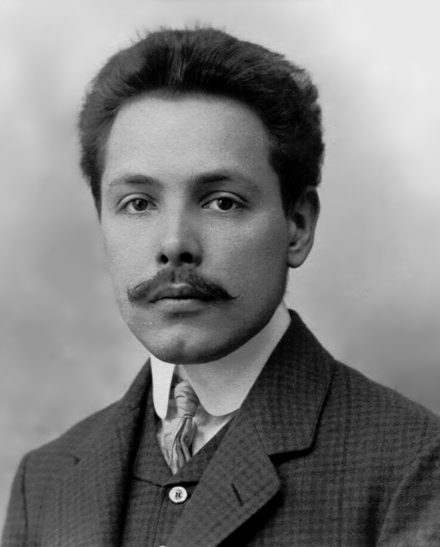
Геолог-минералог Владимир Аршинов, 1910 г.
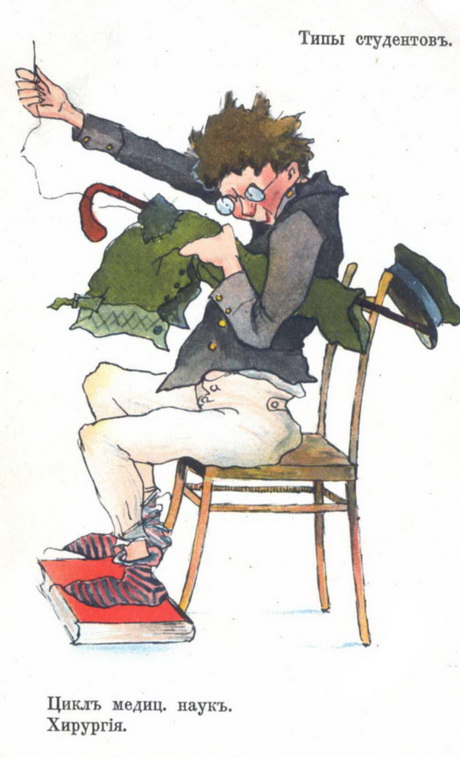
Типы студентов: хирург. Открытка из серии «Типы студентов» Владимира Кадулина (1911-1915 гг.).
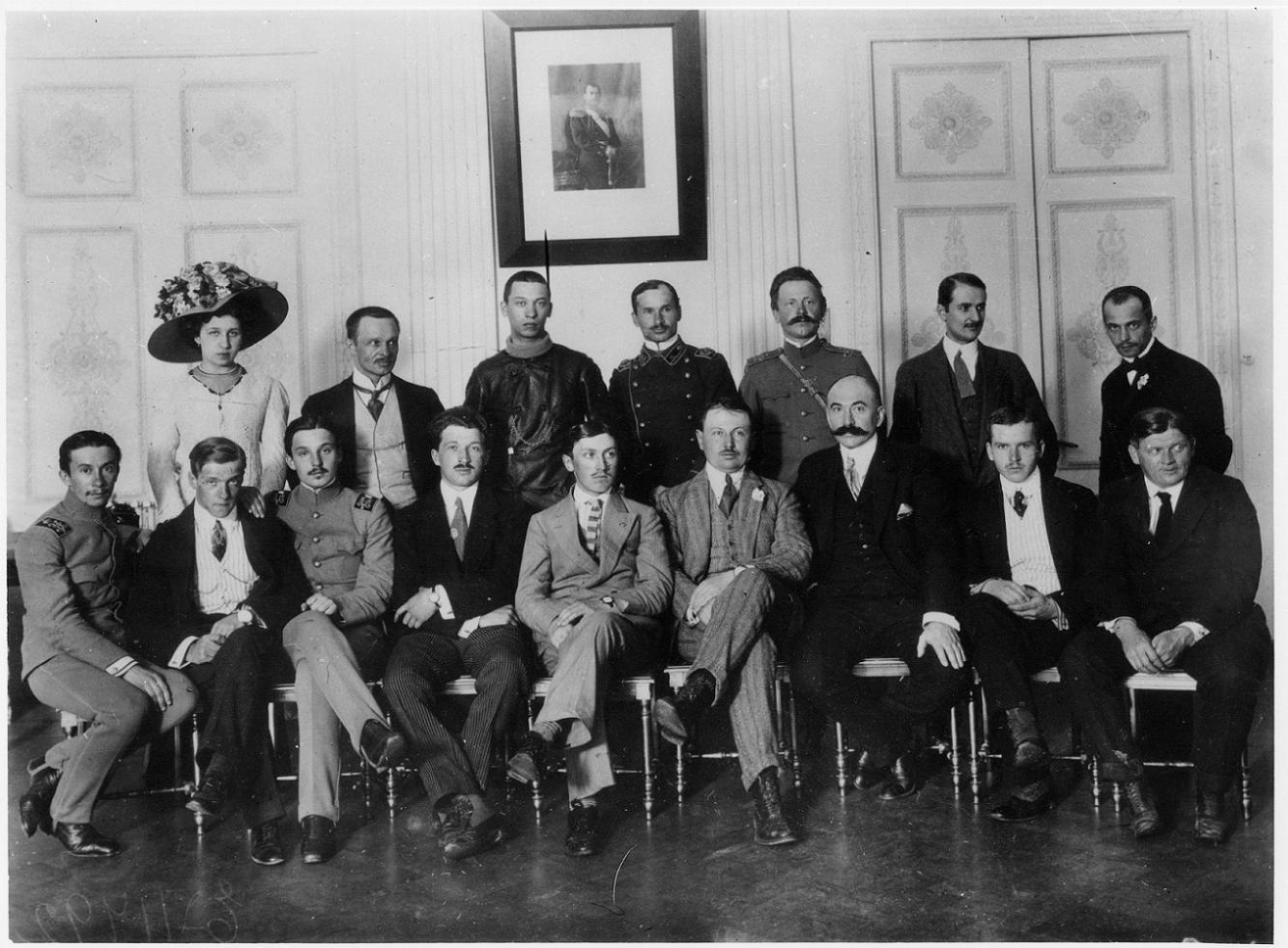
Организаторы и участники первого авиаперелёта из Санкт-Петербурга в Москву, 1911 г. В заднем ряду, крайняя слева — Лидия Зверева, первая российская лётчица.
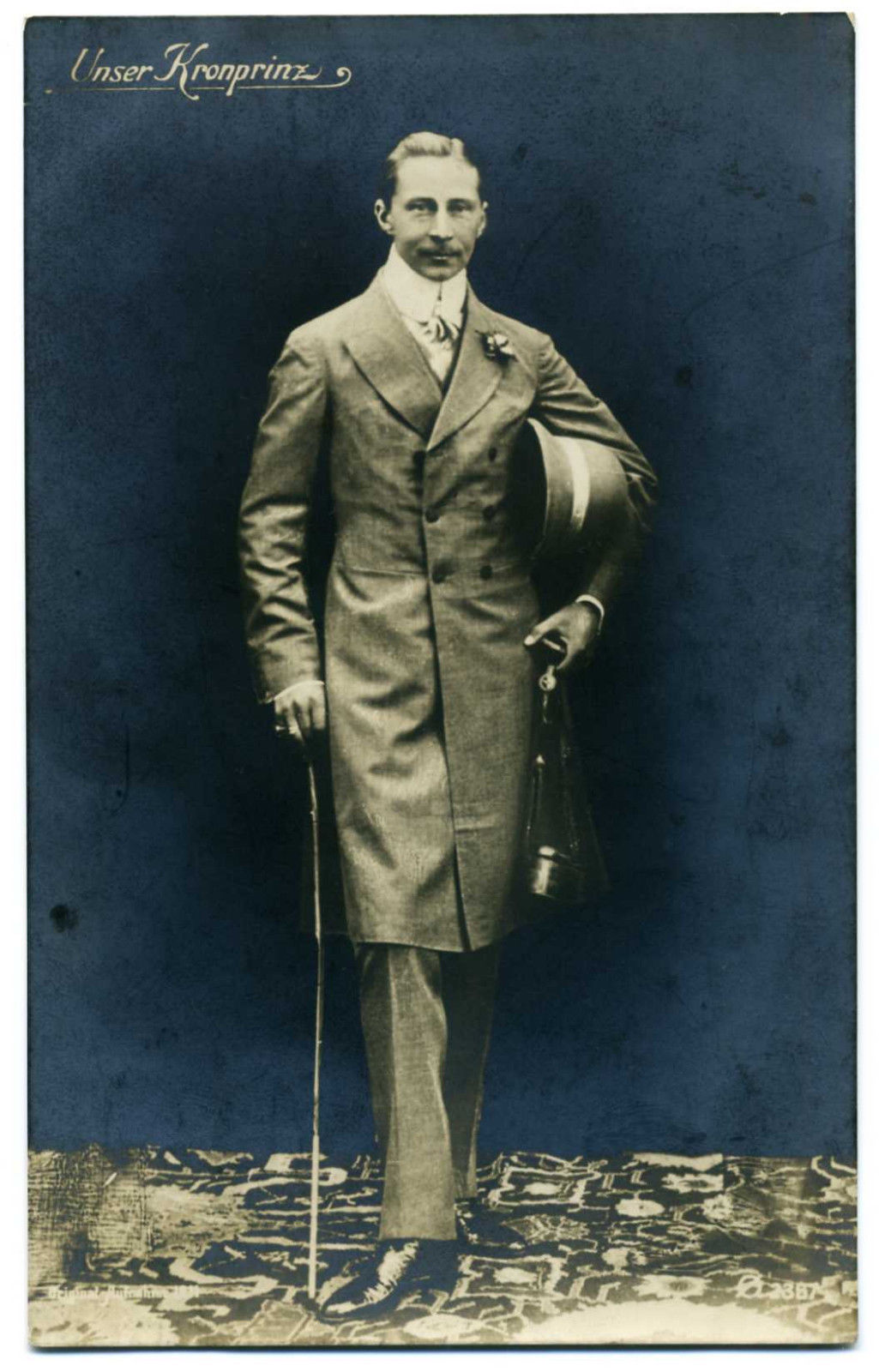
Немецкий кронпринц Вильгельм, 1912 г.
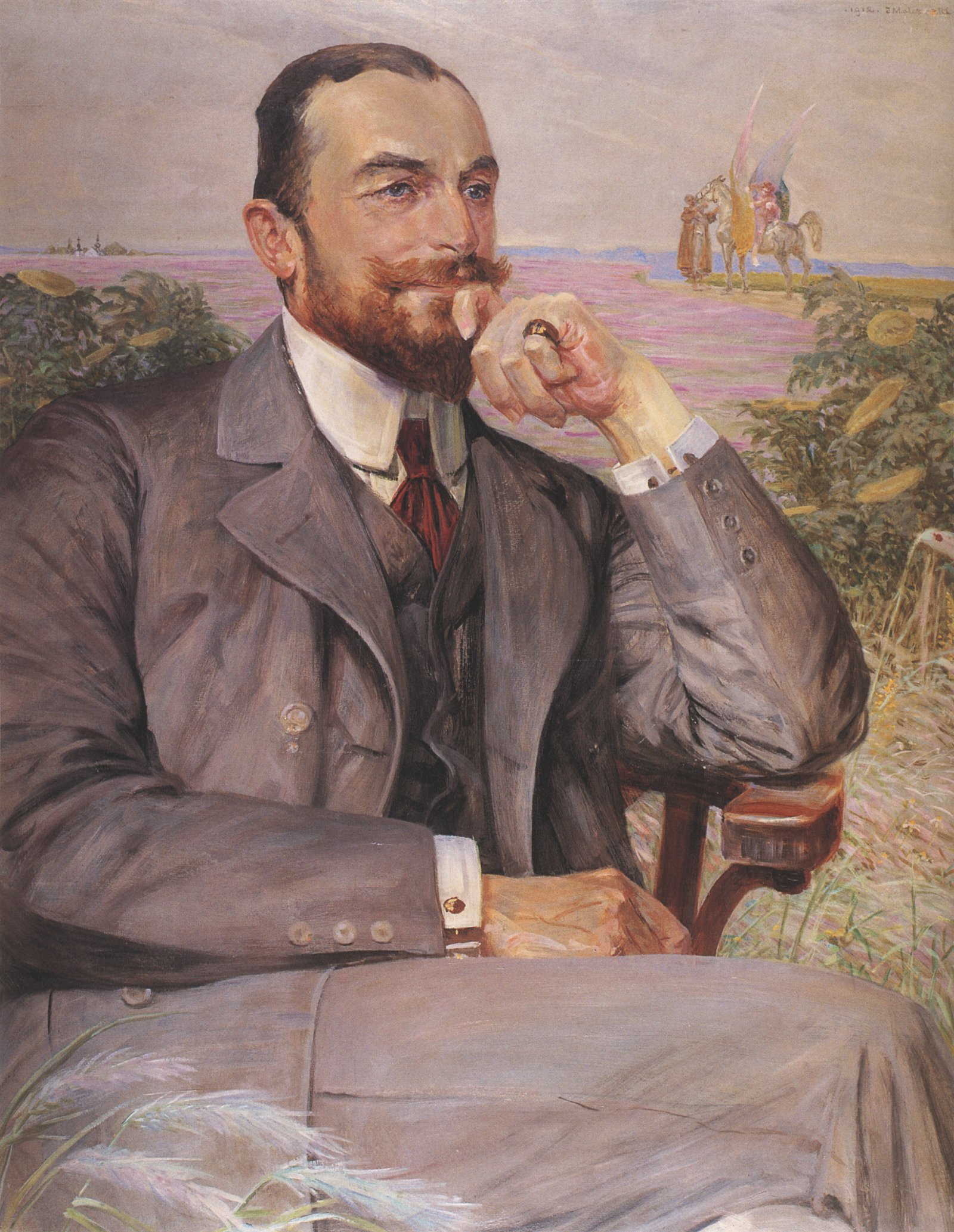
Портрет Людвика Желеньского, Яцек Мальчевский, 1912 г.
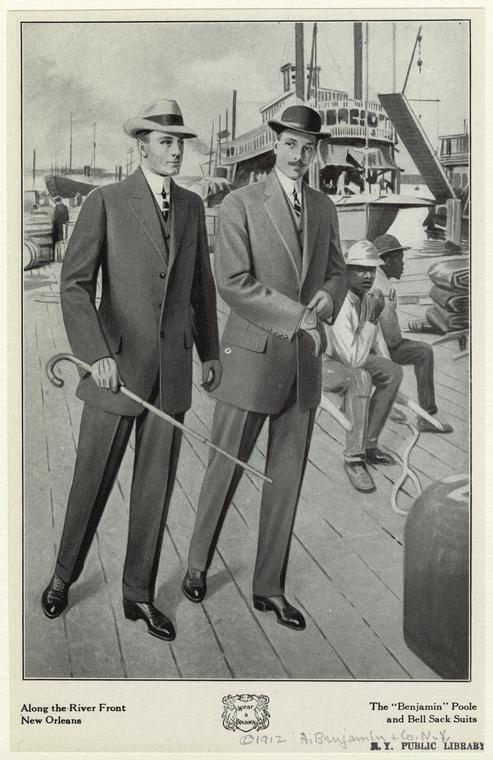
Реклама мужской одежды, США, 1912 г.
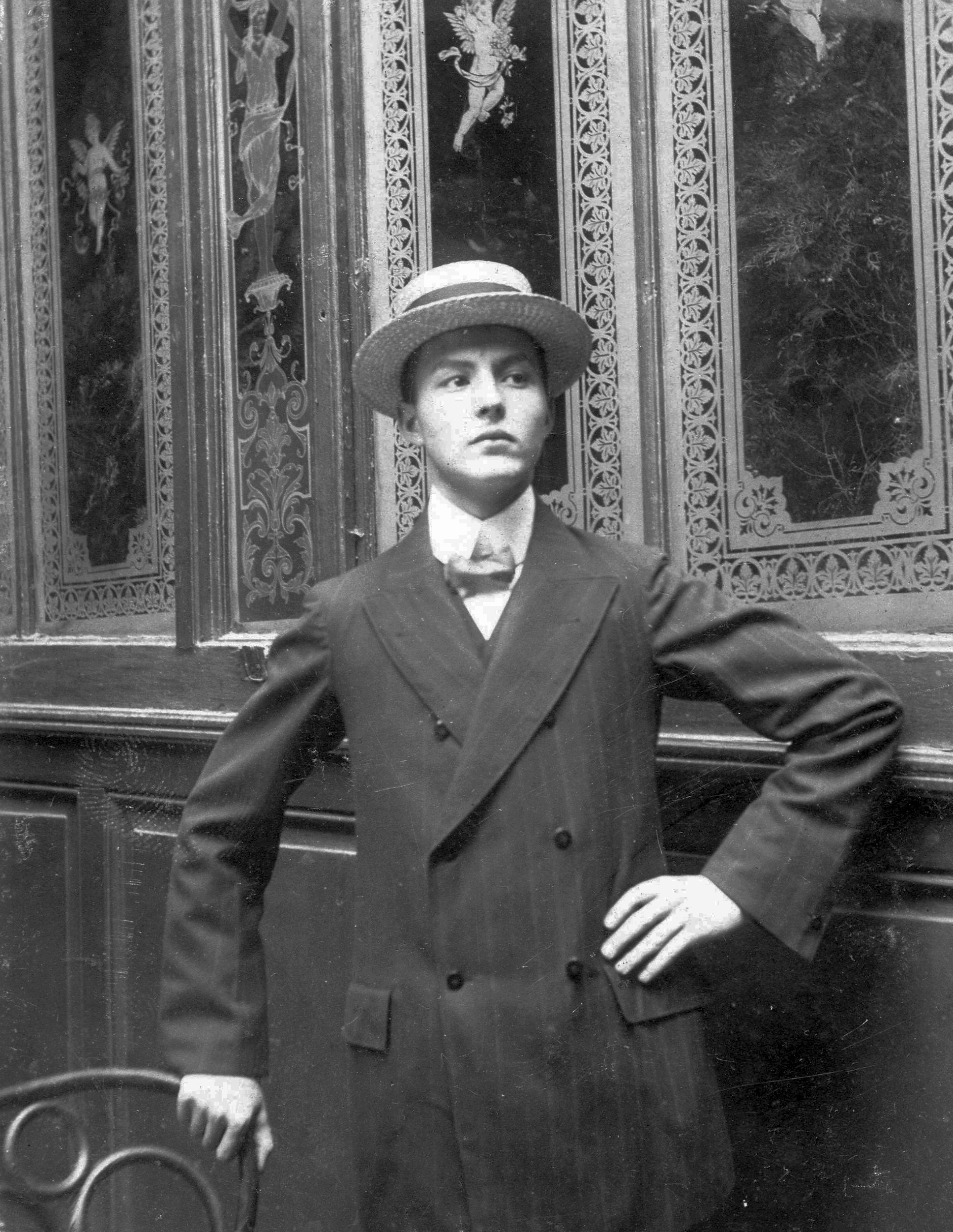
Мужчина в двубортном пиджаке и канотье
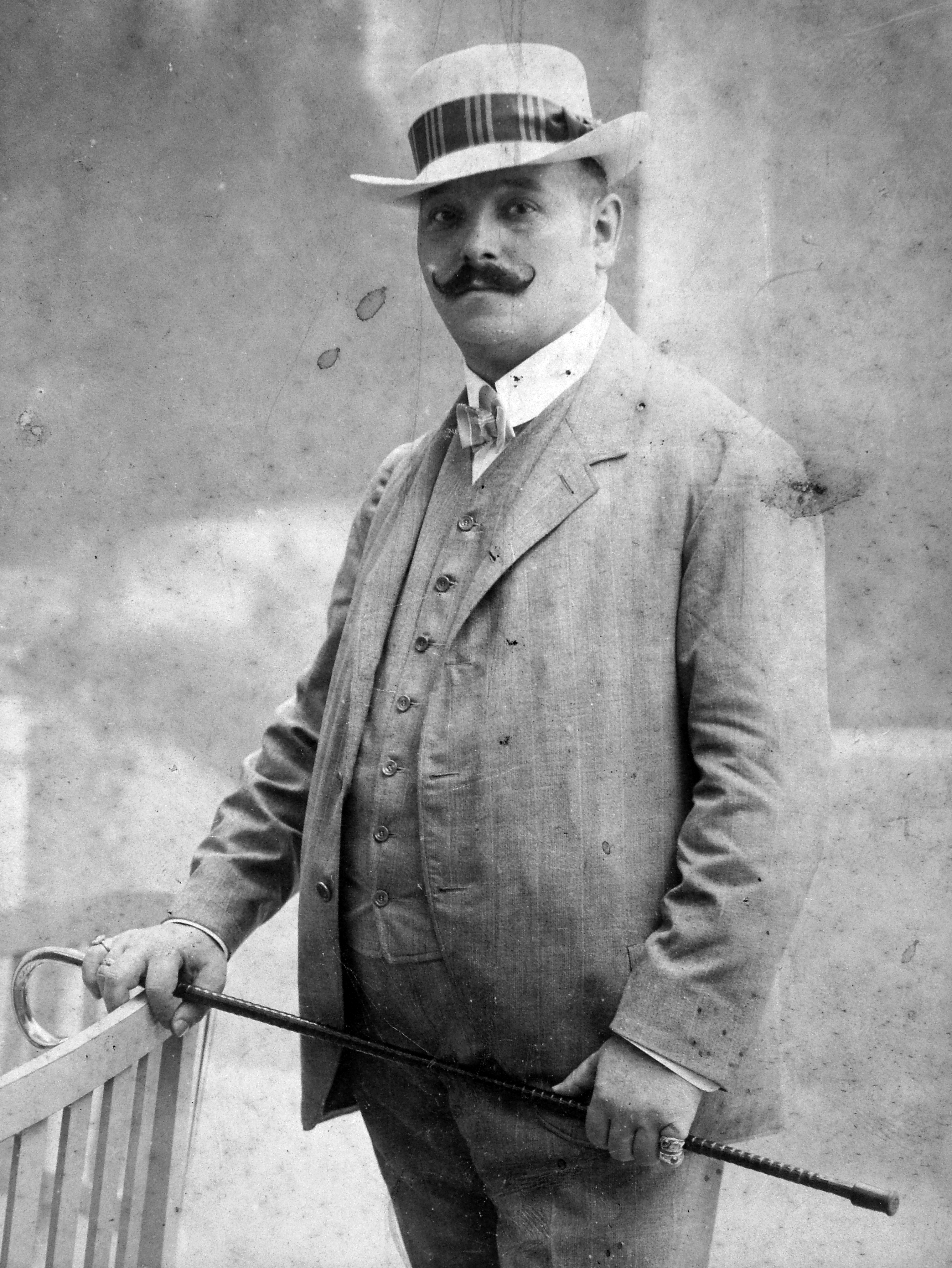
Макс Броннер, владелец будапештского кафе, 1912 г.
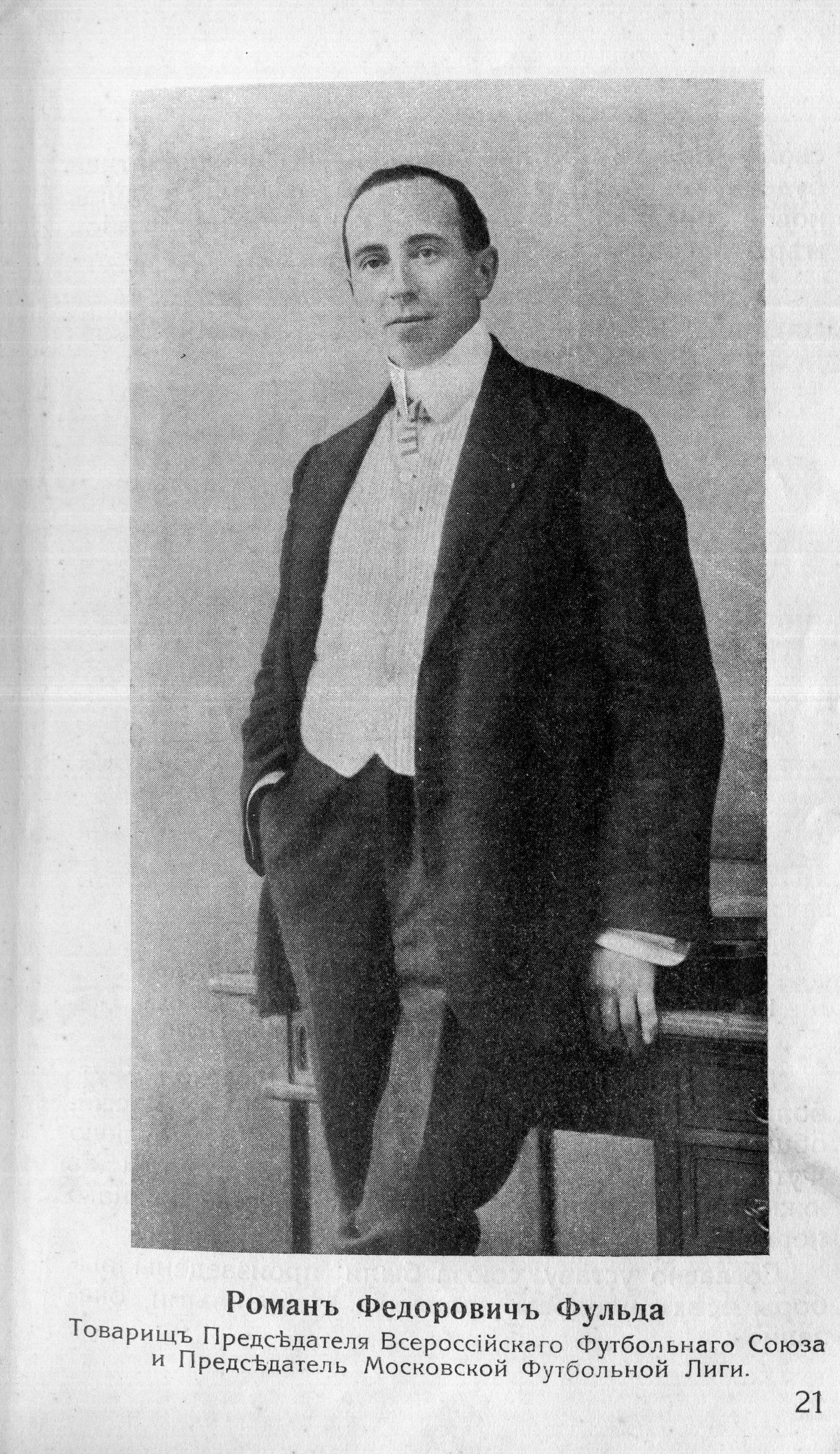
Заместитель председателя Всероссийского футбольного союза Роберт Фульда, 1912 г.
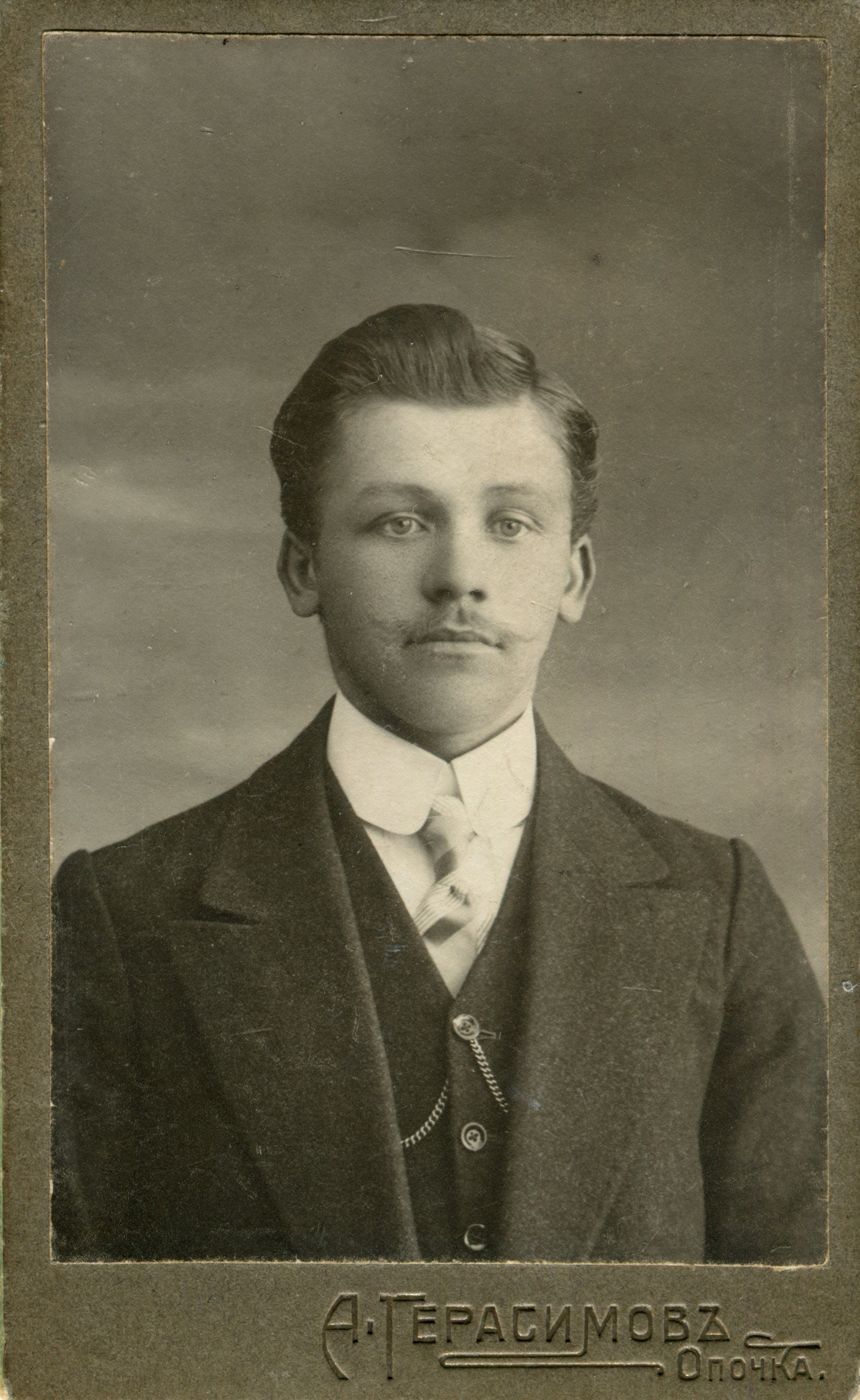
Михаил Филиппов, купец из Опочки (нынешняя Псковская область), 1912 г.
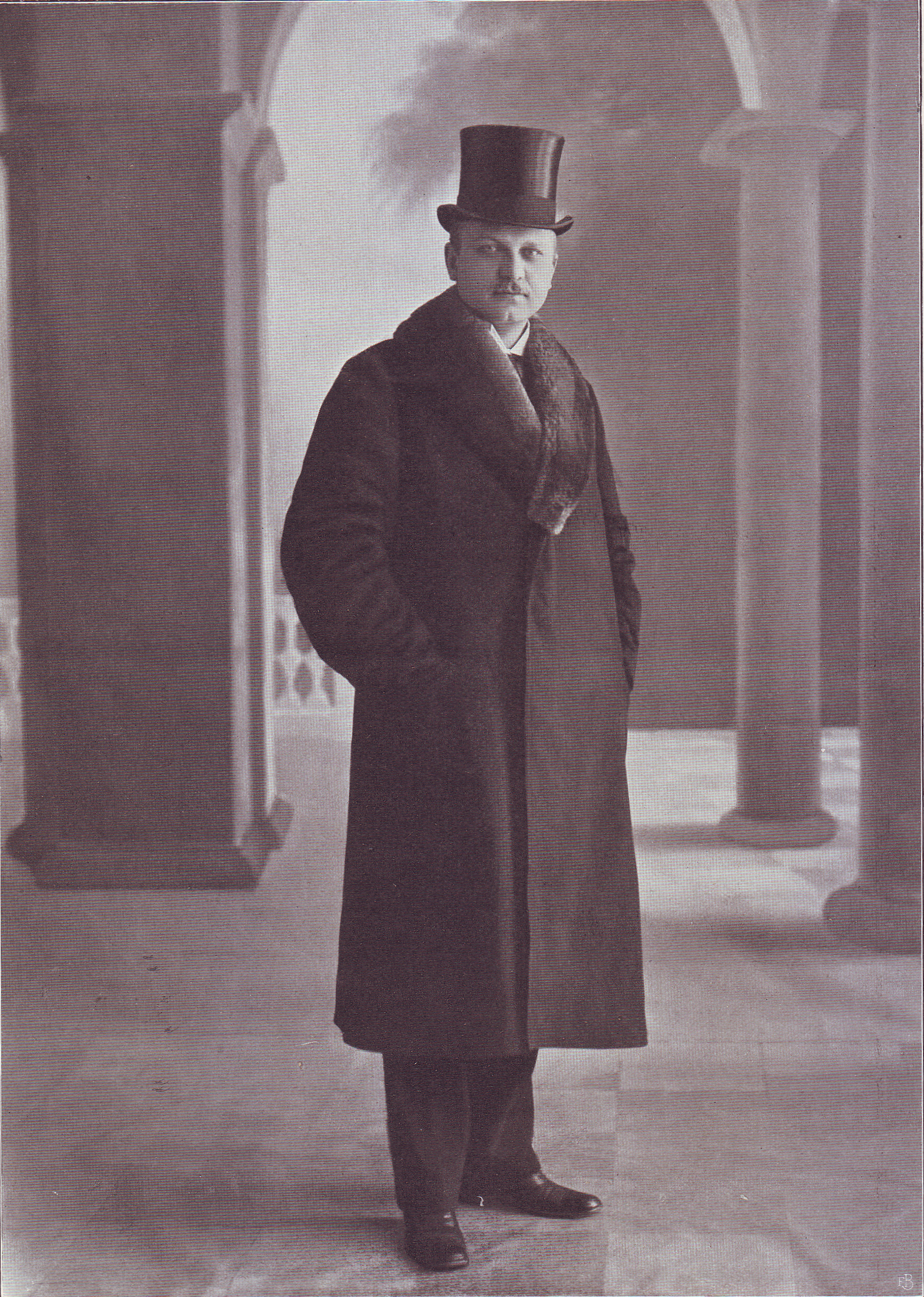
Меховое пальто с бобровым воротником и подкладкой из меха ондатры, фотография из каталога дрезденского дома моды «Stöckig & Co», 1912 год
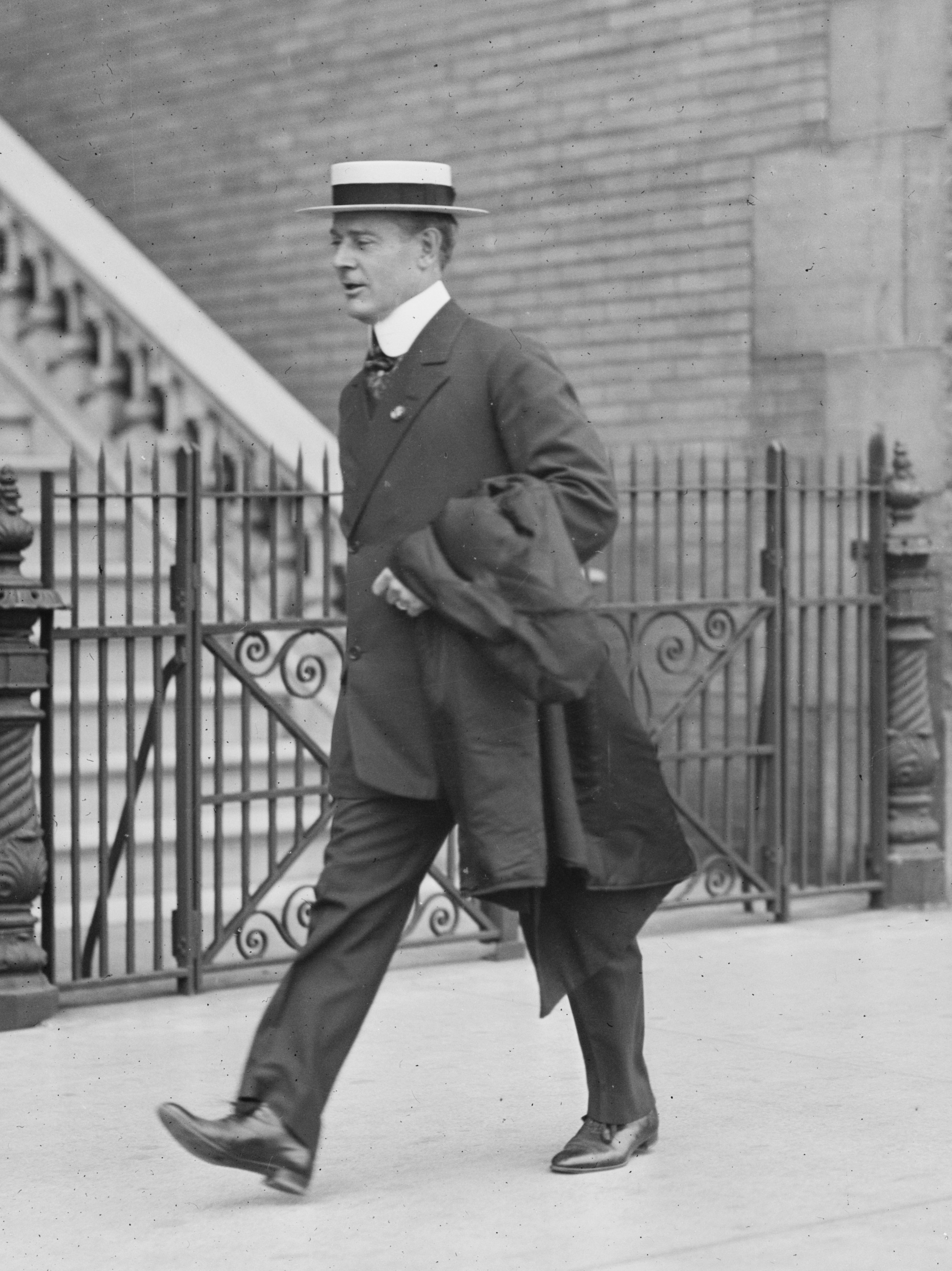
Историк Алберт Беверидж, 1912 г.
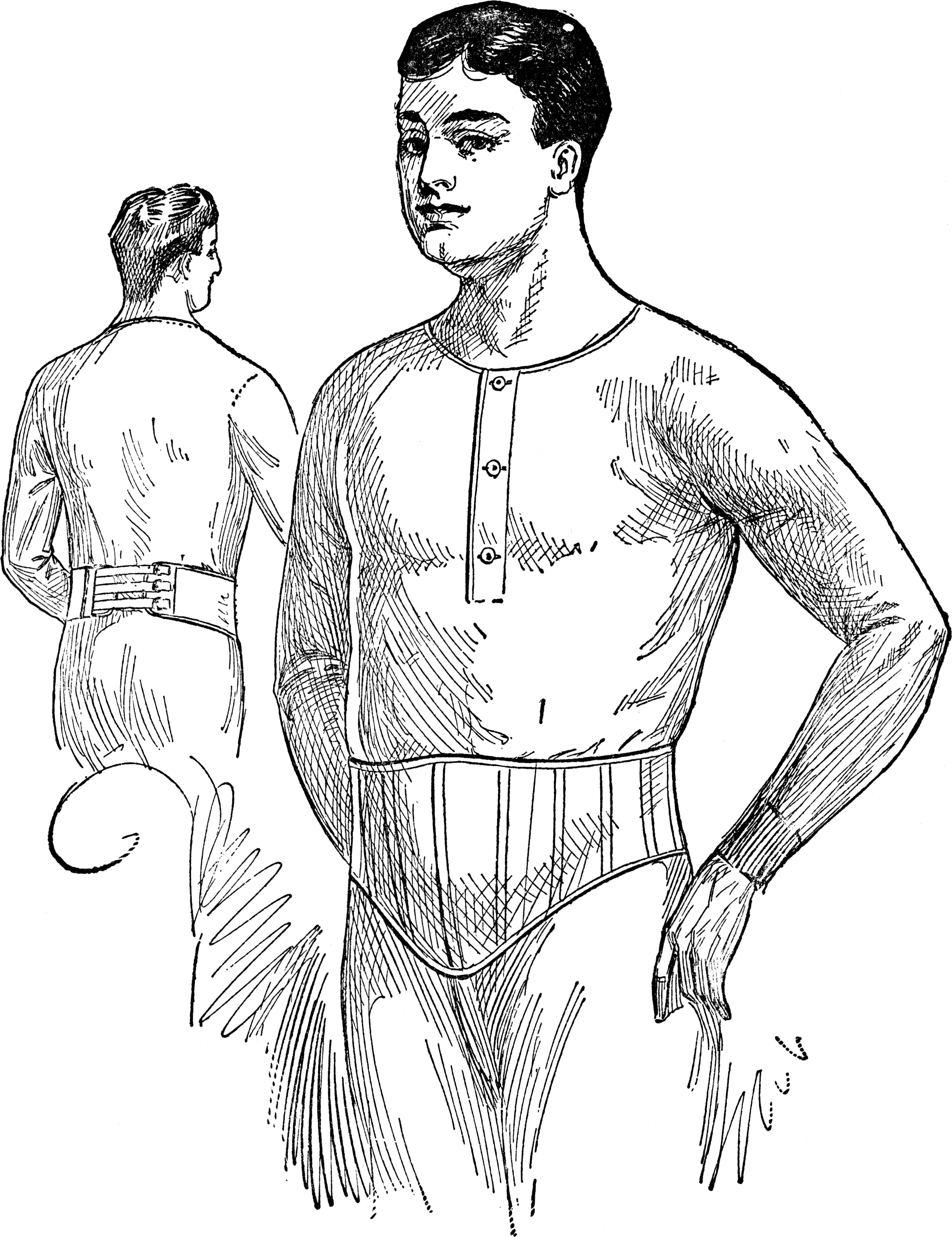
Нижнее бельё и корсет, иллюстрация из приложения к модным каталогам «How To Take Measurements», 1912 г.
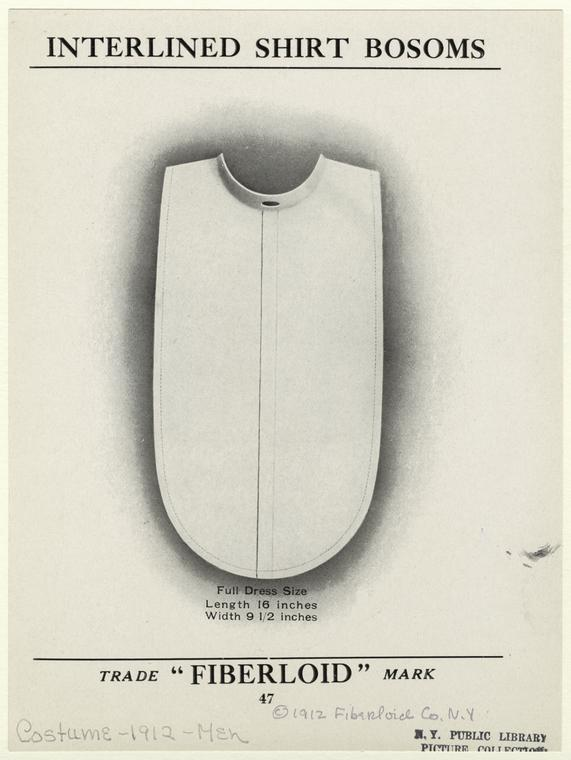
Реклама мужской съёмной манишки, 1912 год. Из собрания Нью-Йоркской публичной библиотеки.
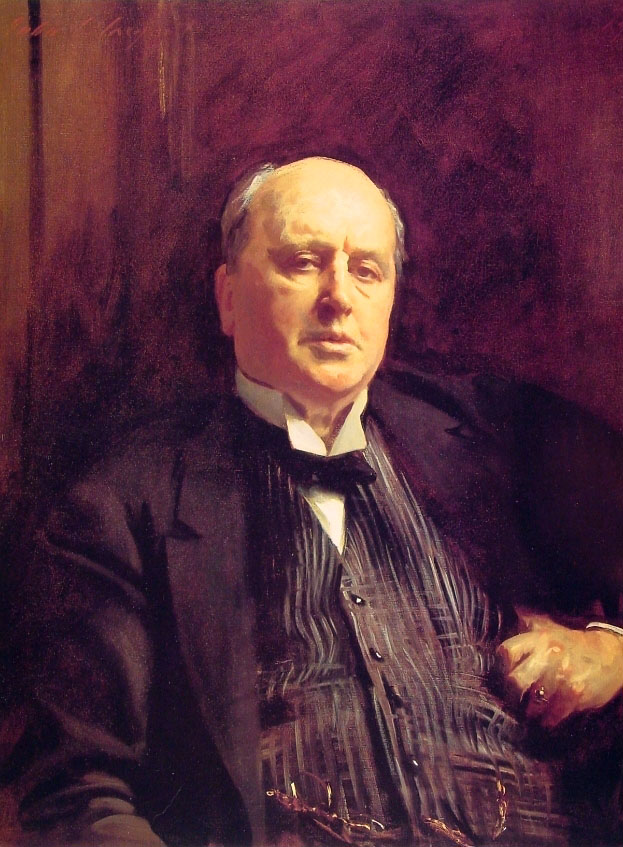
Портрет американского писателя Генри Джеймса, Томас Сарджент, 1913 г.
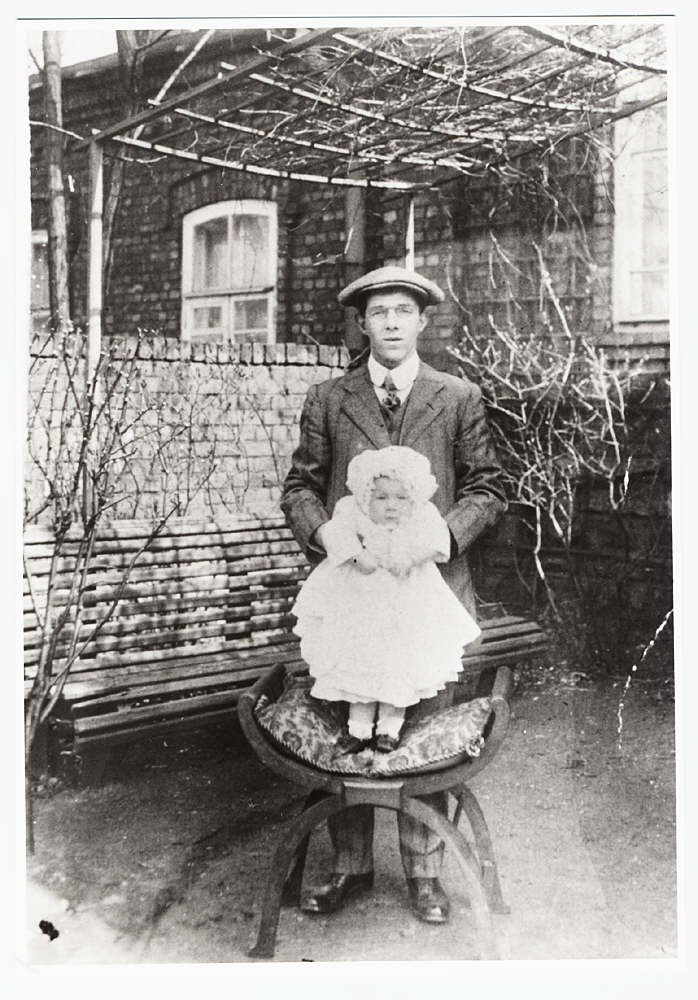
Химик «Новороссийского общества» британского происхождения Перси Картрайт с дочерью Эллой, 1913 г., Юзовка (совр. Донецк)
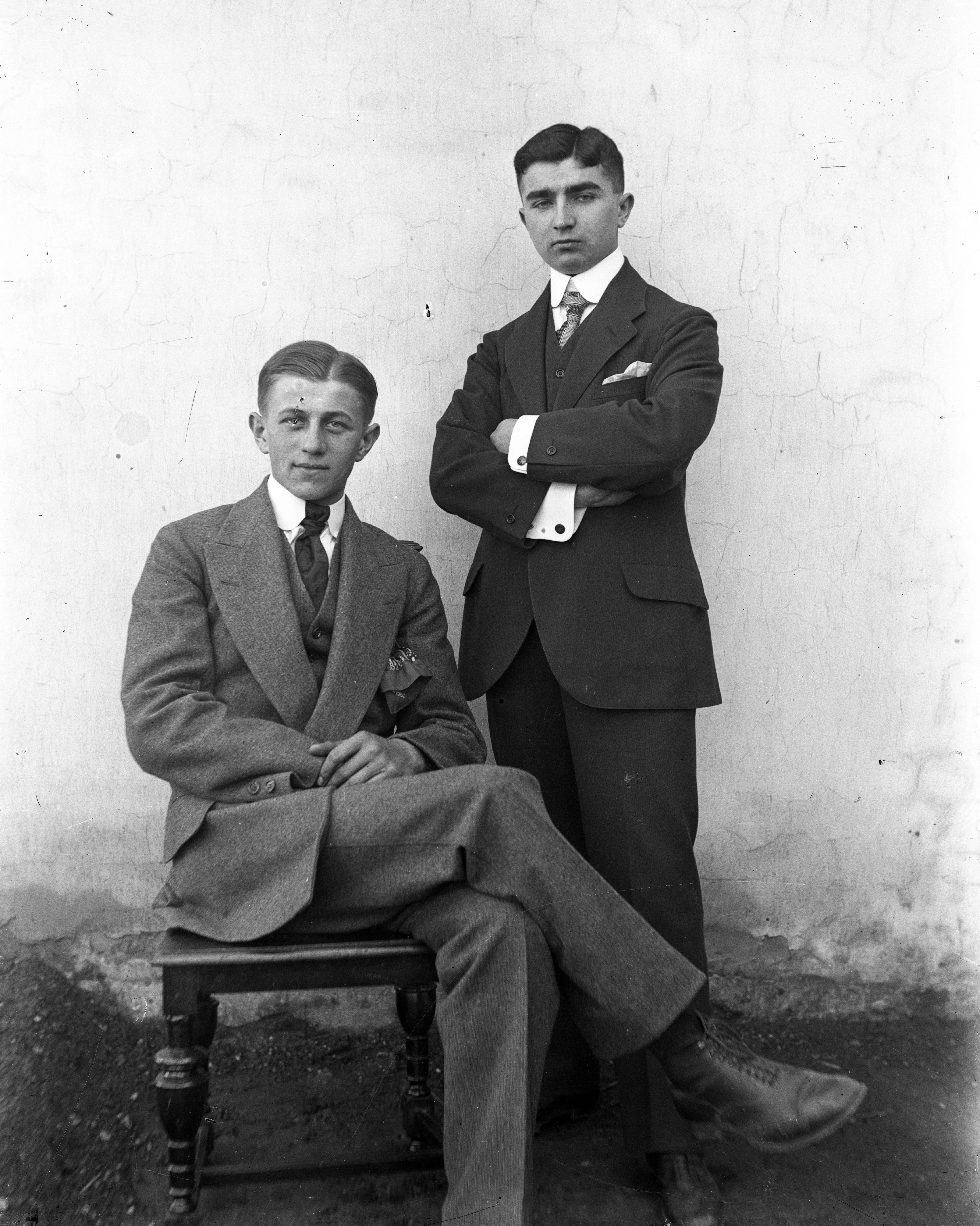
Двойной фотопортрет, 1913 г.
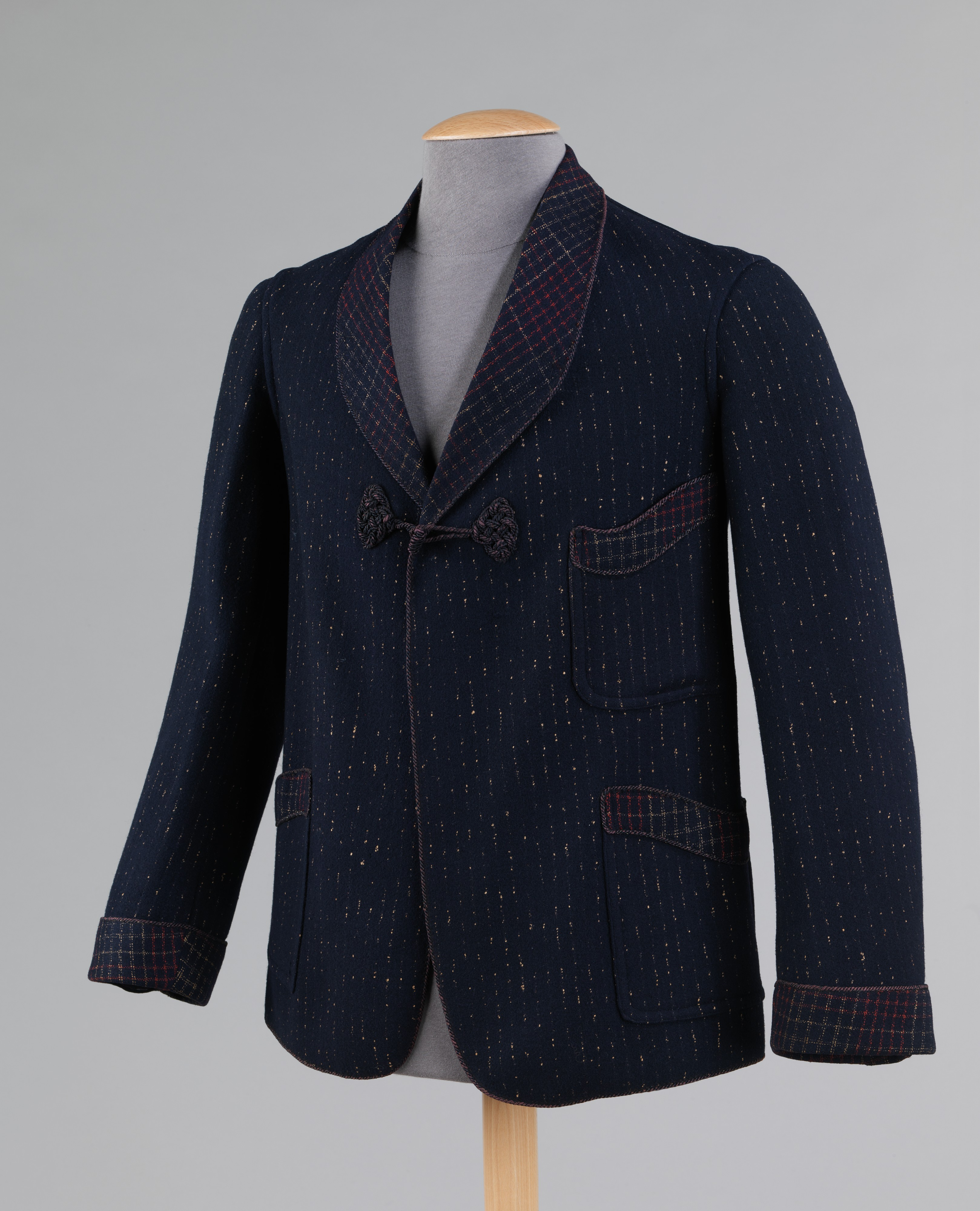
Курительный пиджак, ок. 1905-1915 г., из собрания Метрополитен-музея
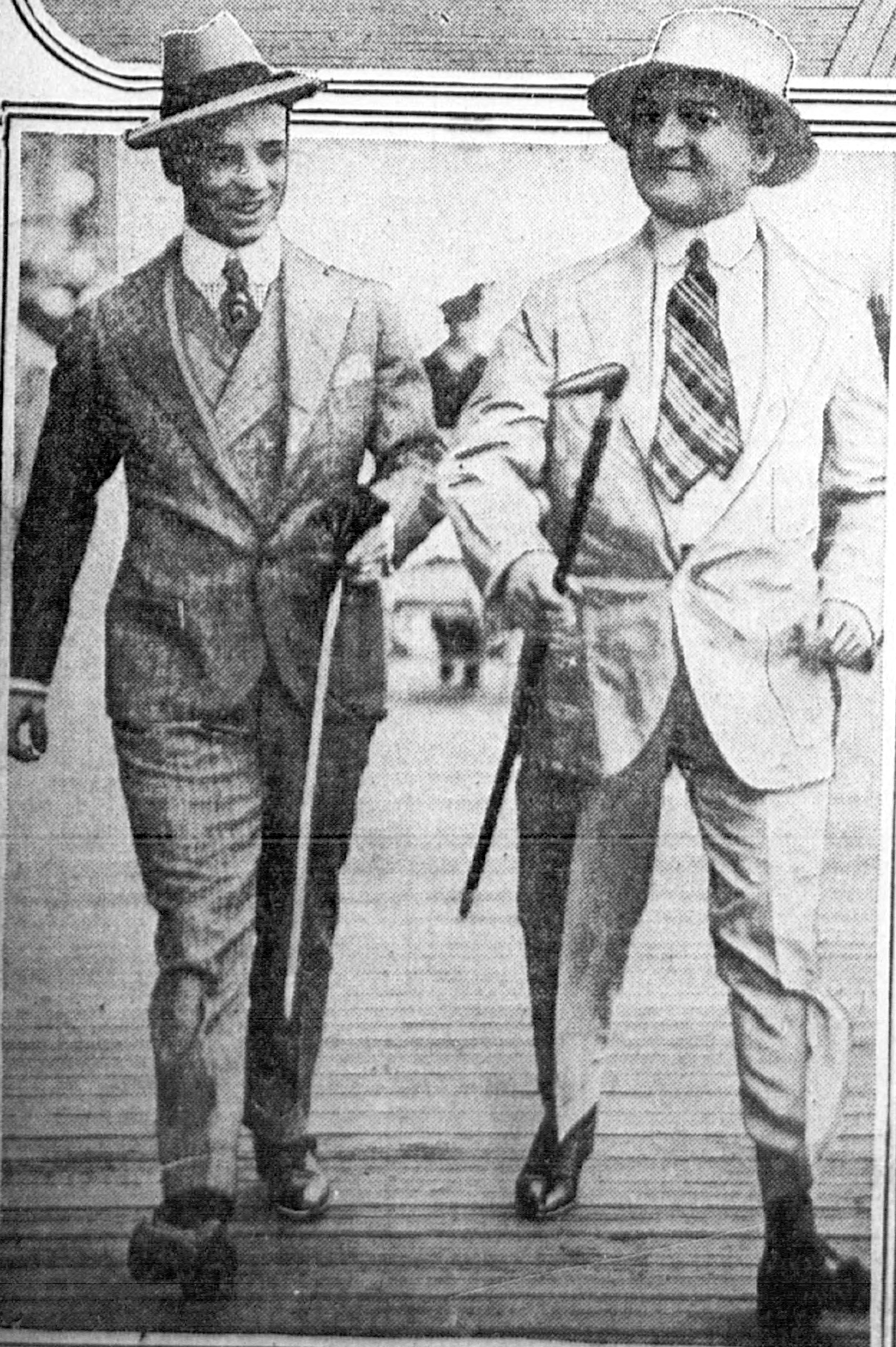
Пляжная одежда, вырезка из газеты, 1915 г.
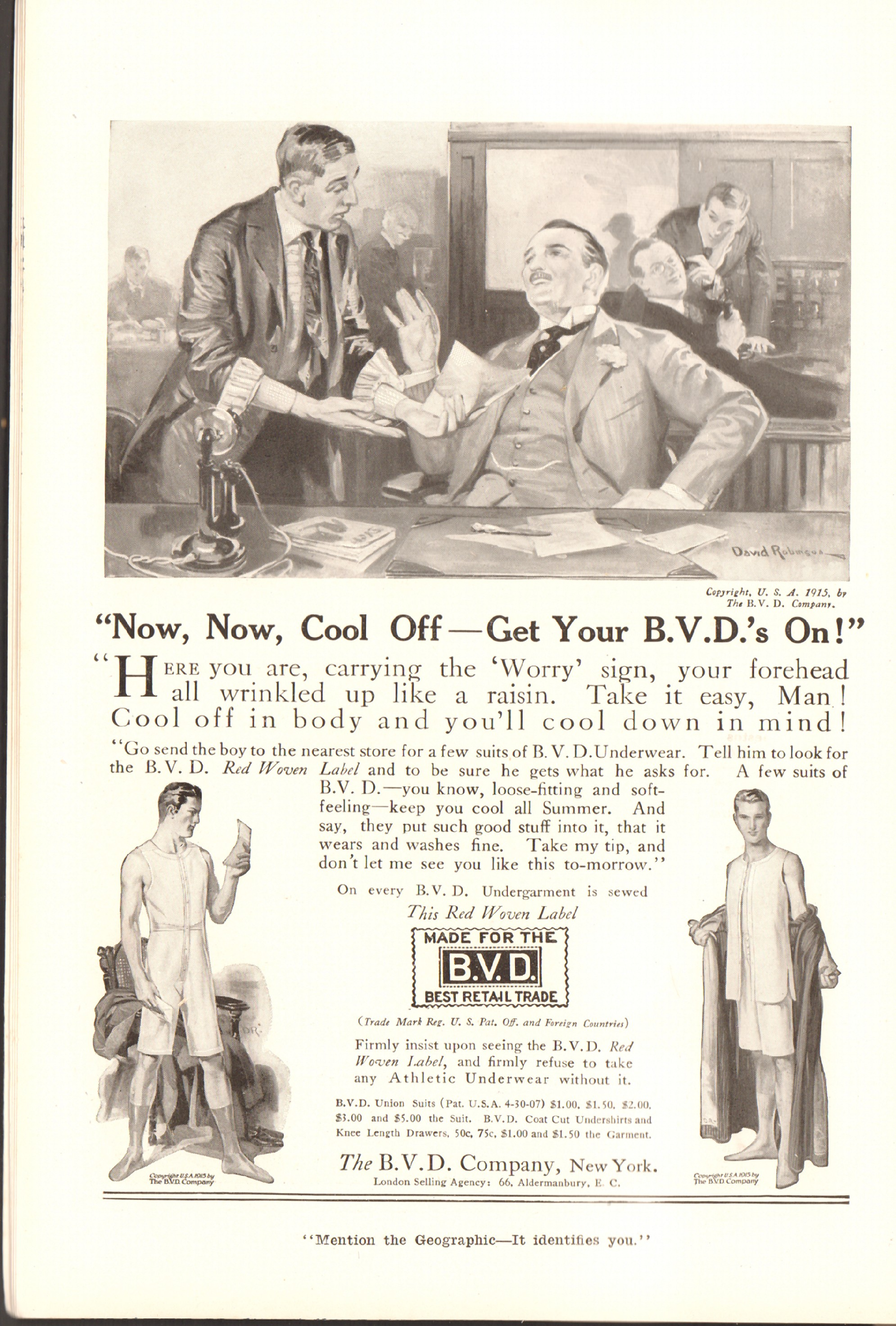
Реклама мужского белья в выпуске «National Geographic» за июнь 1915 г.
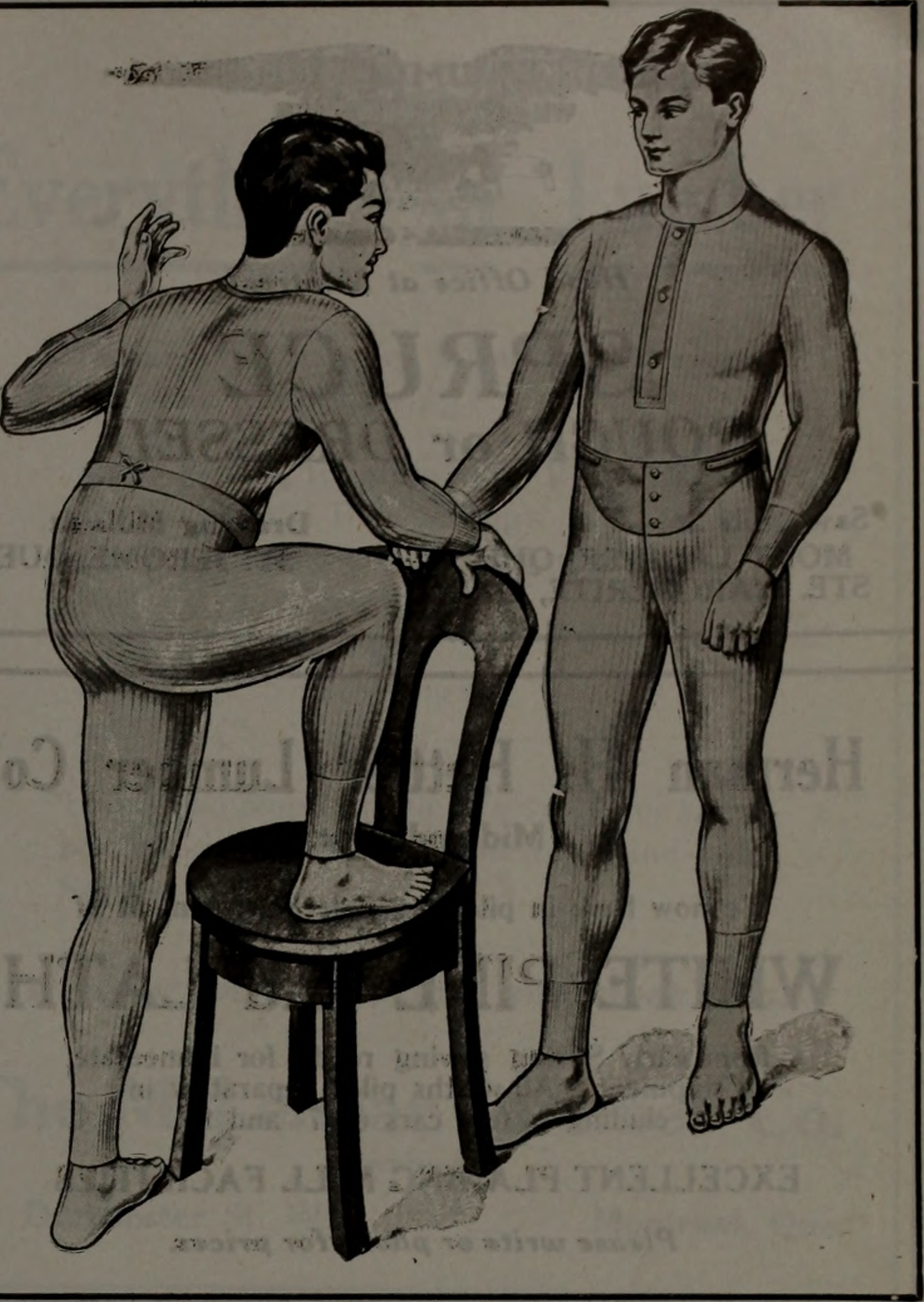
Шерстяные фуфайка и кальсоны, 1916 год.
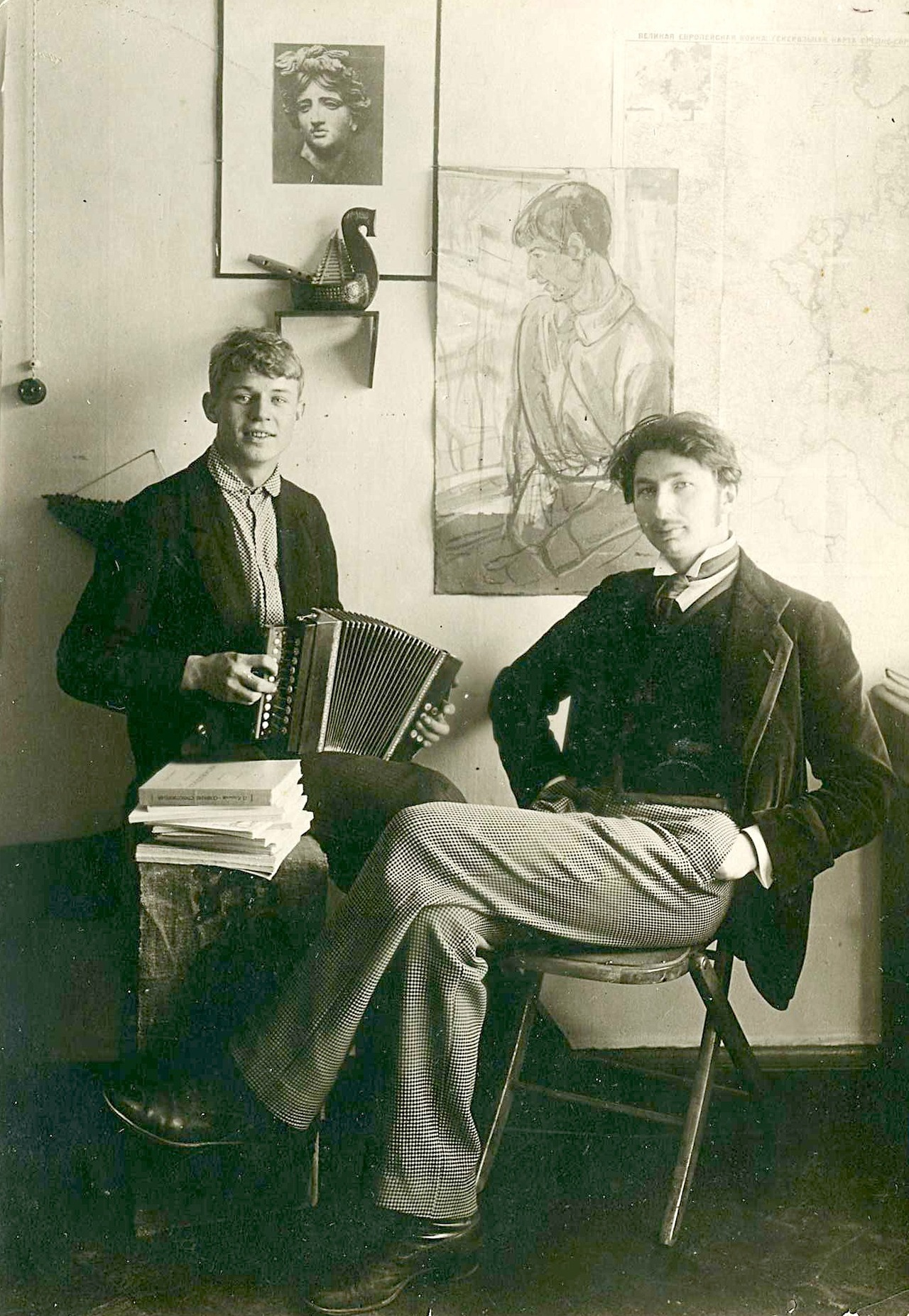
Сергей Есенин и Сергей Городецкий, 1916 г.
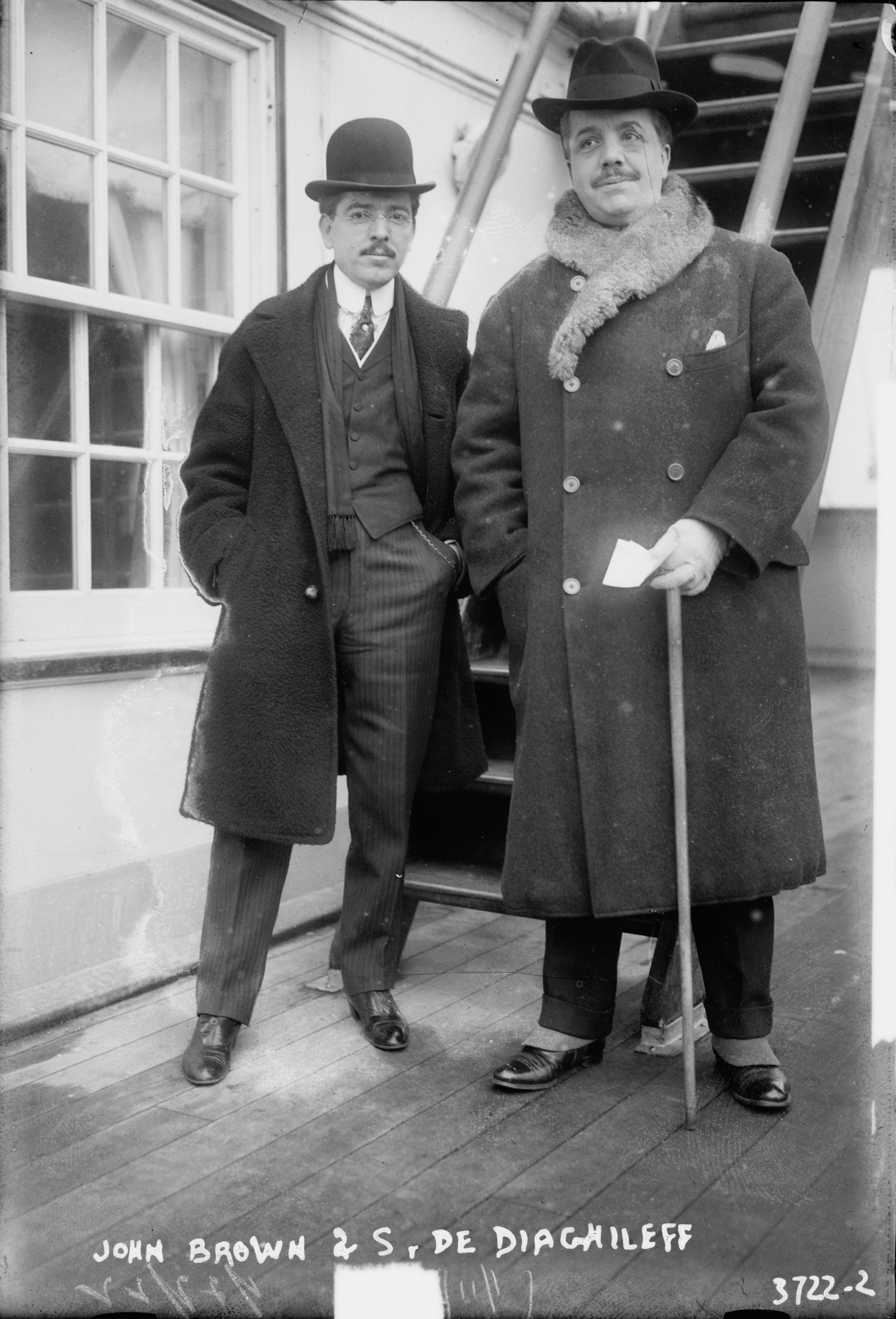
Сергей Дягилев в Нью-Йорке, 1916 г.
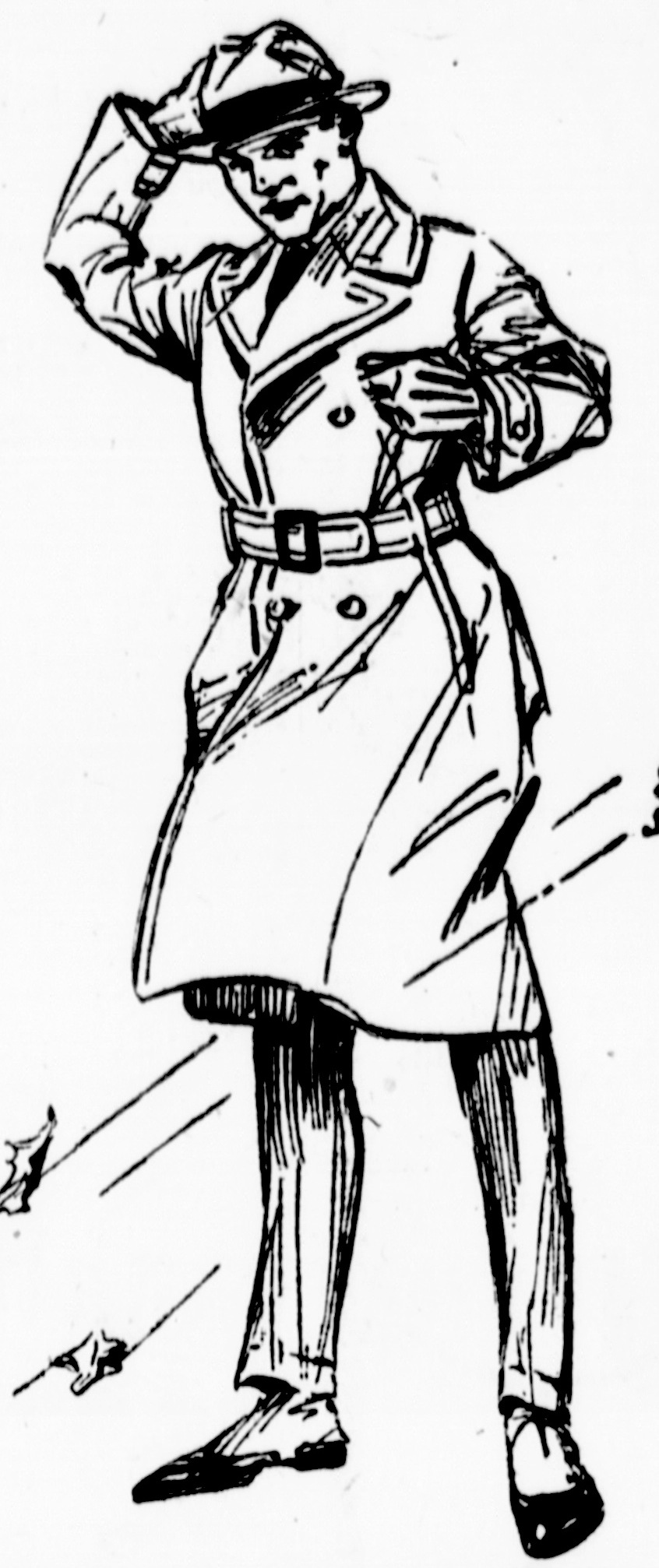
Зимний плащ, 1917 г.
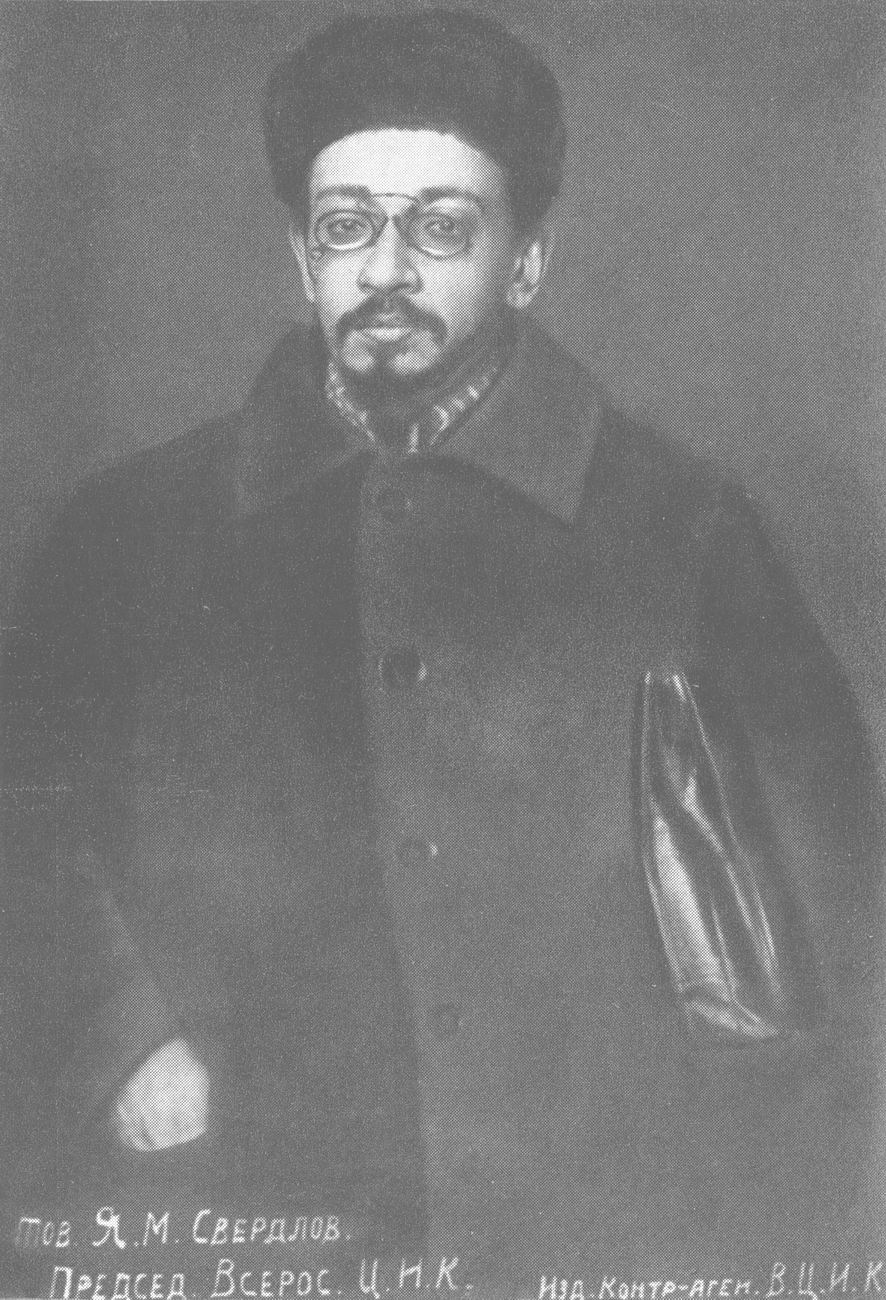
Председатель ВЦИК Яков Свердлов, 1918 г.
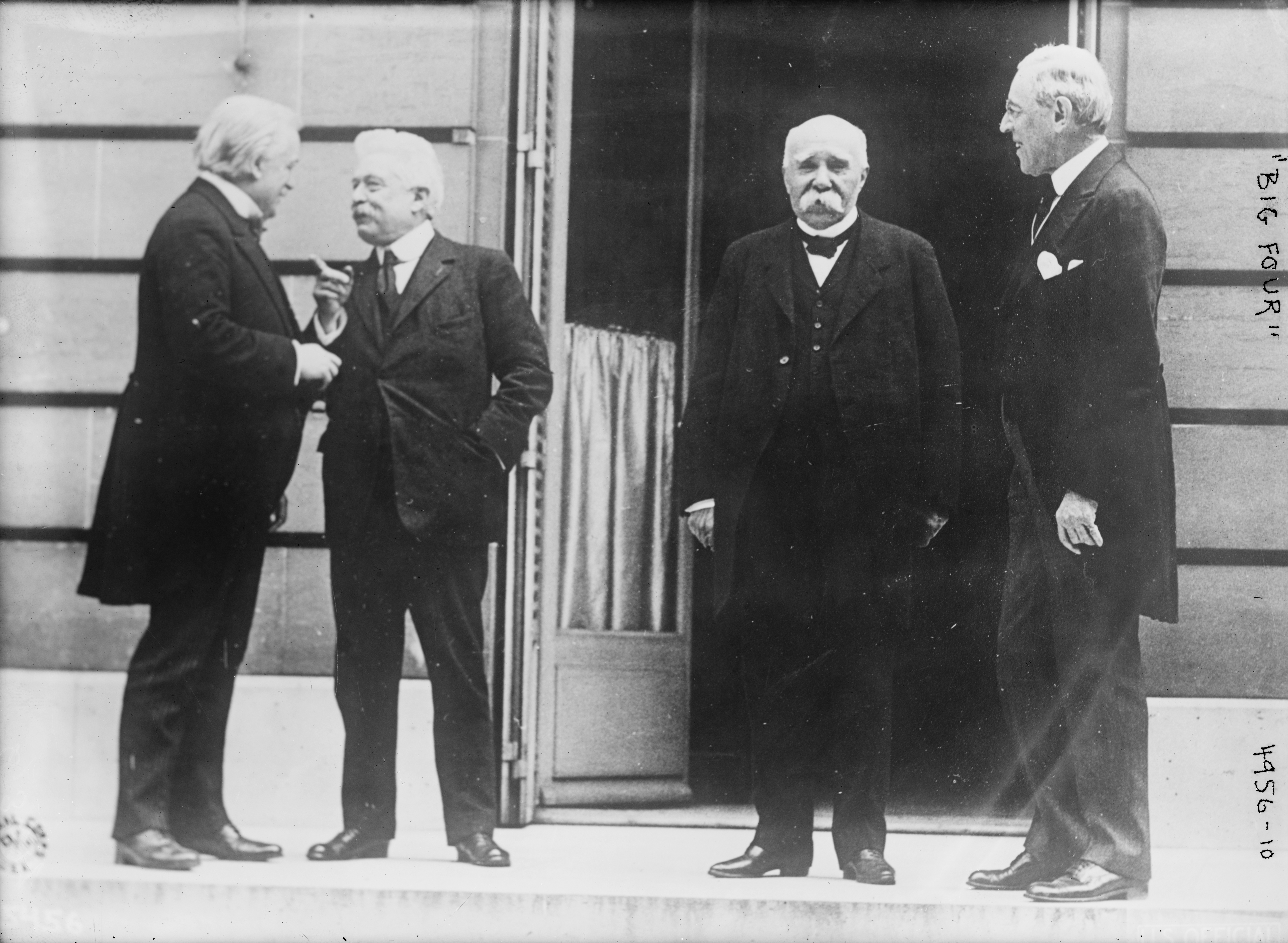
Мировые лидеры в визитках на заключении Версальского договора, 1919 г.
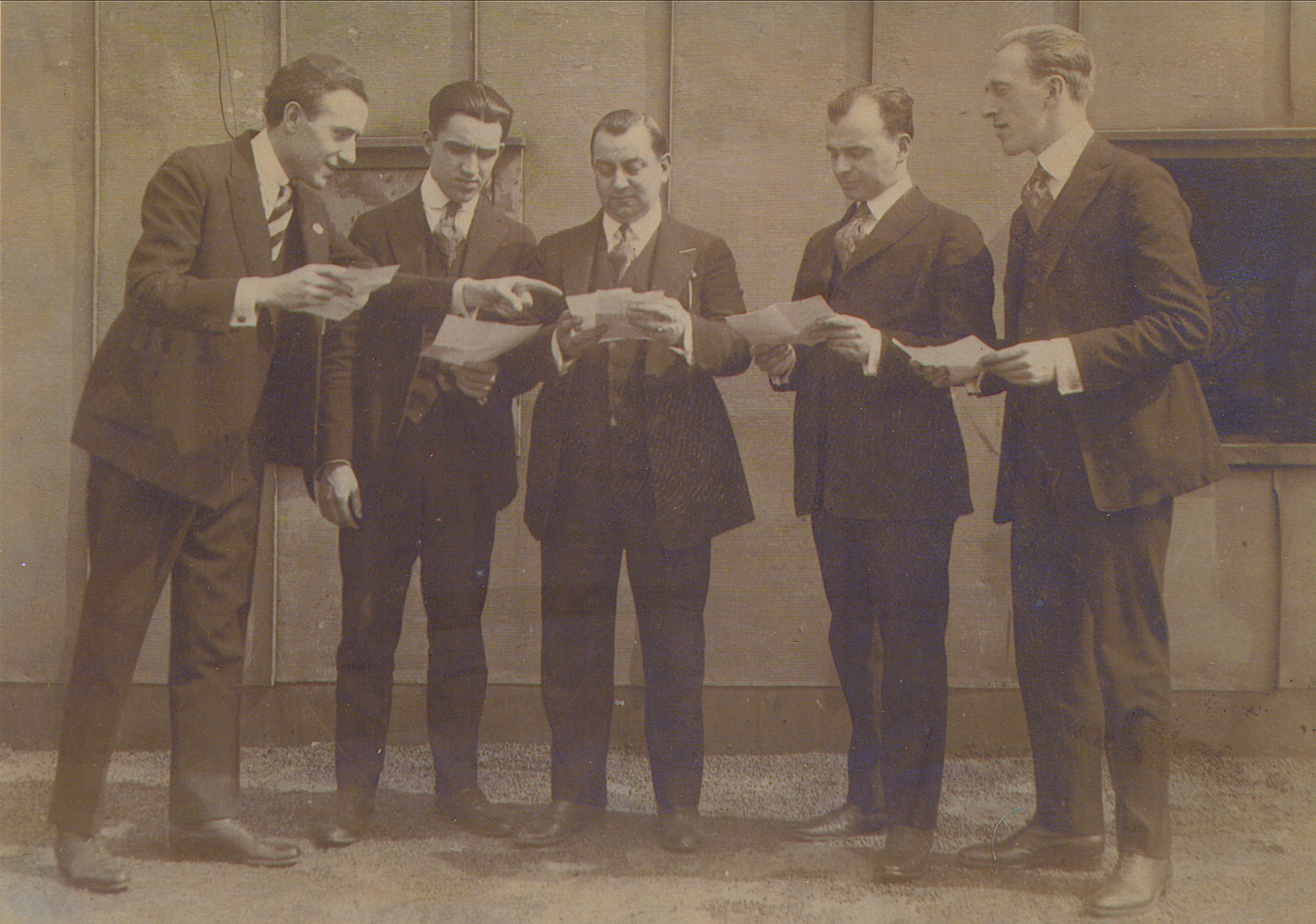
Участники джаз-бенда «Louisiana Five» во время заключения контрактов, 1919 г.
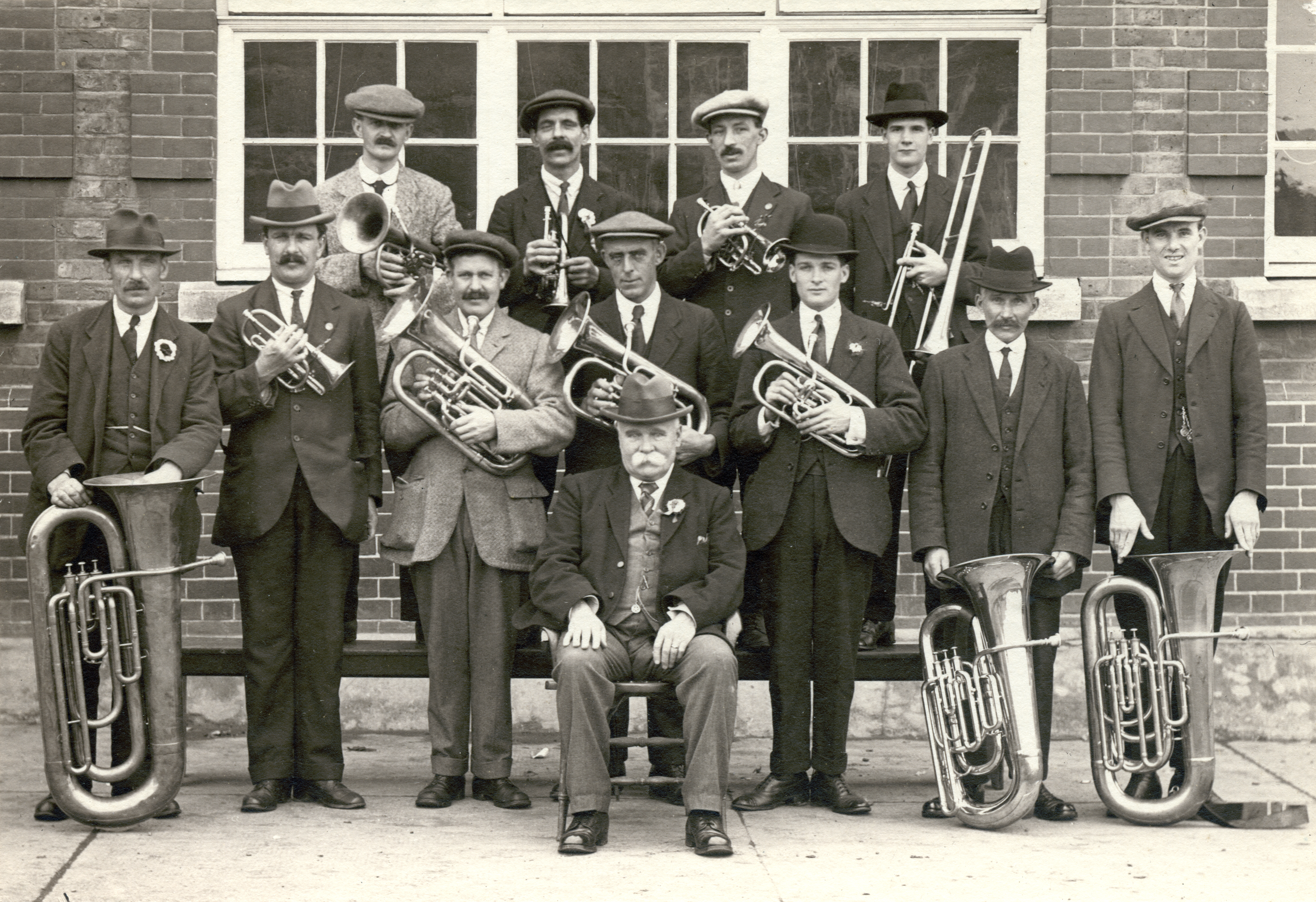
Духовой оркестр (Великобритания), 1919 г.

### Одежда для плавания

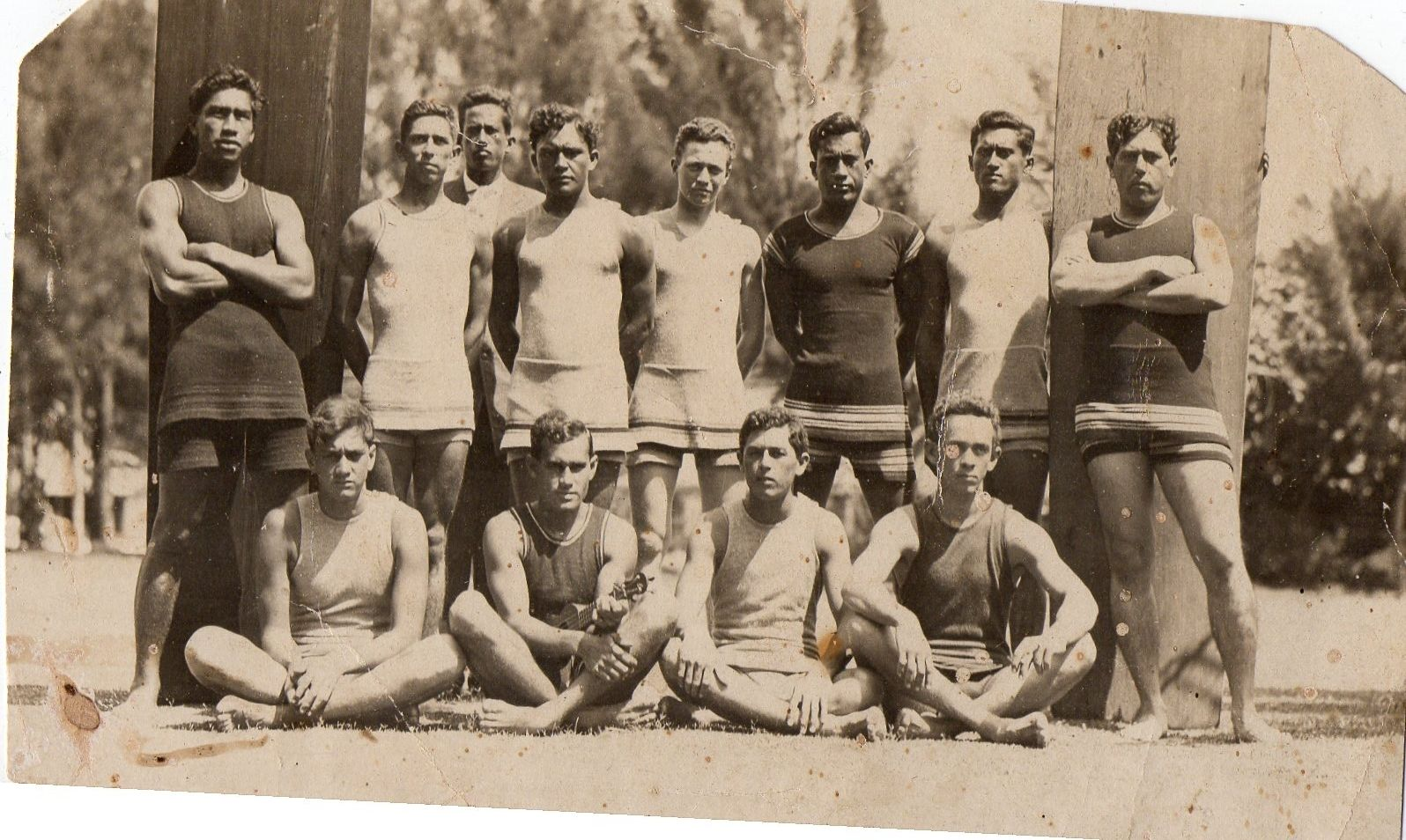
Гавайские сёрферы, 1910-е гг.
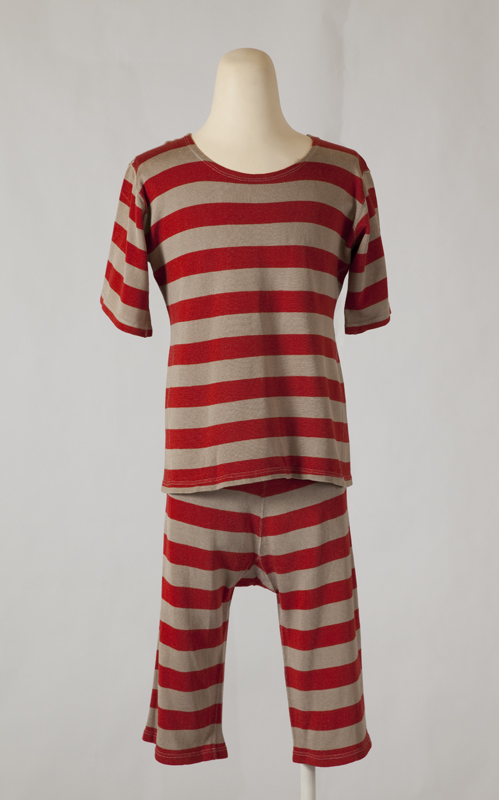
Мужской вязаный купальник, Греция, 1910-е гг. Экспонат Пелопоннесского музея фольклора имени Василеоса Пападониу в Нафплионе
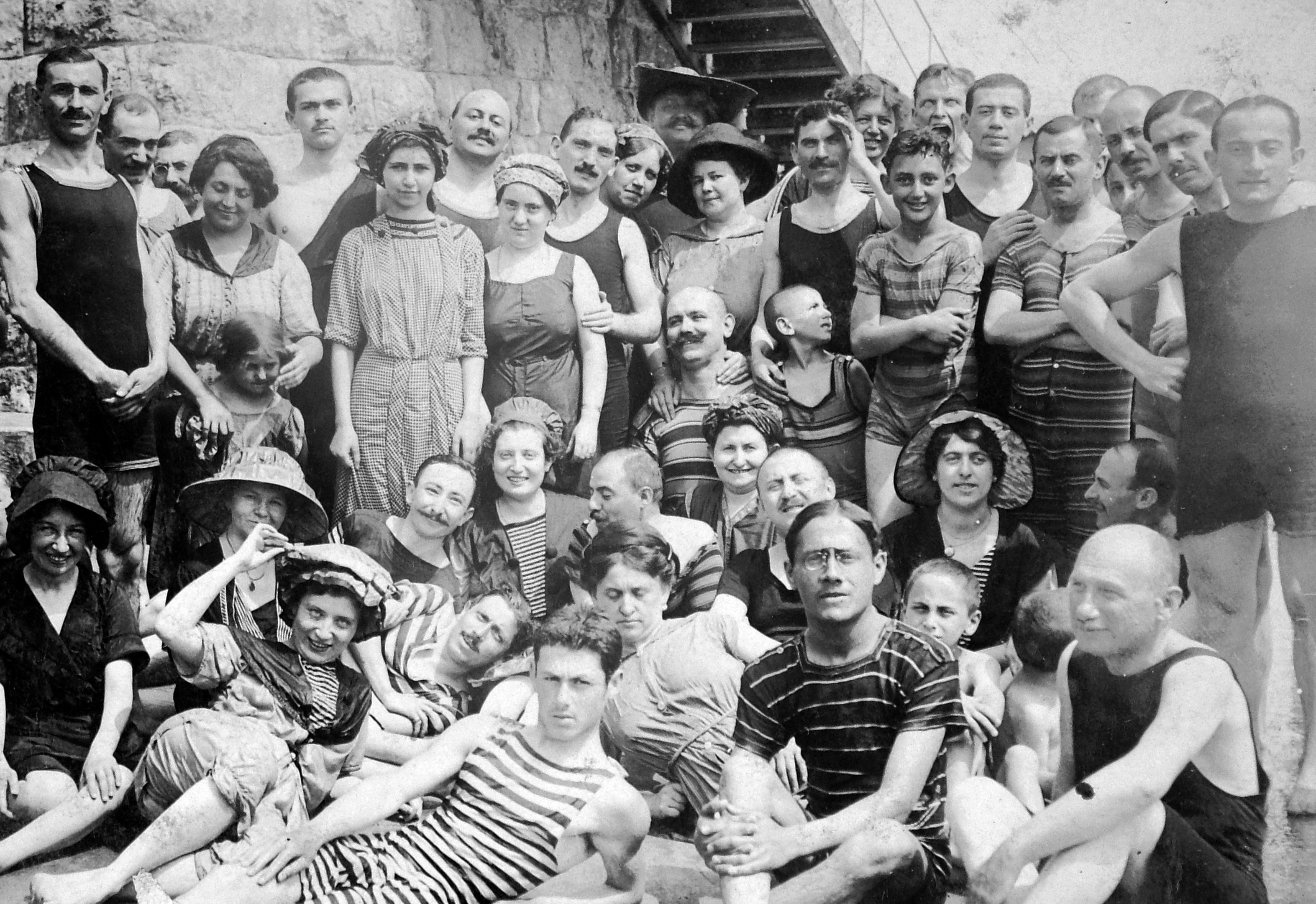
Пляжники, Опатия, Австро-Венгрия (ныне Хорватия), 1910 г.
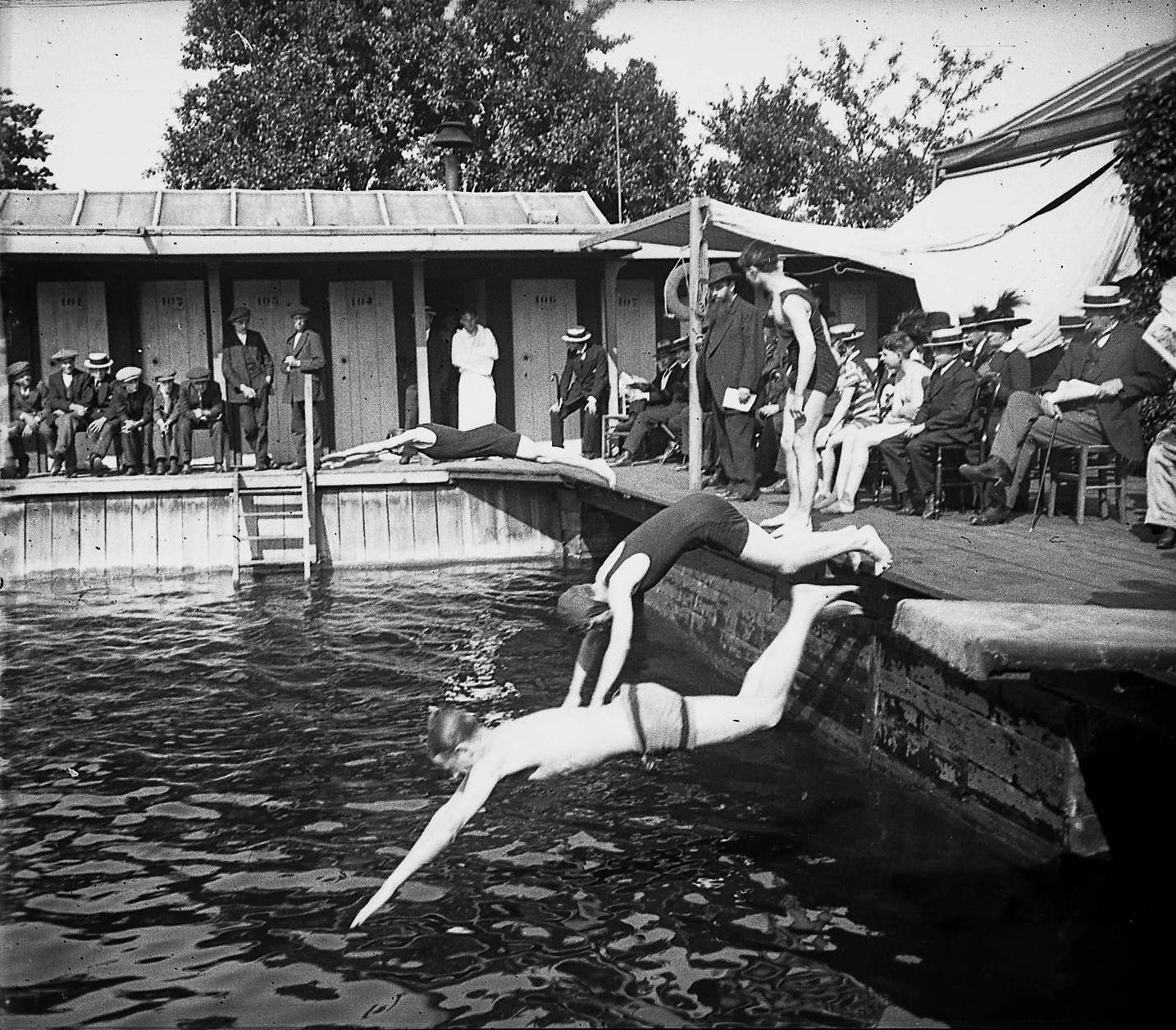
Прыгуны в воду, школа плавания в Амьене (Франция), июль 1915 г. Обратите внимание на то, что мужчины одеты как и в цельные купальники, так и в плавки
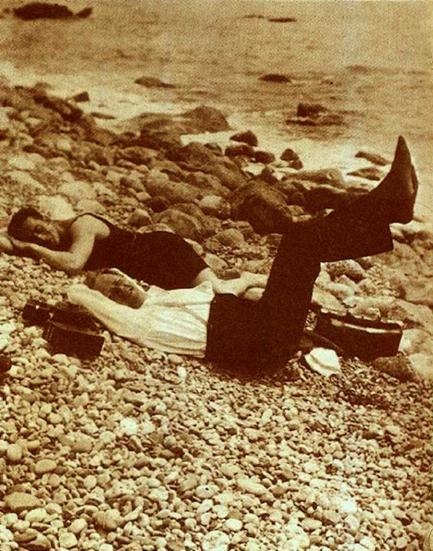
Поэты Василий Каменский и Владимир Гольдшмидт на пляже, 1916 г.
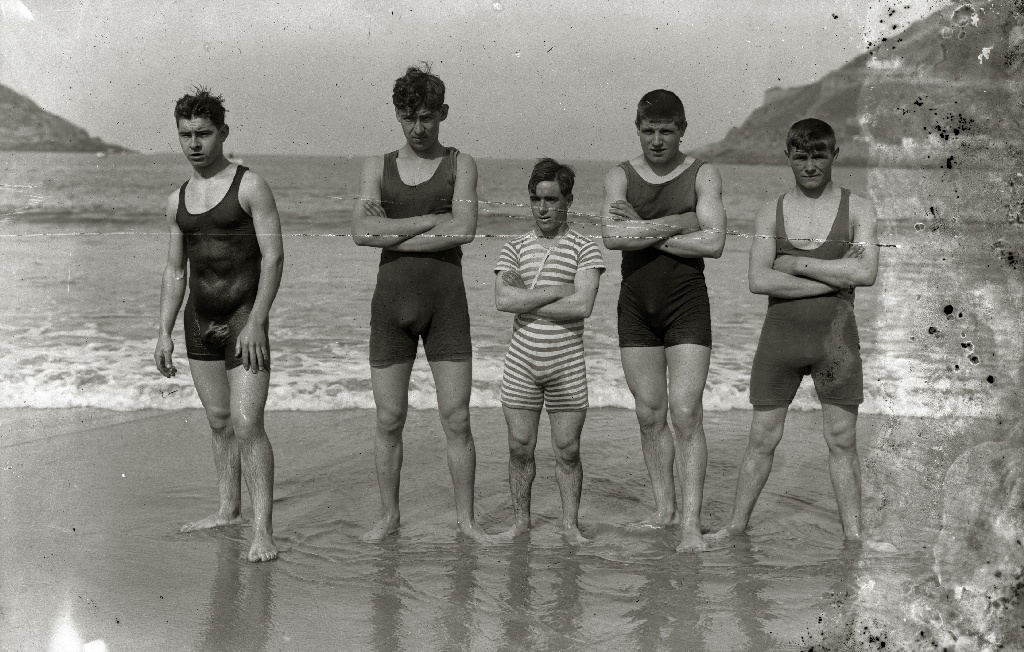
Пляжники, Испания, 1917 г.
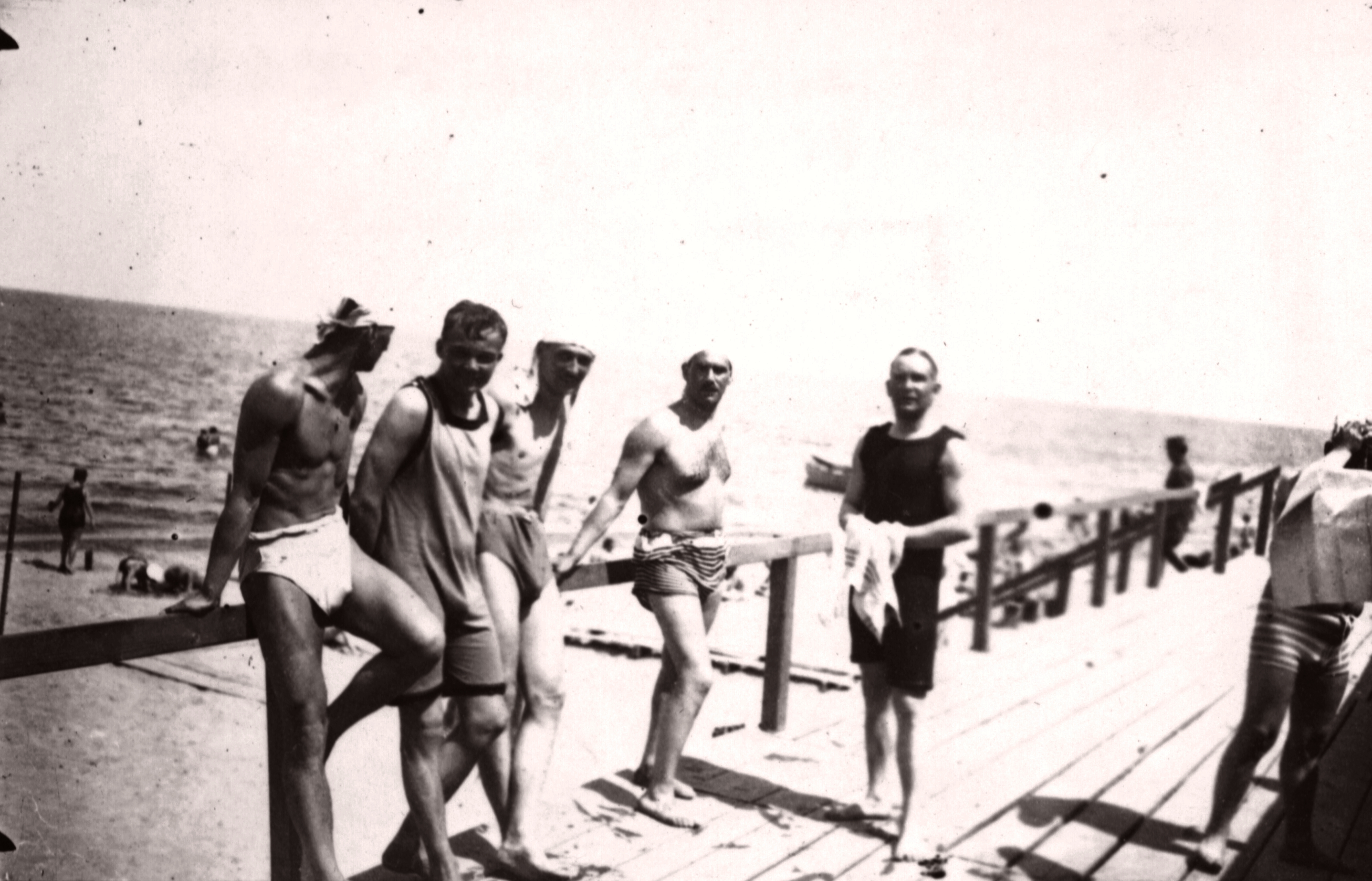
Пляжники, Одесса, 1918 г.
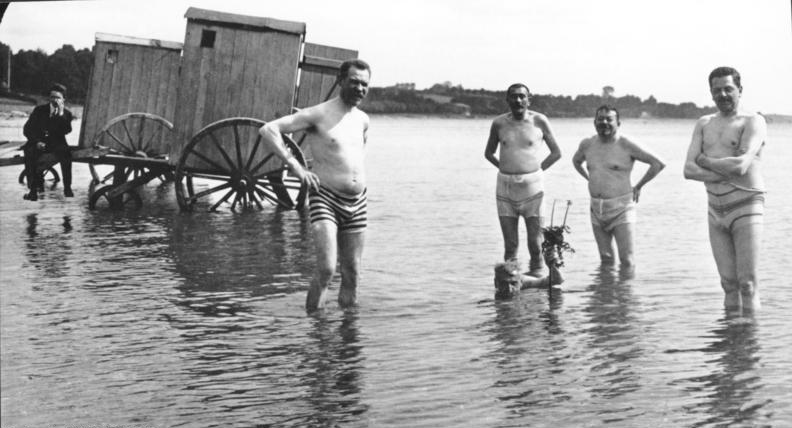
Первый рейхспрезидент Германии Фридрих Эберт и министр обороны Густав Носке на море в день открытия детского дома в Хаффкруге (община Шарбойц), 1919 г.

## Рабочая одежда
В России рабочие часто были либо детьми и внуками переселившихся в город крестьян, либо же селянами, либо приезжавшими на заработки в город селян. Поэтому, соответственно, в их одежде сочетались элементы как народного костюма, так и городского, общеевропейского. Когда во времена Первой мировой войны было мобилизовано множество кадровых рабочих, туда, в частности, на металлургические заводы, хлынул поток новой рабочей силы из деревни, одетой как попало — в косоворотках, хлопчатобумажных штанах, заправлявшихся в сапоги и картузах. До войны таким же образом одевались сезонные рабочие, приезжавшие в город работать строителями или шахтёры, также являвшиеся сезонниками. Однако они носили лапти и верёвочные чуни.

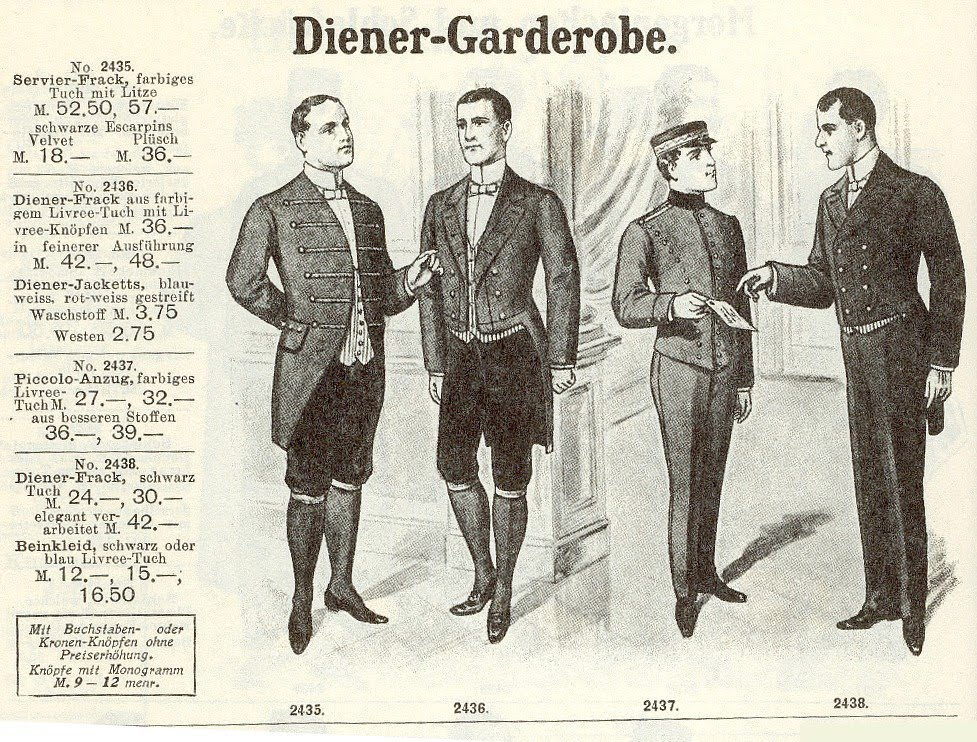
Одежда для прислуги (лакеев, коридорных и т. д.), из немецкого каталога одежды, 1910 г.
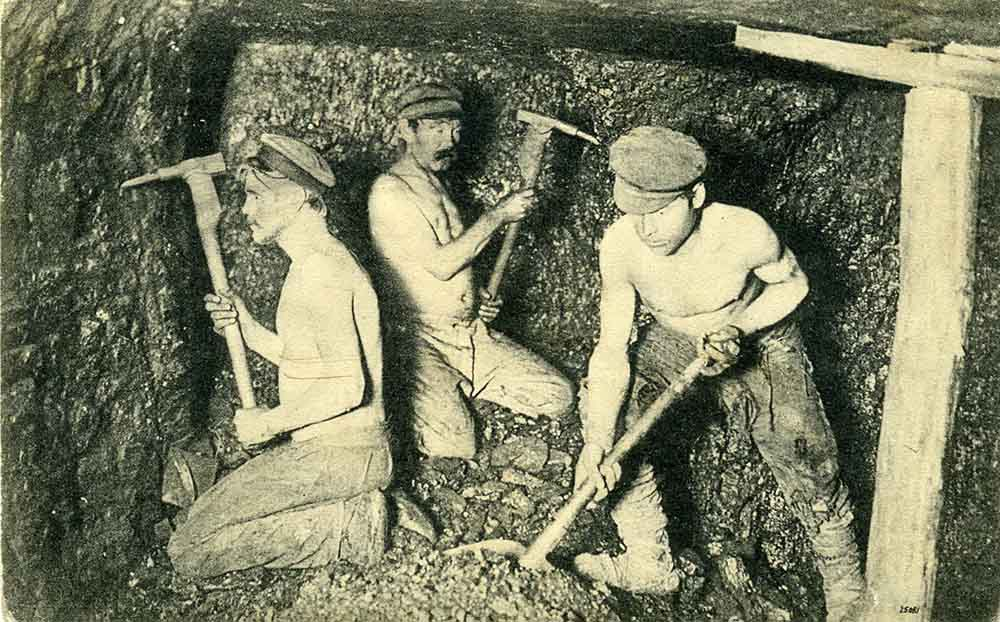
Шахтёры Юзовки в забое шахты №8. Открытка издательства Якова Переха
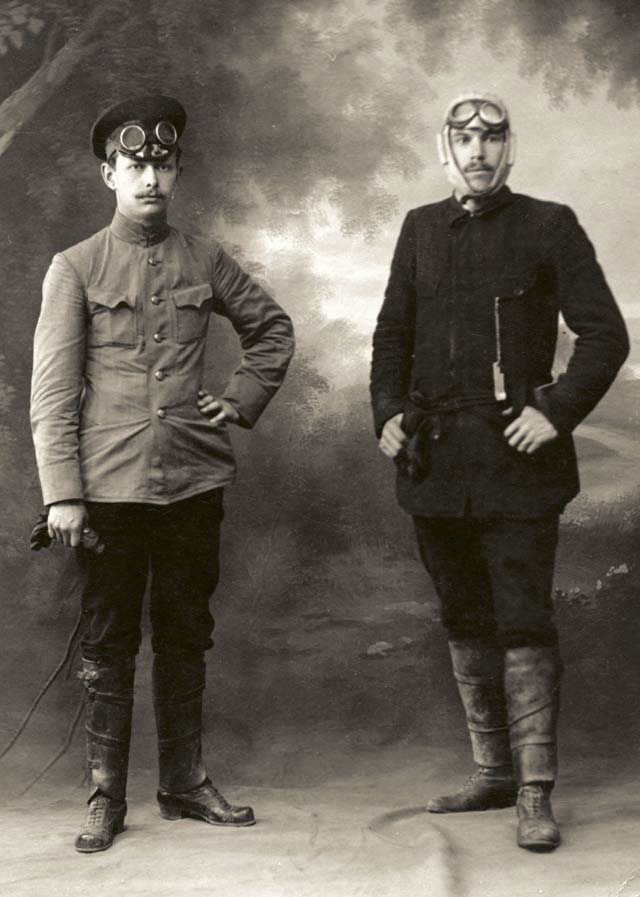
Одежда шофёров, 1910 г.
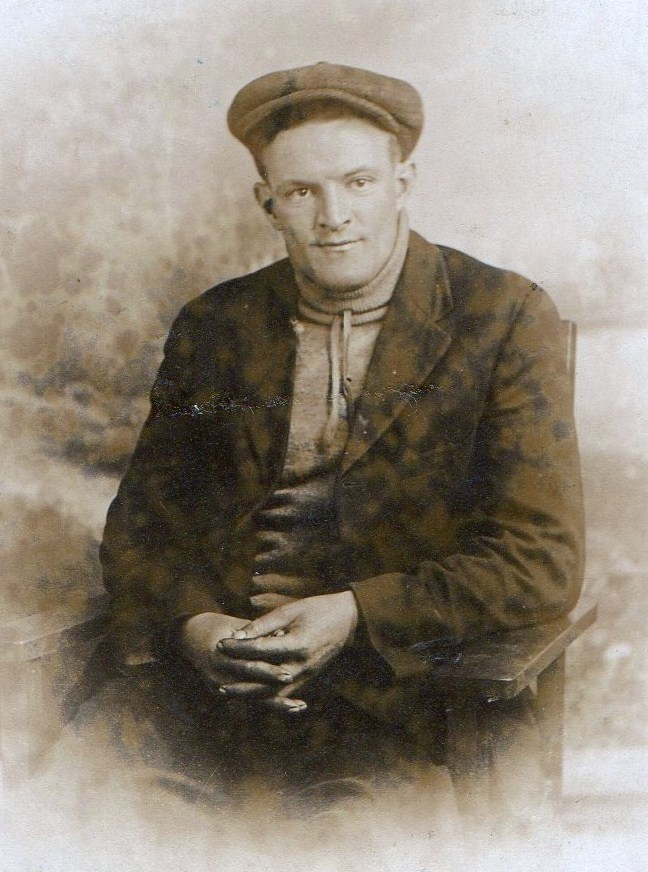
Ирландский иммигрант, проживающий в Детройте, 1912 г.
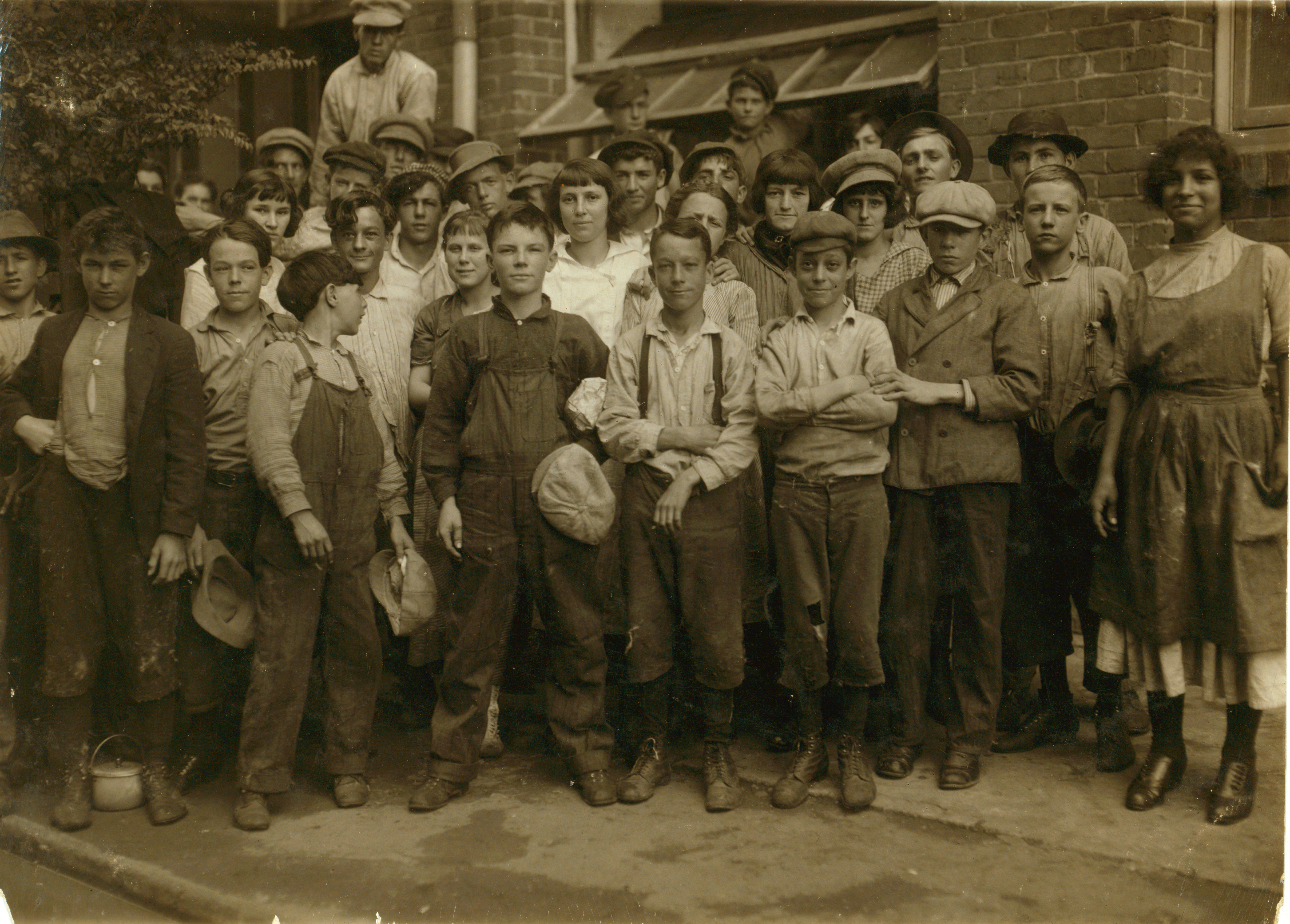
Дети-работники хлопковой фабрики Нью-Орлеана, 1913 г.
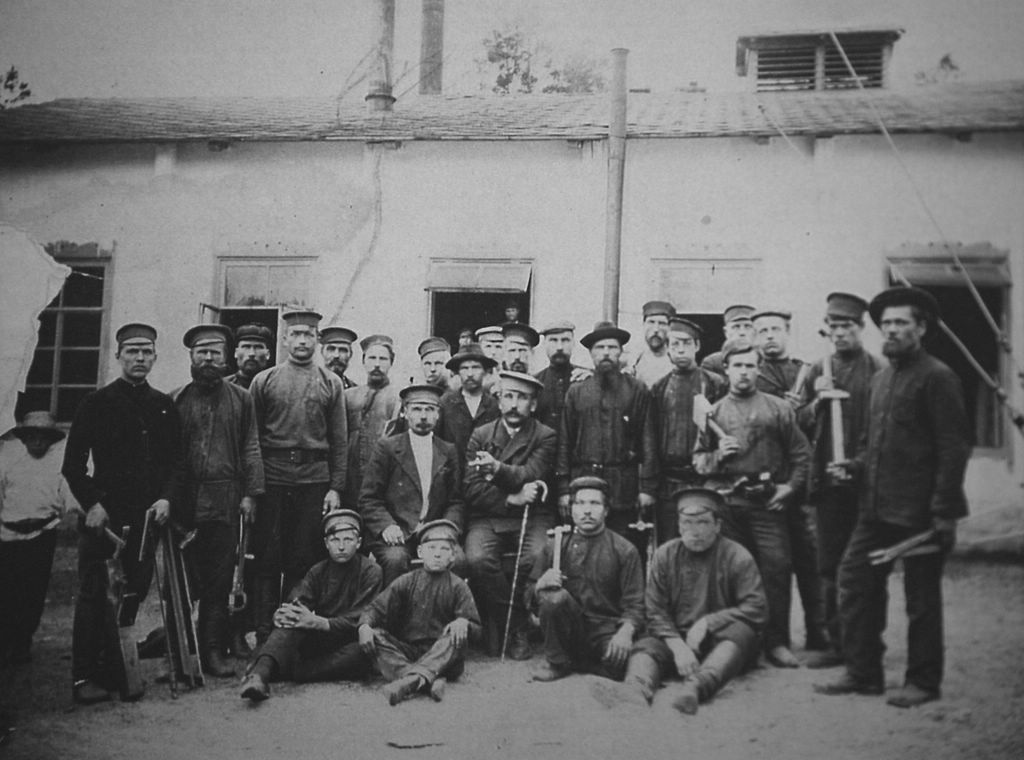
Рабочие сварочного цеха Каменского завода в Каменске-Уральском (ныне Свердловская область), 1914 г.
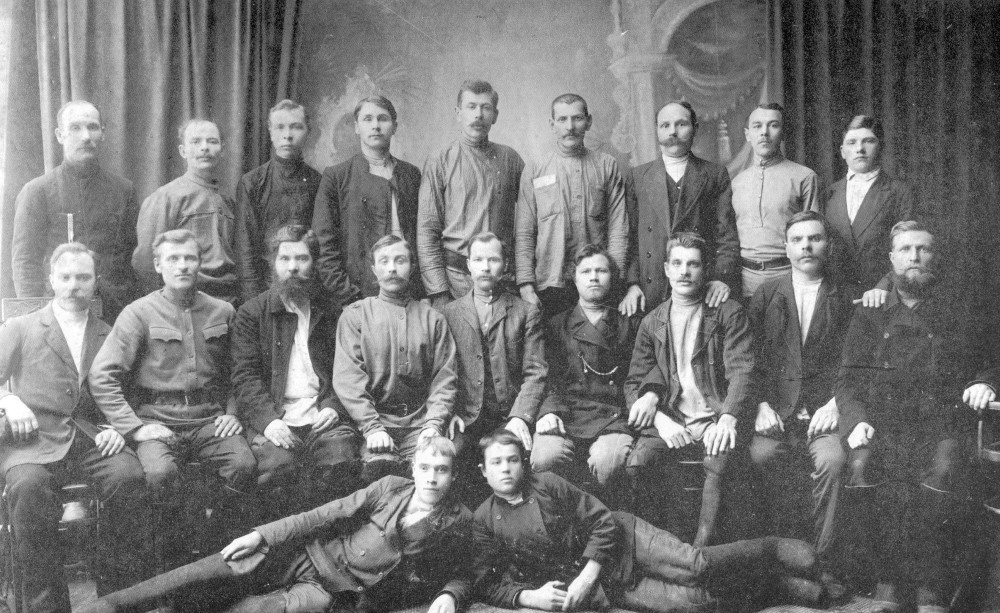
Рабочие завода взрывчатых веществ в посёлке Иващенково (ныне Чапаевск), 1916 г.
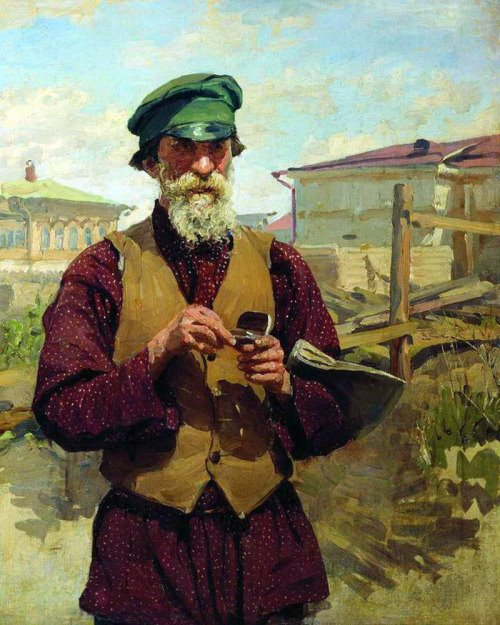
И. С. Куликов «Плотник (Егор Терешкин)», 1916
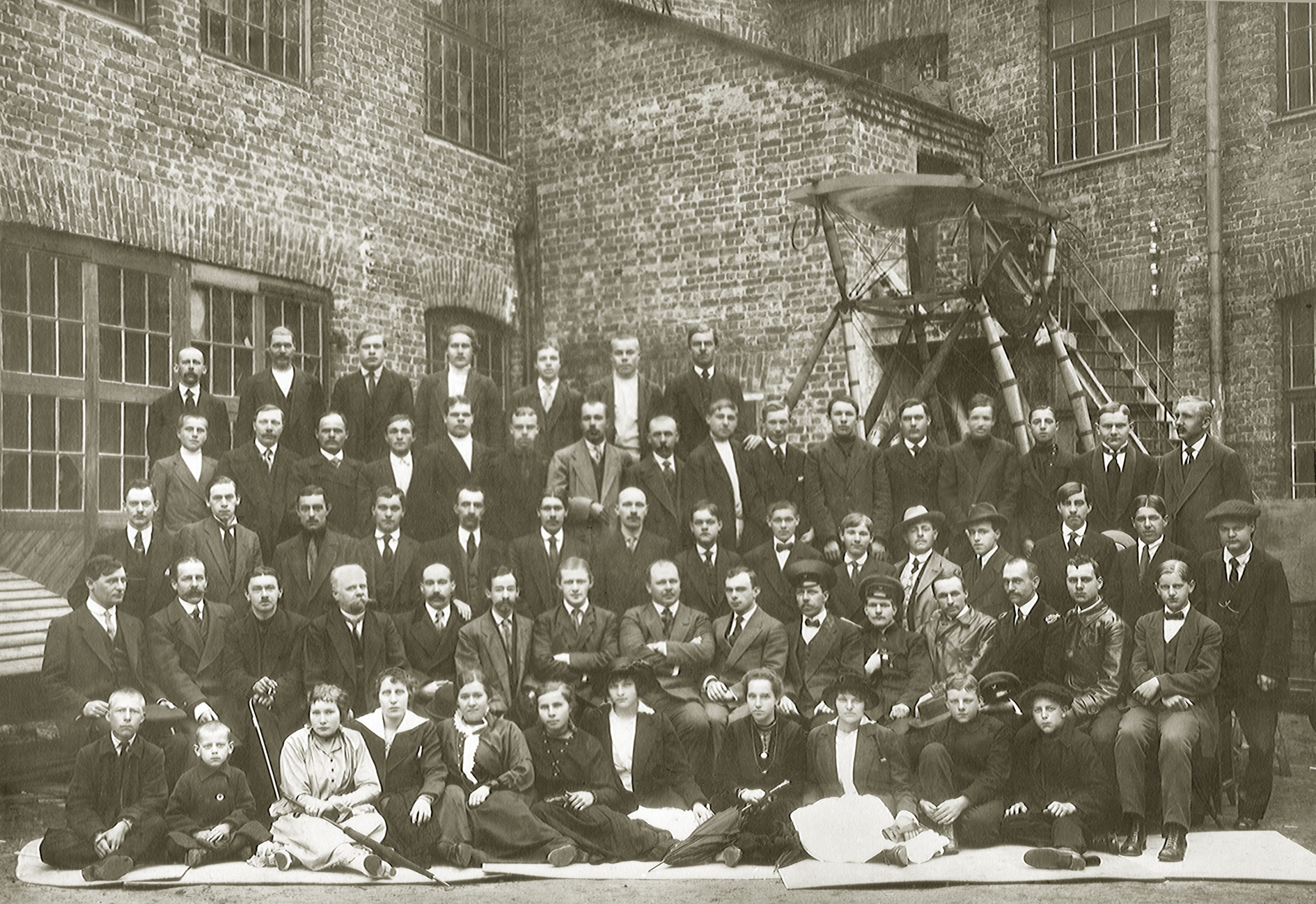
Рабочие и инженеры петроградского авиазавода «Гамаюн» Сергея Щетинина, 1917 г.
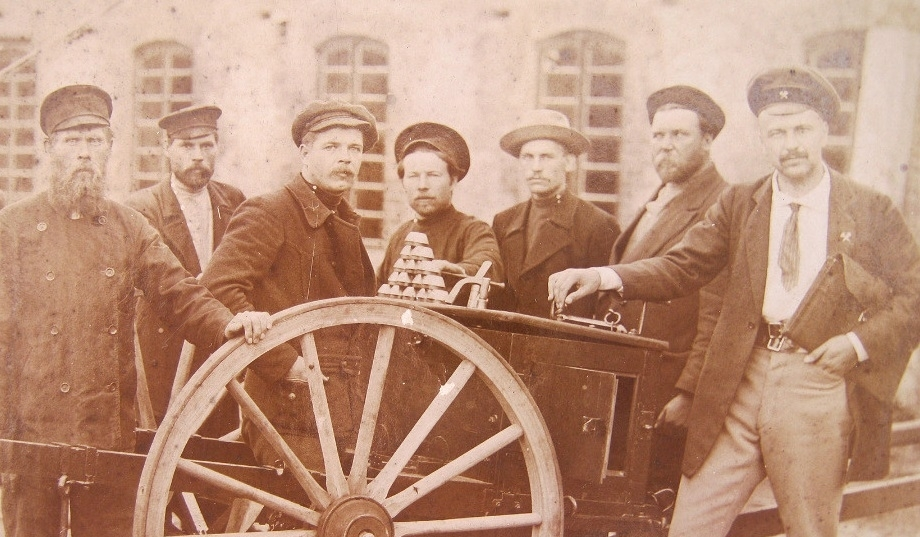
Рабочие Саранинского завода (Сарана, совр. Свердловская область), 1917 г.
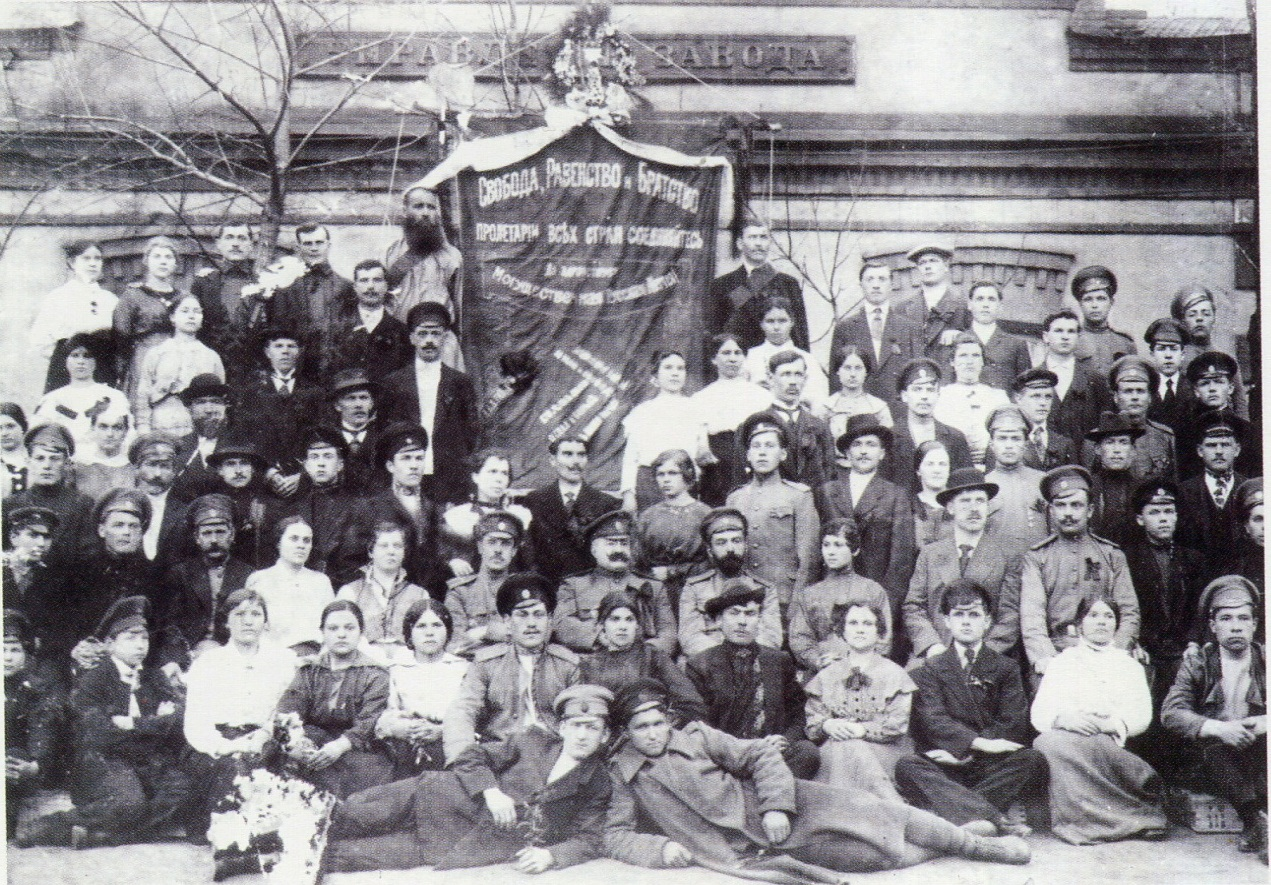
Рабочие луганского оружейного завода, 1 мая 1917 года
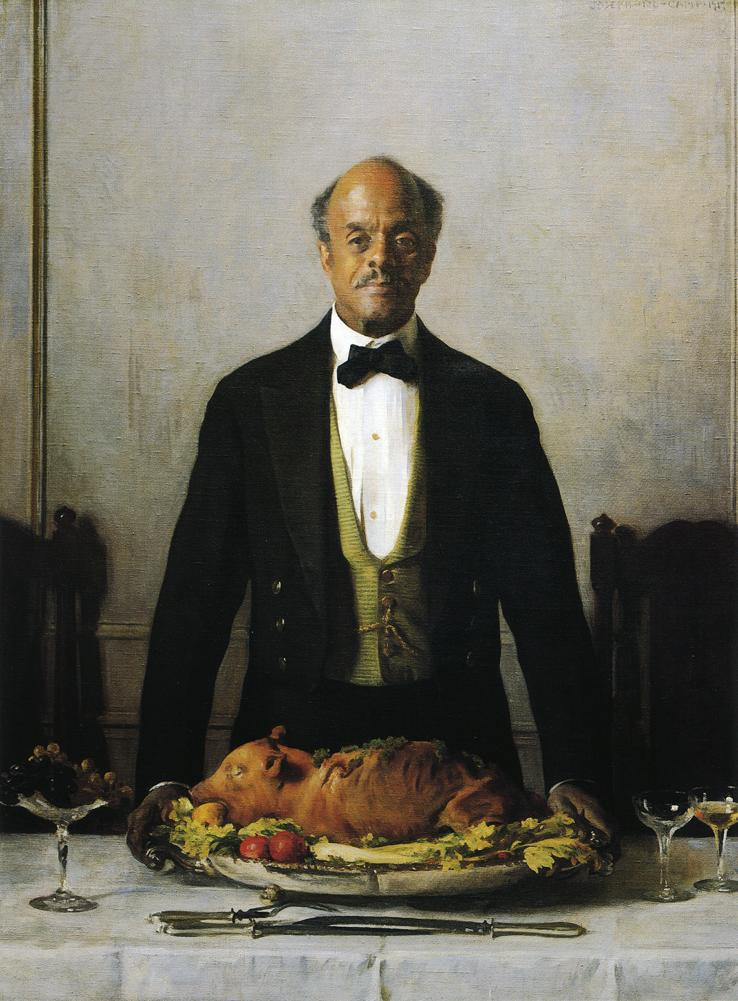
Портрет эконома, Джозеф Де Камп, 1919 г.

## Детская одежда
По большей части детская мода мало отличалась от моды предыдущих десятилетий.
Длина штанов играла важную возрастную роль: маленькие мальчики носили исключительно шорты до колен вместе с длинными гетрами, длинные штаны начинали носить ориентировочно с 12 лет, они были символом взросления. Исключением была холодная погода, когда мальчики были вынуждены надевать тёплые длинные брюки. Аналогично обстояли дела с юбками девочек, подол которых с возрастом удлинялся.
Одним из трендов детской моды того десятилетия был матросский (морской) стиль: были популярны бескозырки, широкие соломенные шляпы с лентой (прототипом послужили шляпки английских моряков начала XIX века), панамы, белые блузы с матросским воротником и вшитым куском полосатой ткани, имитировавшим тельняшку; и дополнявшие образ синие штаны (или юбка у девочек). С подросткового возраста мальчики переставали носить одежду в матросском стиле, а вот некоторые девушки носили её и после полового созревания. Матросский стиль стал основой для японской школьной формы для девочек.
Одежда для плавания мало отличалась от таковой для взрослых. Школьники-участники бакинского общества «Спорт на воде» были обязаны носить купальные костюмы.
В ряде стран существовала школьная форма. В России она представляла собой гимнастёрку или полупальто-тужурку со стоячим воротом, опоясанную кожаным ремнём с никелированной или золотистой пряжкой и выгравированными инициалами и номером учебного заведения на ней, длинные штаны, фуражку с названием/номером и видом учебного заведения (гимназия, городское, духовное, промышленное, коммерческое, кадетское, юнкерское, реальное училище и т. д.) на двух скрещивающихся ветках кокарды и пальто для мальчиков, и белый фартук с длинным тёмным платьем для девочек. Школьная форма для мальчиков красилась в оттенки серого и тёмно-синего цветов, а платья под фартук для девочек — в чёрный или коричневый цвета. Учащиеся городских школ Москвы носили синие суконные фуражки без кантов с кокардой на околыше, а остальная одежда была вольной и очень скромной, так как это были дети рабочих, ремесленников и прочих, занимавшихся низкооплачиваемым трудом. С началом войны форма стала дефицитной, а многие семьи столкнулись с материальными трудностями, в результате чего она стала едва ли не предметом роскоши. Что характерно, министерство народного просвещения вскоре выпустило циркуляры, разрешавшие ношение повседневной одежды с учётом её скромности и опрятности, а после Октябрьской революции форма была окончательно отменена как «пережиток буржуазного прошлого».

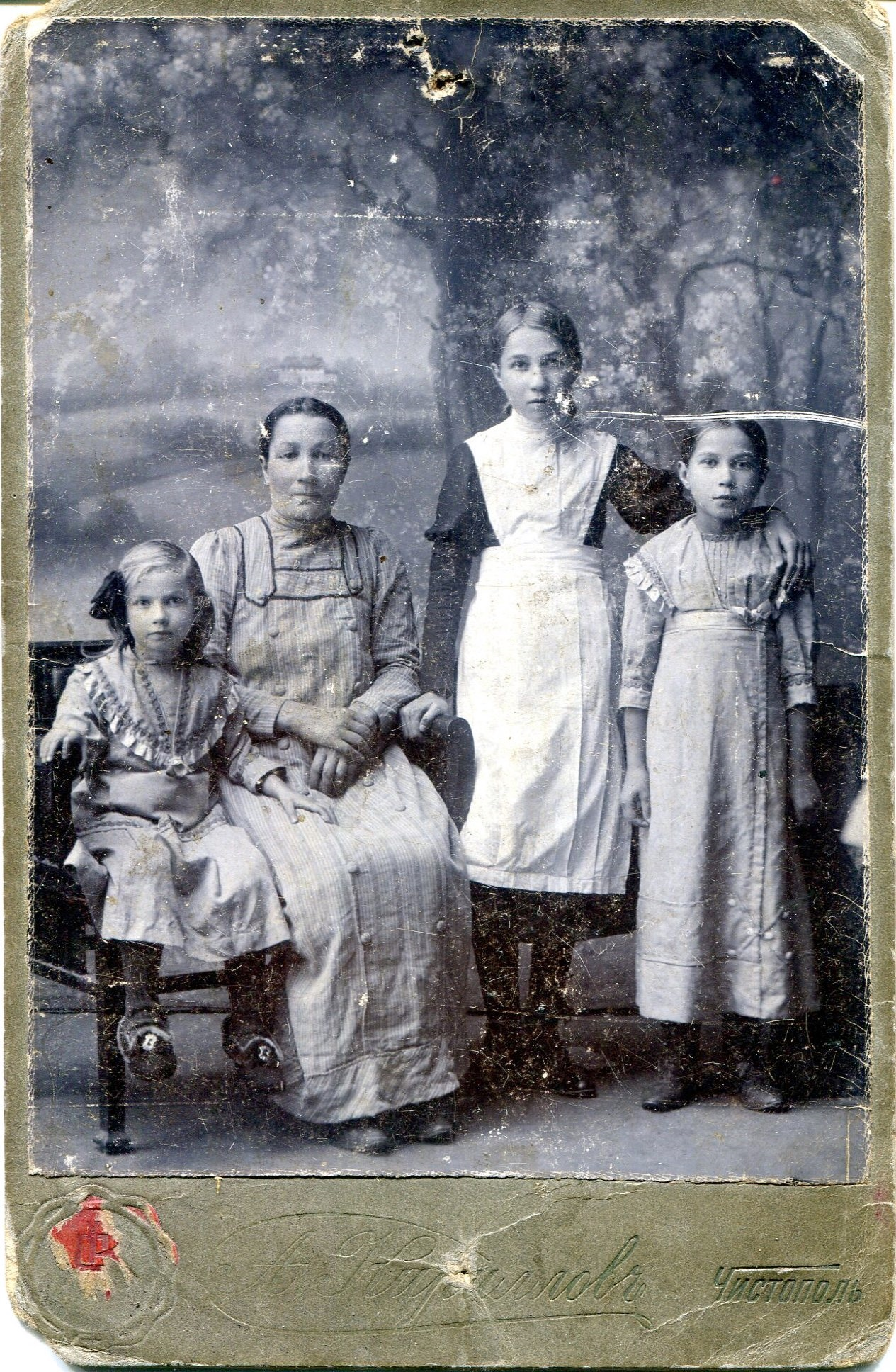
Семейный портрет, Чистополь, 1910-е
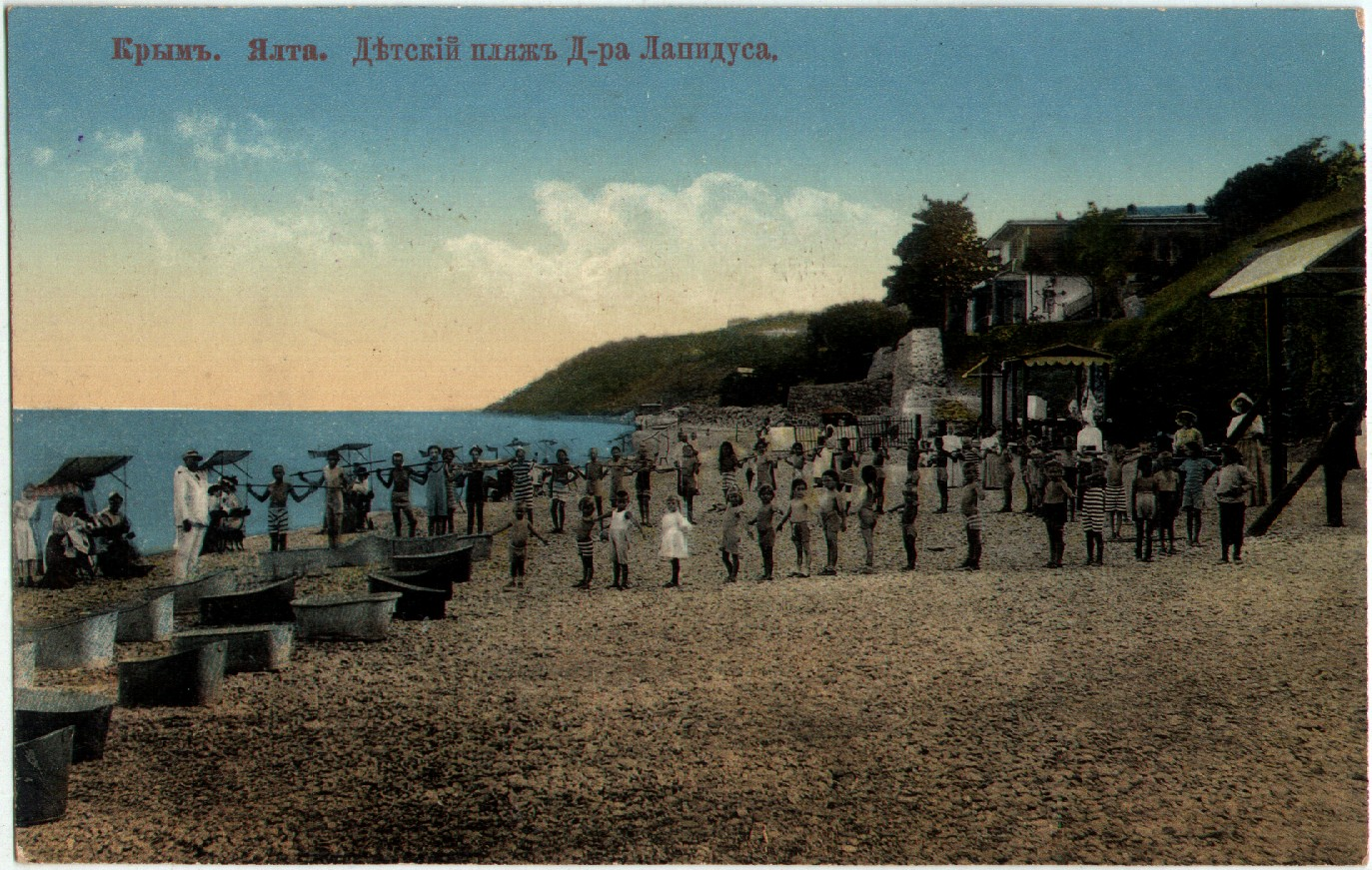
Детский пляж в Ялте, 1910 г.
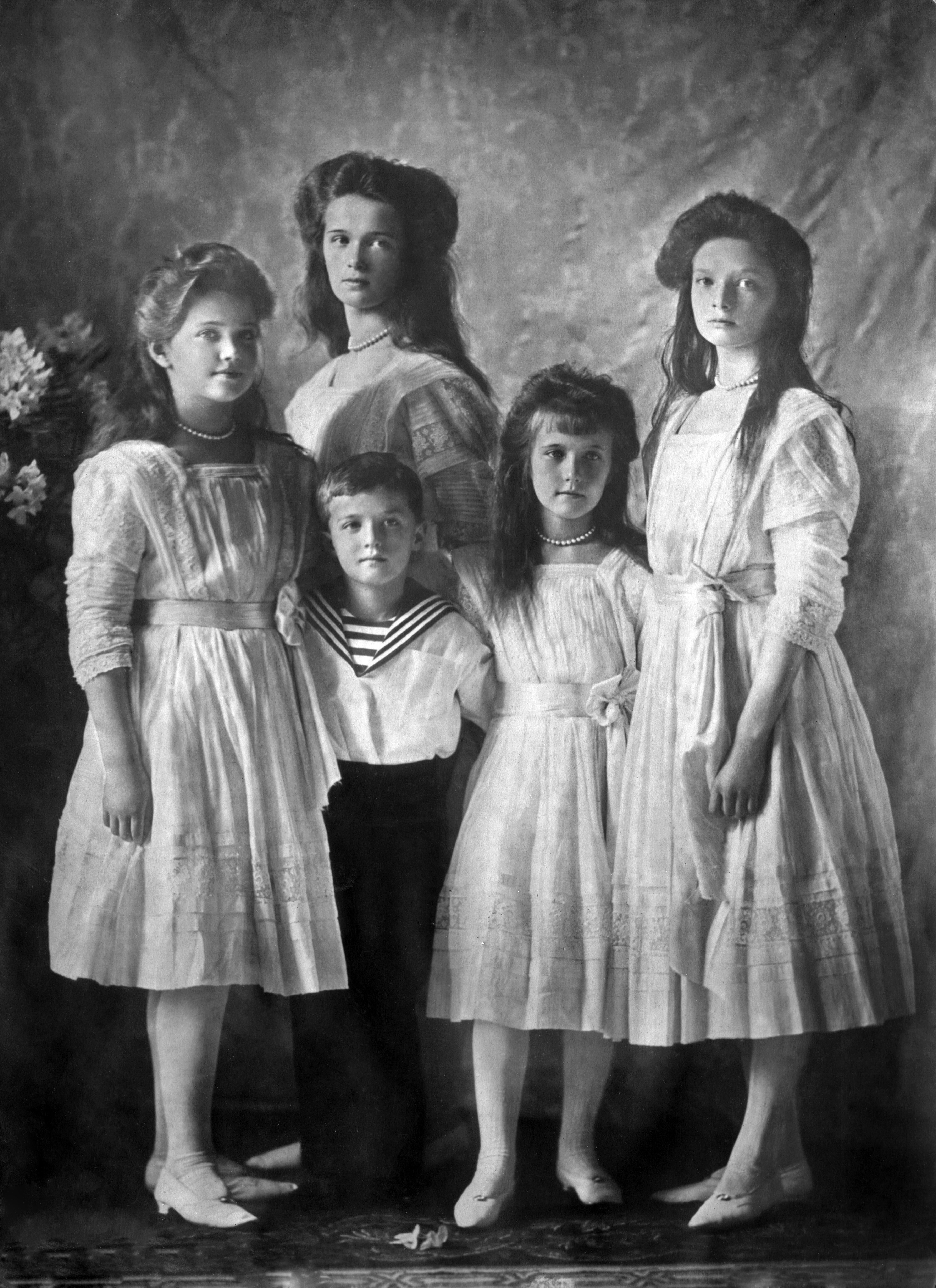
Дети Николая II, 1910 год
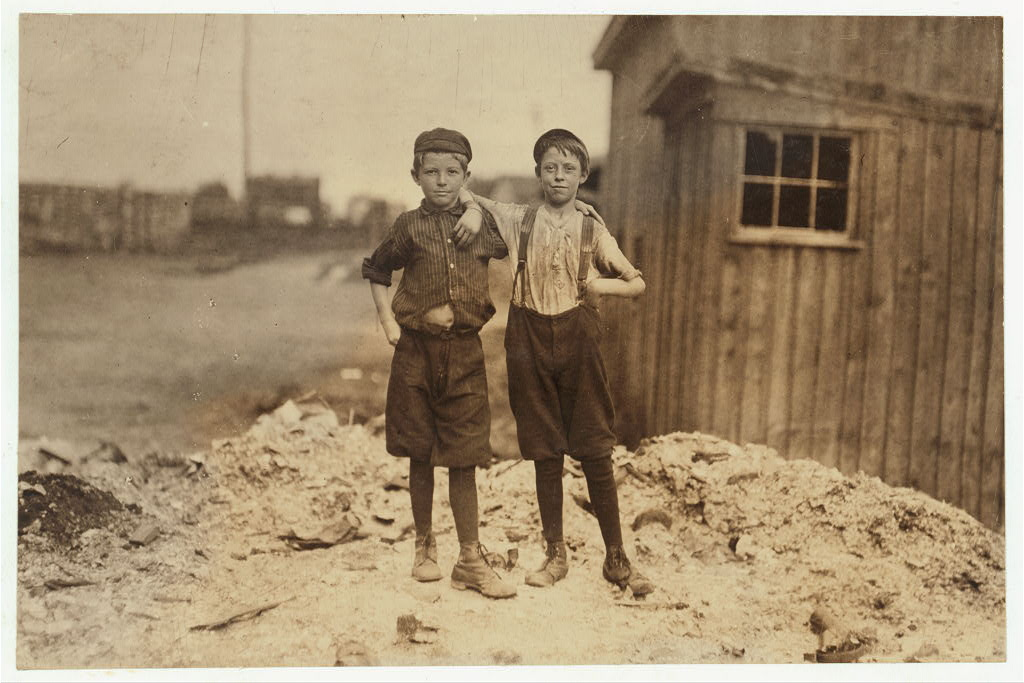
Мальчики-разносчики, штат Вирджиния, США, июль 1911 года
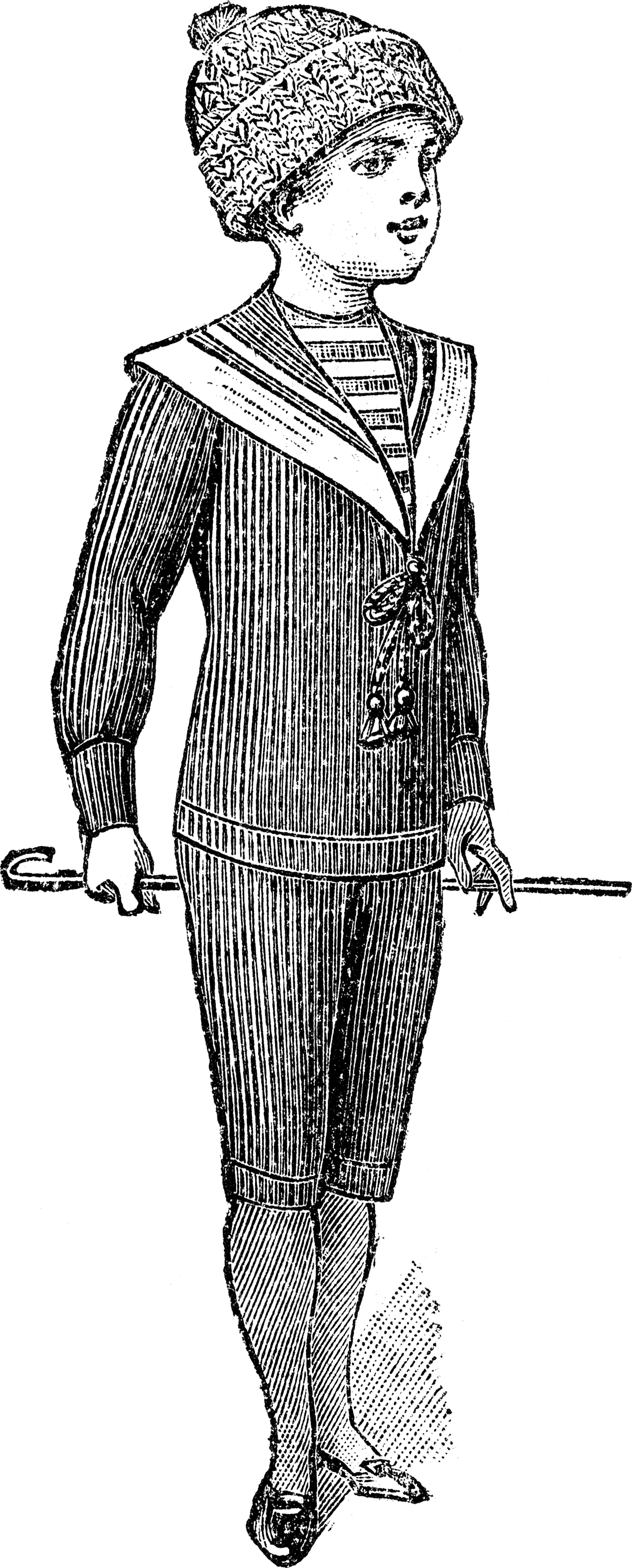
Одежда для мальчиков: матроска и вязаная шапка, иллюстрация из каталога «Aux Galeries Lafayette» (Париж), 1912 г.
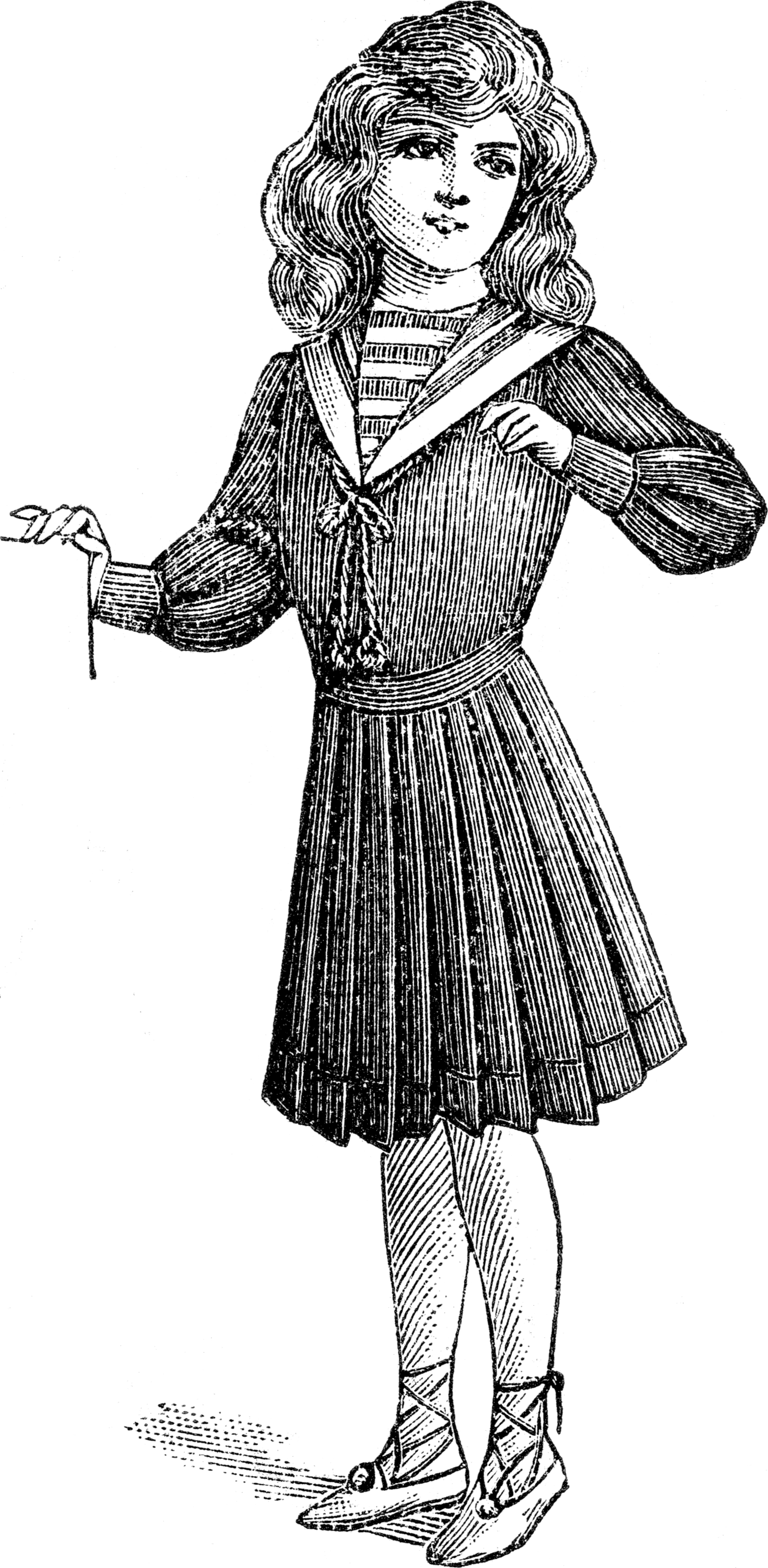
Матроска для девочек, иллюстрация оттуда же, 1912 г.
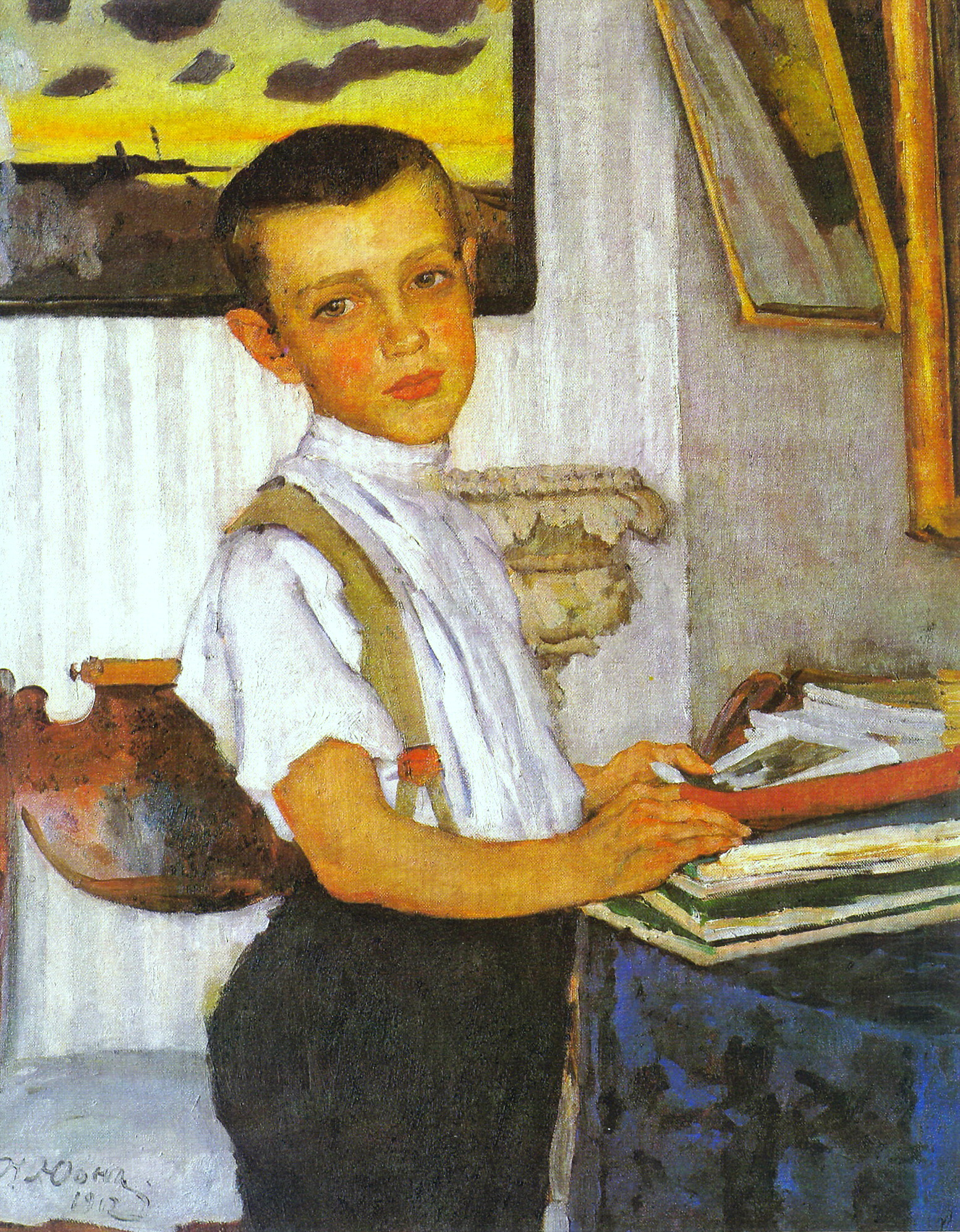
Константин Юон, портрет сына Бори, 1912 год
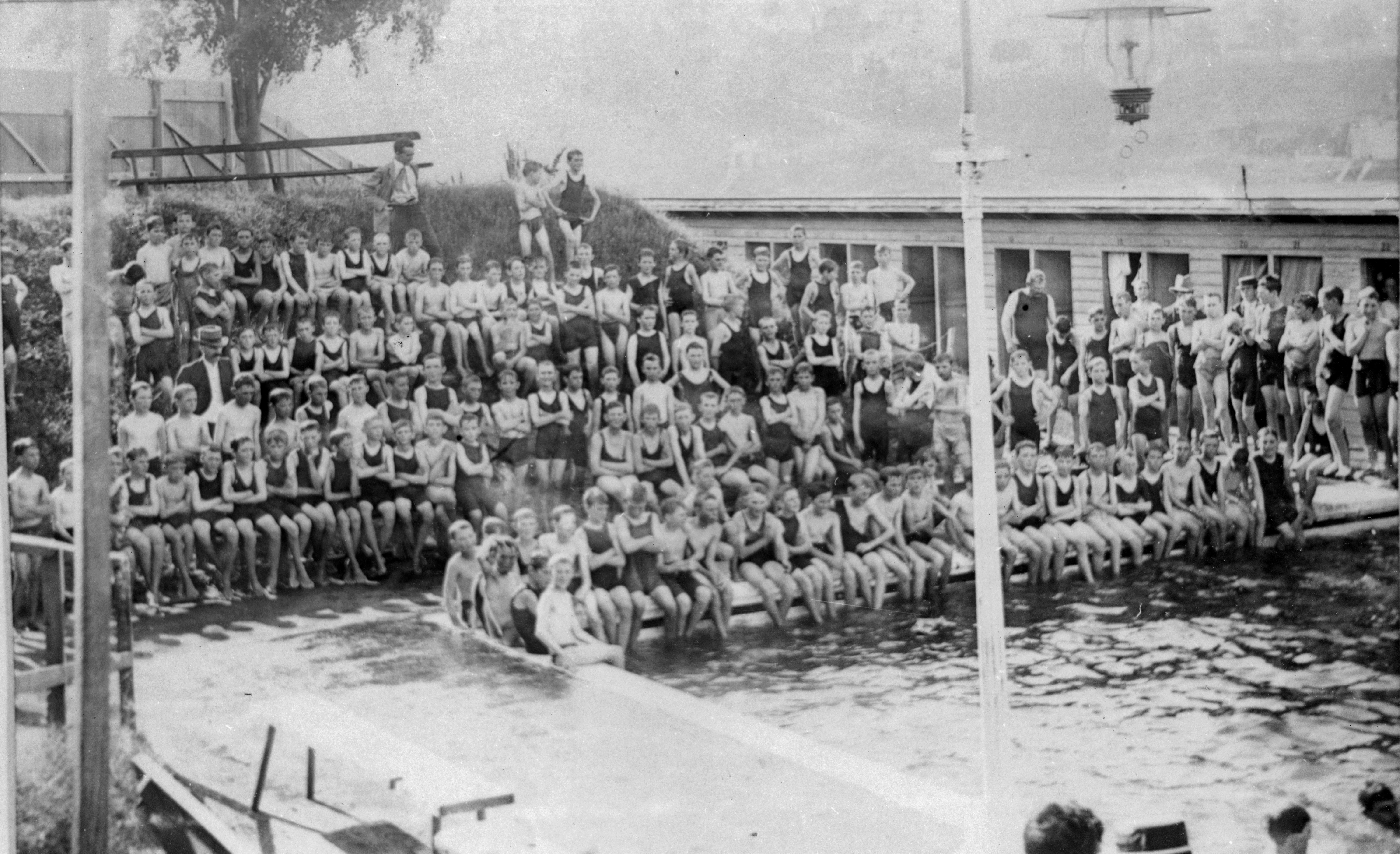
Школьники у бассейна, Брисбен, Австралия, 1913 год
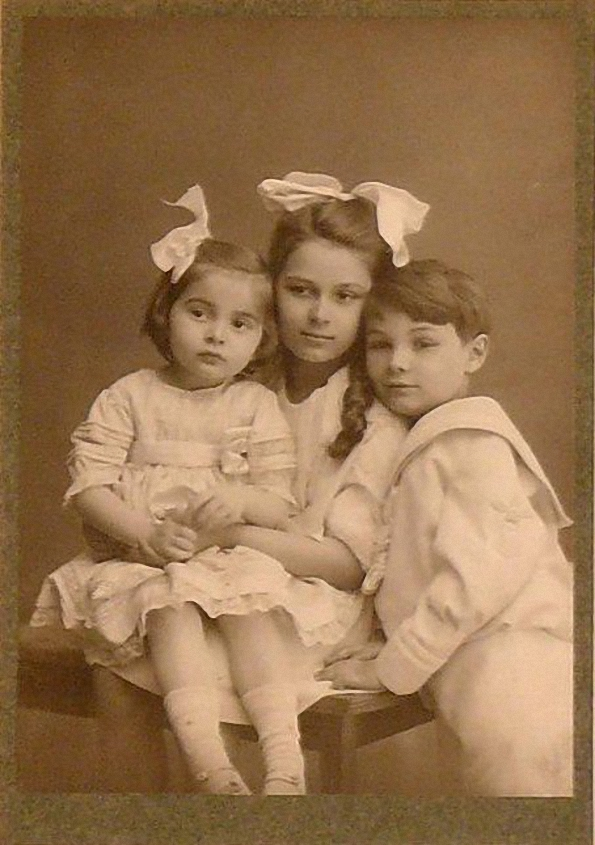
Дети композитора Александра Скрябина: Юлиан, Маша и Ариадна. Около 1913-1914 гг.
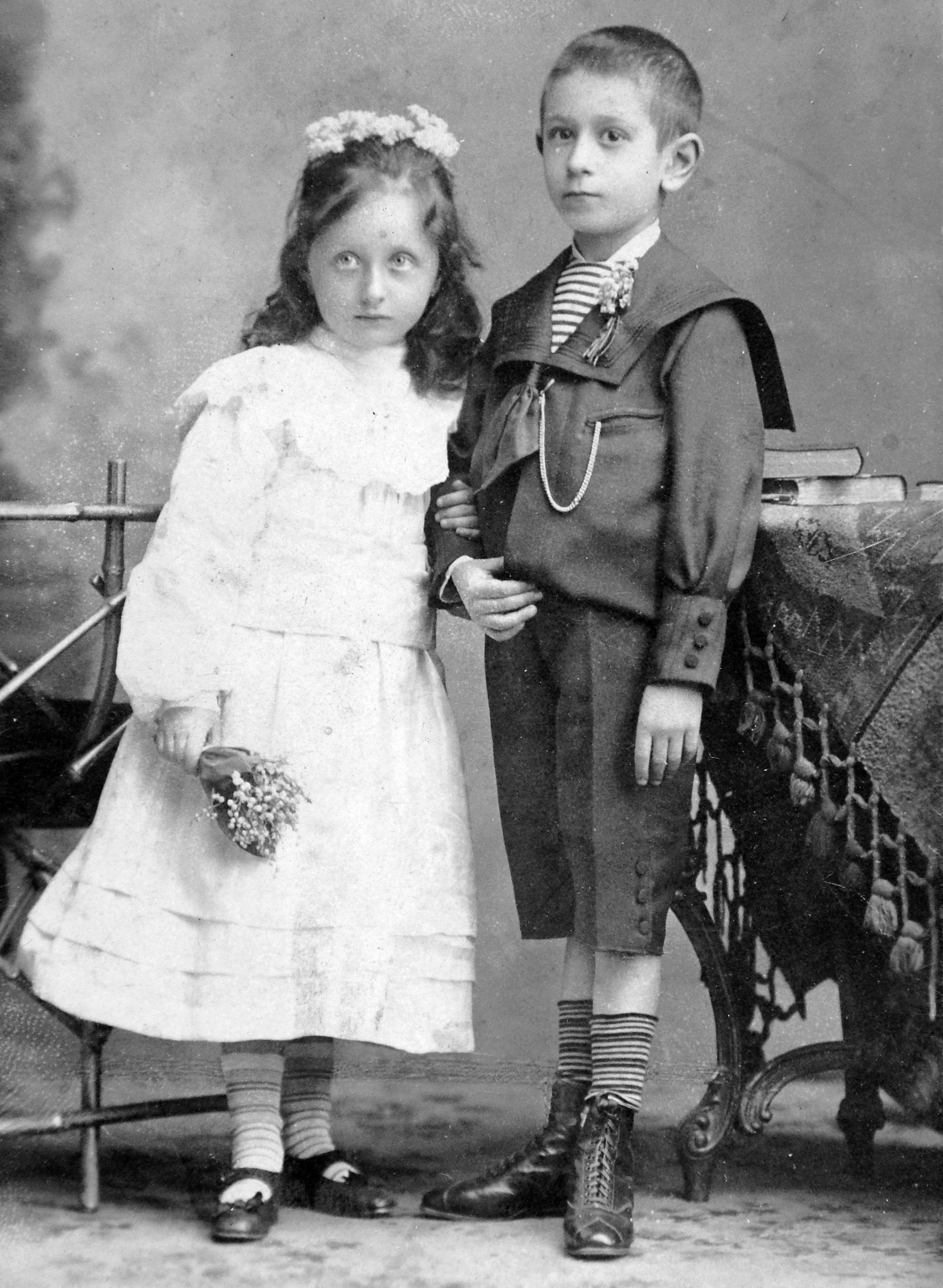
Портрет мальчика в матроске и девочки, 1914 год
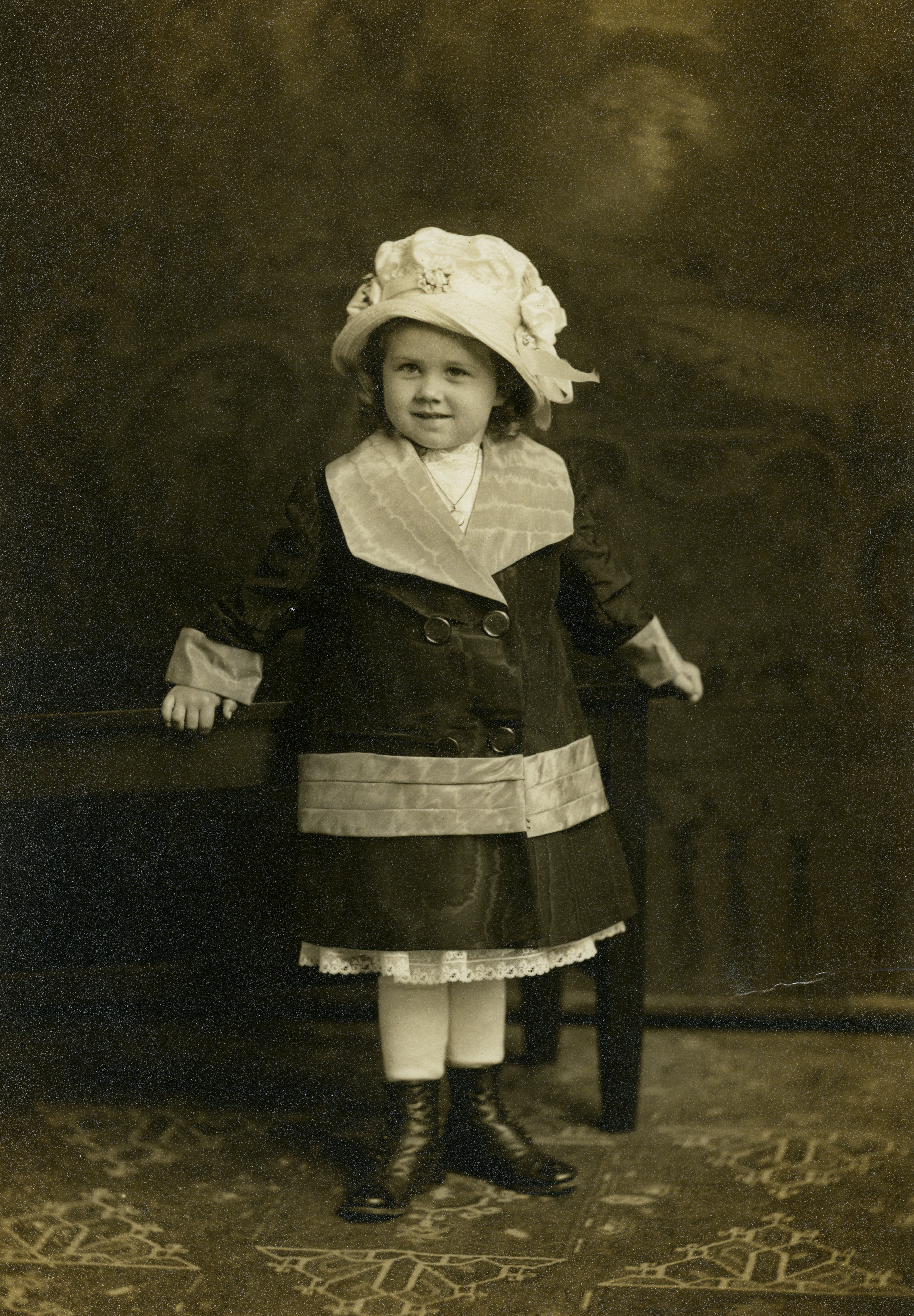
Фотопортрет девочки, США, 1914 г. Из собрания исторического музея Миссури
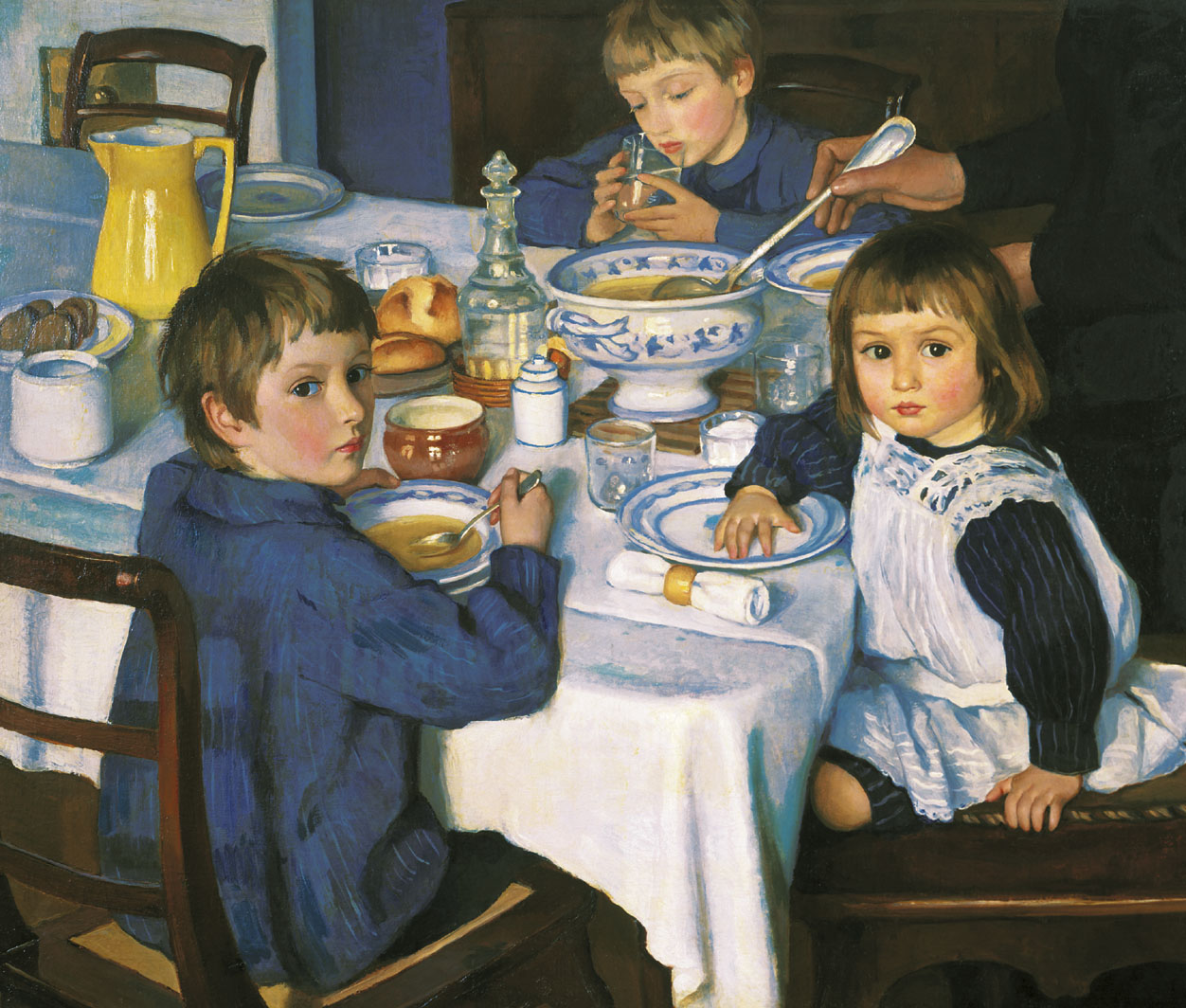
«За завтраком», З. Серебрякова, 1914 год
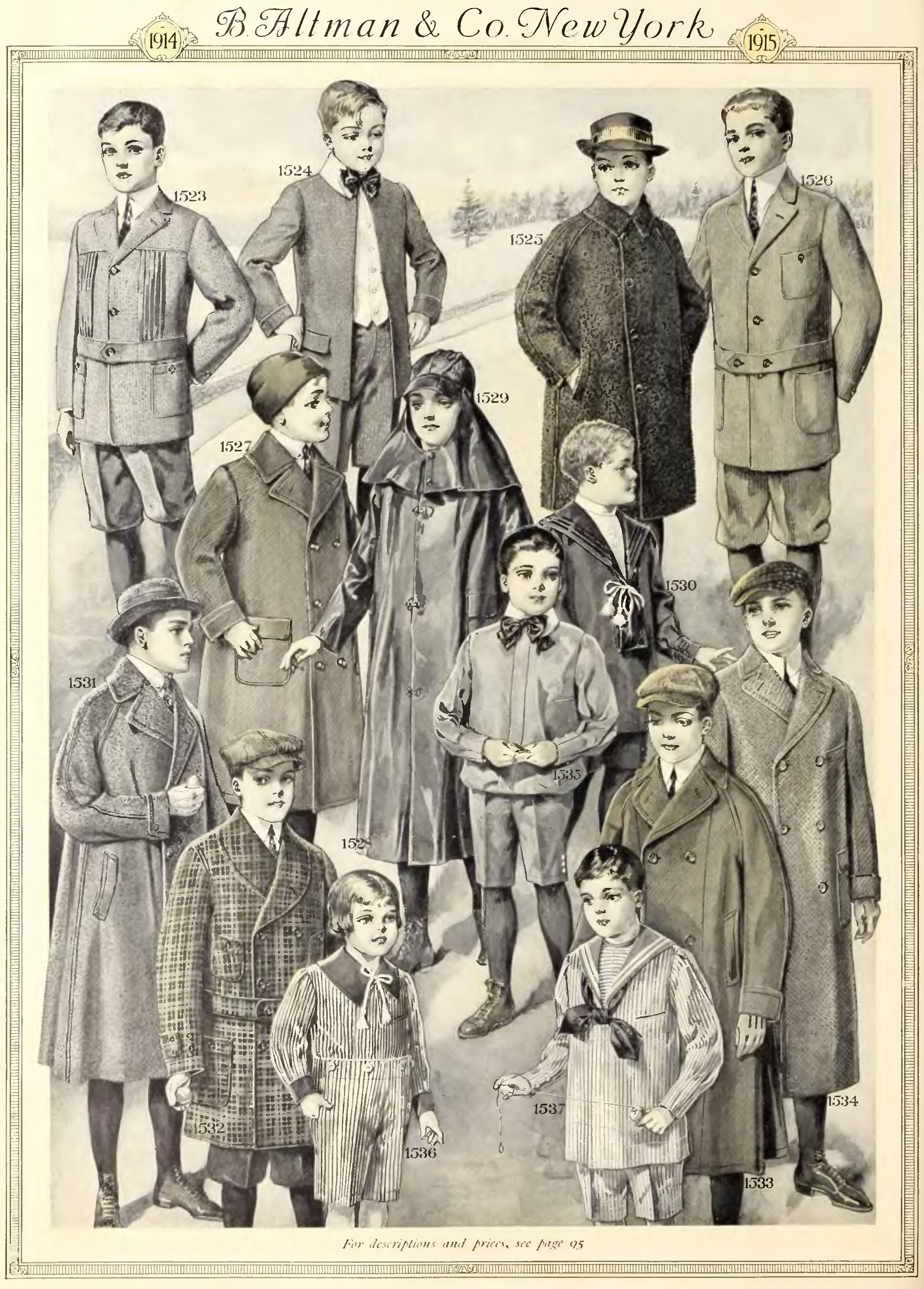
Одежда для мальчиков, страница из каталога одежды нью-йоркского универмага «B. Altman and Company» за осень-зиму 1914-1915 годов
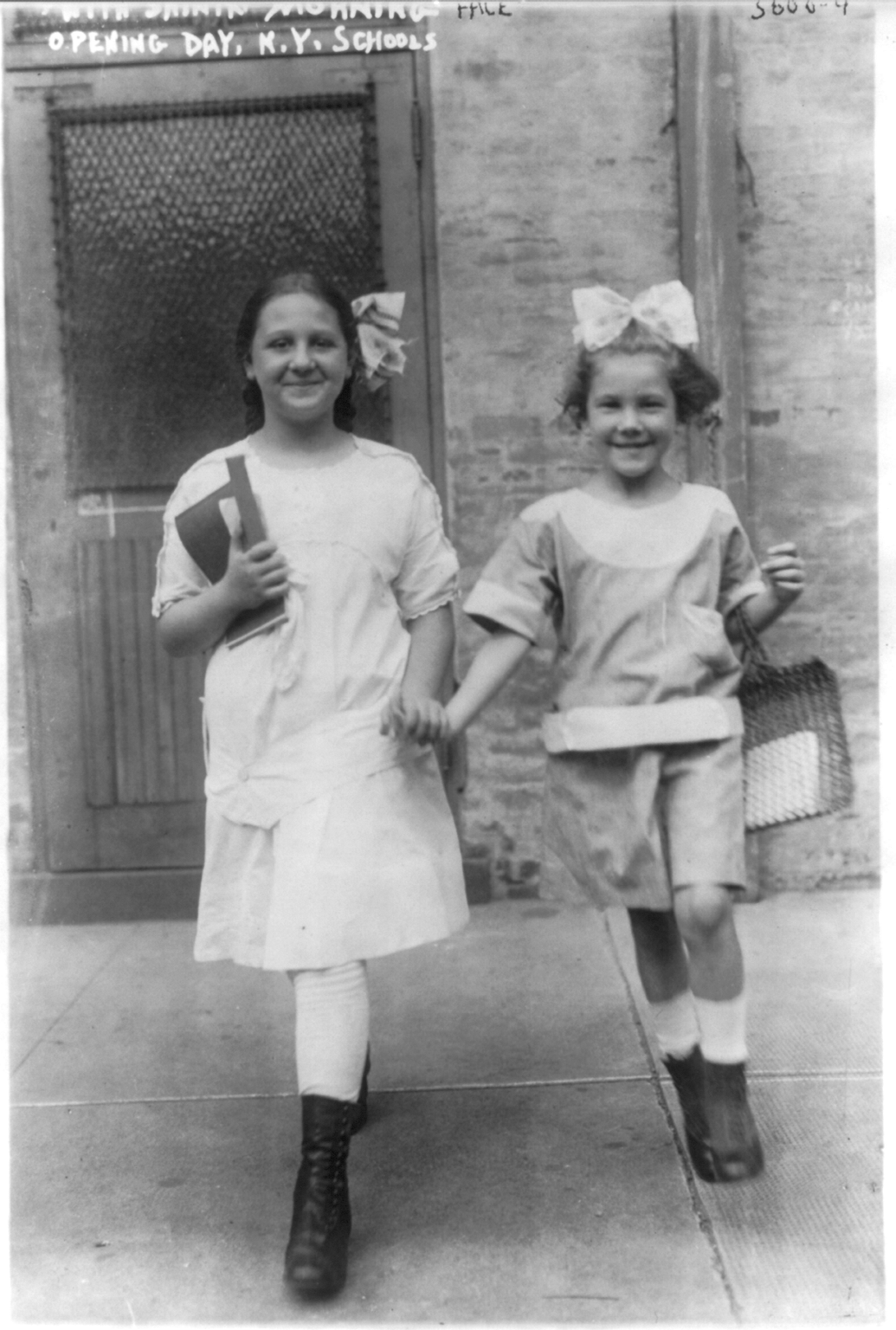
Нью-йоркские школьницы, 1915 г.
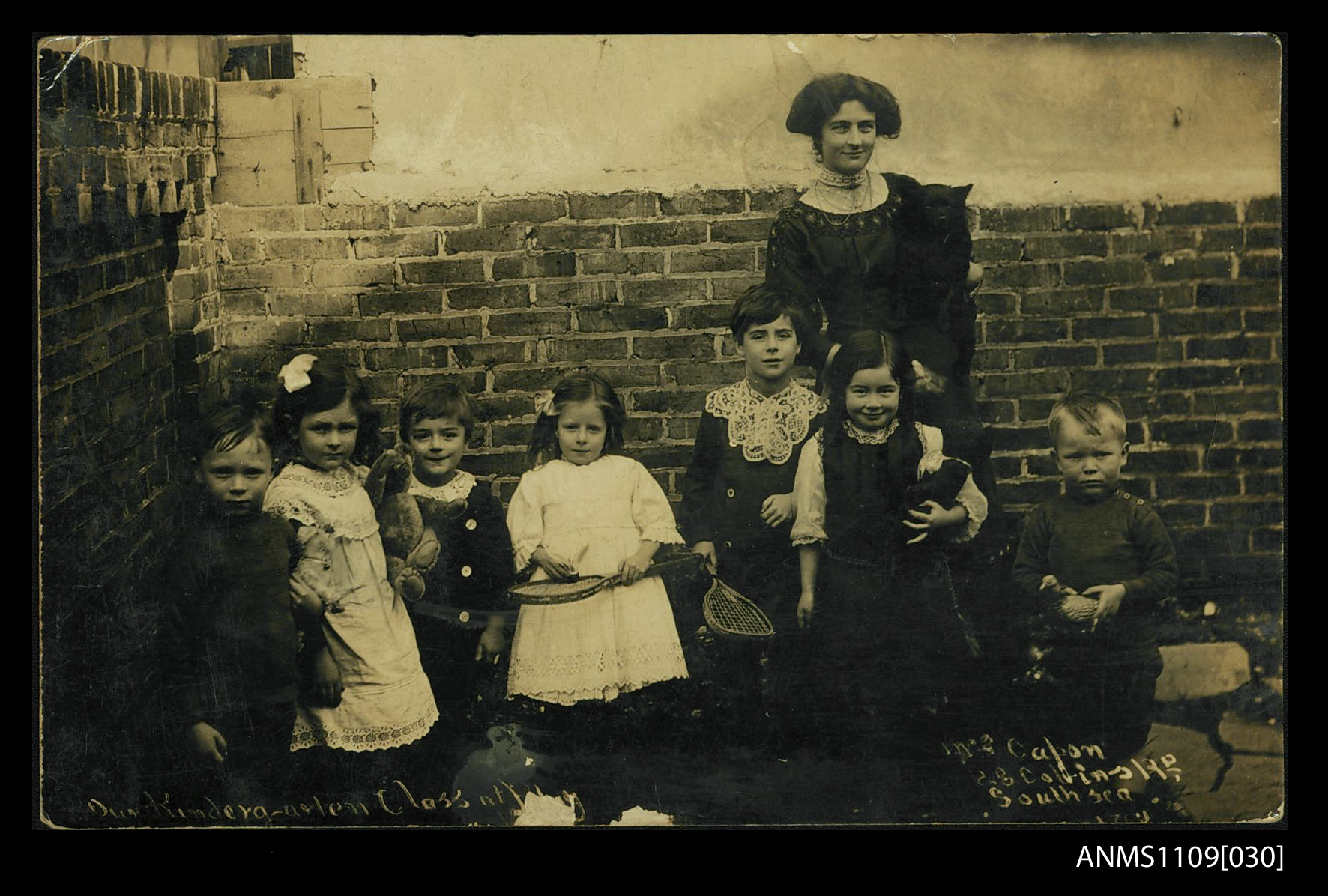
Группа детского сада, Великобритания, 1915 г.
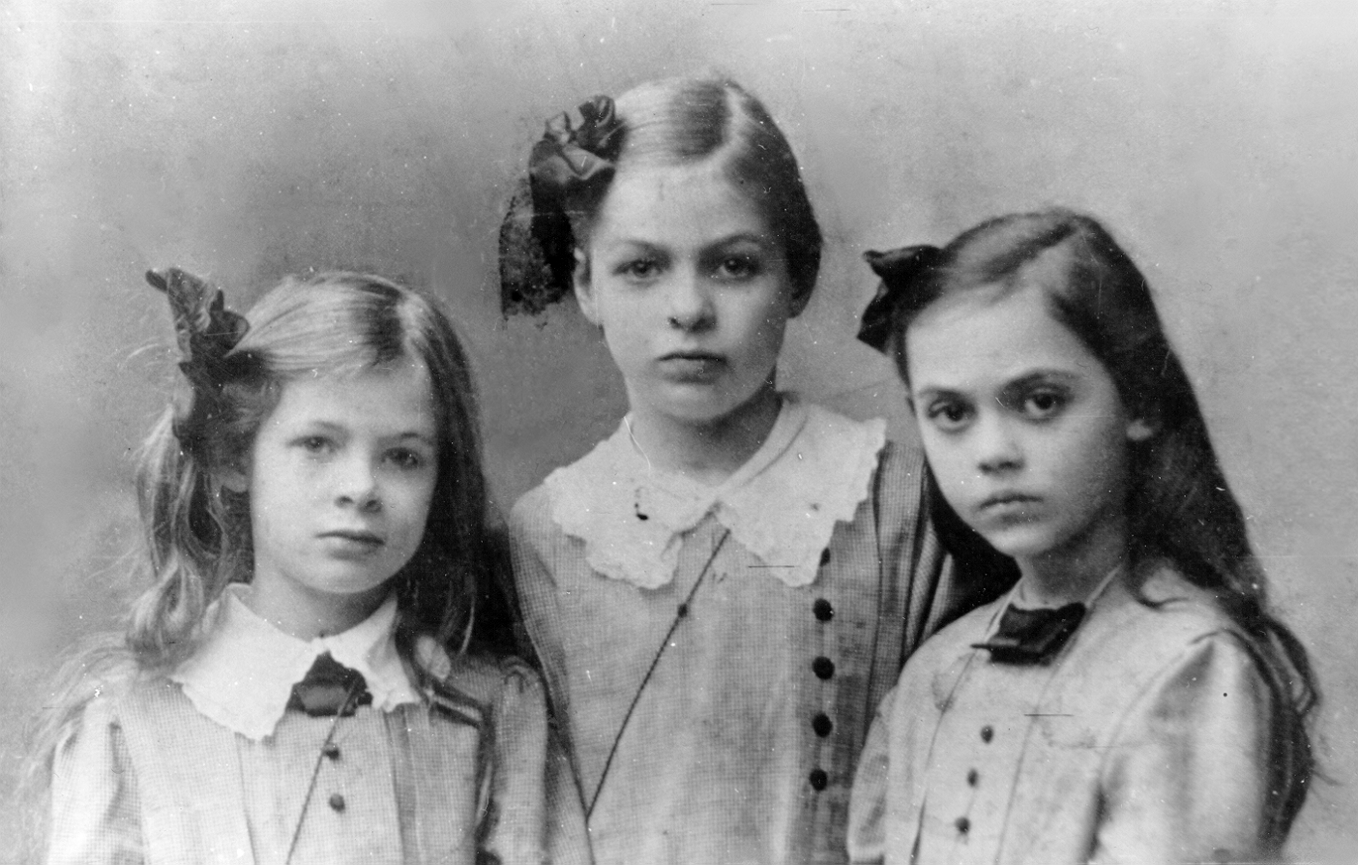
Дочери народника Николая Тютчева: родные — Маша и Вера, приёмная — Нина Лачинова, 1915 г.
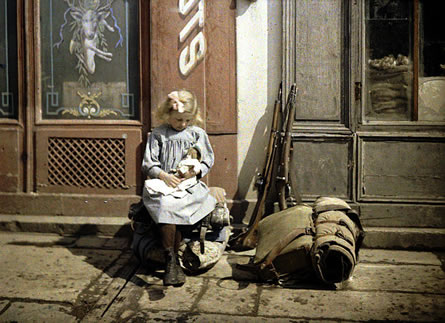
Девочка играет с куклой, Реймс, автохром 1917 г.

Школьная форма
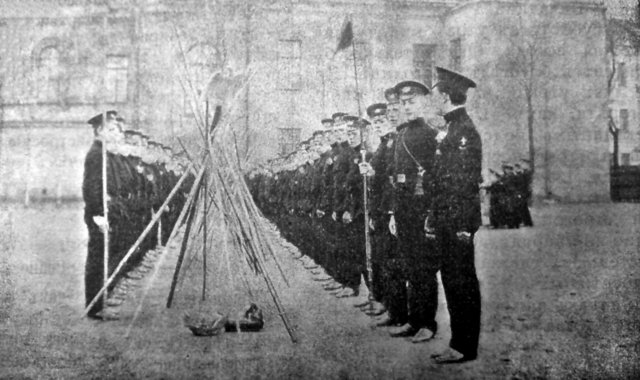
Скауты-ученики 1-й Санкт-Петербургской гимназии, 1911 г.
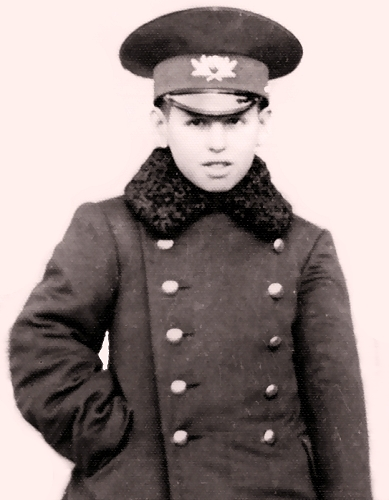
Леонид Пустовалов (будущий советский геолог), ученик реального училища г. Ливны, 1913 г.
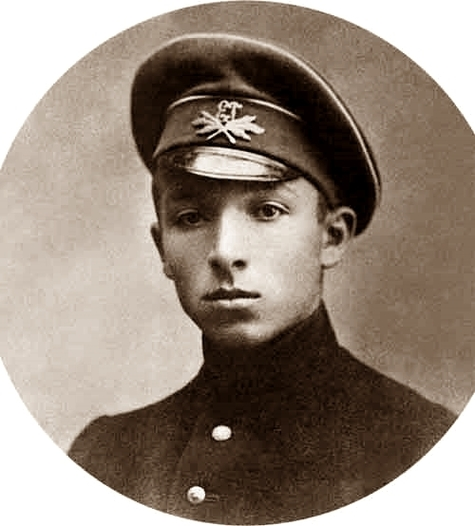
Илья Сельвинский (будущий советский поэт), ученик гимназии в Евпатории, около 1916 г.

## Влияние Первой мировой войны
Первая мировая война произвела радикальные перемены на костюм, особенно женский. В отсутствие мужских рук к работе в тылу привлекались женщины, что повлекло за собой закрытие домов мод (в частности, дом Пуаре вновь открылся лишь в 1921 г., а магазин Шанель переехал в Биарриц, подальше от линии фронта) и заметное упрощение костюма, в частности, почти исчезла отделка костюма: вышивка, кружева и аппликация, а подол платья стал ещё короче. Предприятия по производству одежды были вынуждены перейти на создание военной формы, в результате чего в женском костюме появились отложные воротники, т. н. «стойки авиатора», накладные карманы, жакеты со шнуровкой. Зачастую вместо туфель женщины надевали на гетры грубоватые ботинки. Свобода края окончательно закрепилась в женском костюме, теперь наряд скрывал все изгибы женской фигуры. Это повлекло за собой появление пышных юбок — т. н. «военных кринолинов», достигавшихся большим наличием нижних юбок. Как отмечалось, их ношение было не только практически удобным, но и «патриотичным». Сёстры милосердия, коротко стригшие волосы, окончательно «добили» причёски из длинных волос в моде женщин тыла. Кроме того, вернувшиеся с фронта солдаты оказывали влияние на мужской костюм. Так в бытовой мужской костюм вошли фуражки, рубашки цвета хаки, майки, френчи, гимнастёрки, кители, и кожаные куртки, а короткие пиджаки окончательно вытеснили сюртуки. Помимо этого, из-за границы в качестве трофея экзотические ткани и предметы одежды, привнося новые мотивы в европейскую моду. В царской России с 1915 года в моду вошёл детский костюм «под офицера» для мальчиков, имитировавший военную форму РИА.

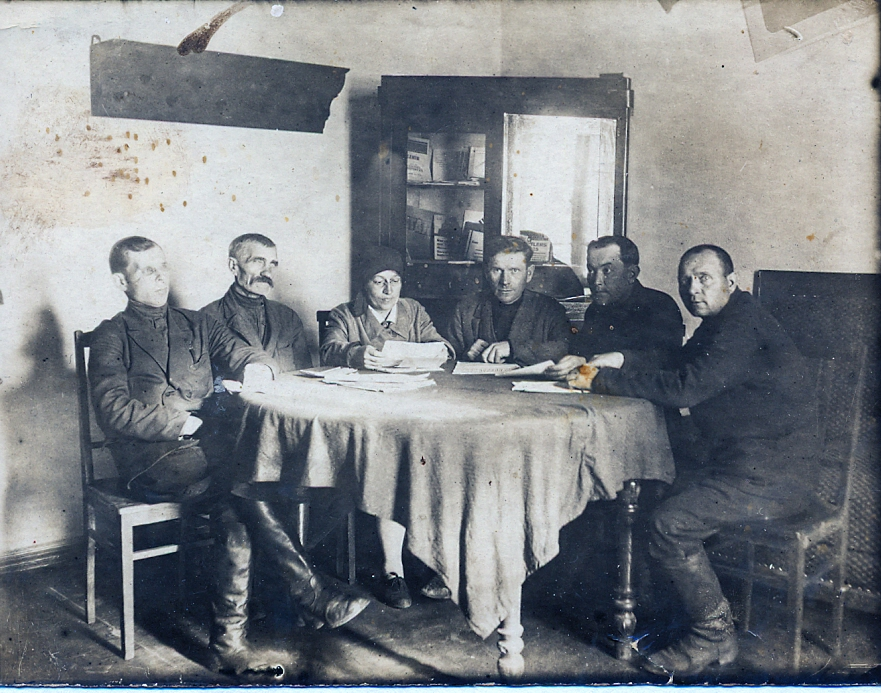
Заседание чрезвычайной комиссии в Мариуполе, 1919 г.

В России данный процесс усугубила революция 1917 года и гражданская война, начавшаяся ещё до окончания мировой войны. Ориентировочно до 1923 года из-за сильно сбавившей темп производства продукции текстильной промышленности одежда в большинстве своем комбинировалась, донашивалась или же приспосабливалась старая. Например, жители Петрограда вспоминали, что горожане в годы Гражданской войны выглядели «ужасно», их одежда и обувь износилась. Послереволюционная Россия стала одной из первых стран, узаконивших женское равноправие, и революционерки, и сочувствующие им девушки и женщины стремились это подчеркнуть, переходя на мужскую одежду, иногда продолжая носить юбку. Кроме того, большевики стремились построить справедливое бесклассовое государство, основанное прежде всего на интересах пролетариата и крестьян, поэтому любая роскошь воспринимались как признак «буржуазного» прошлого и осуждалась, а «буржуи» и т. н. «бывшие» (к ним относились, в том числе и педагоги и преподаватели высших учебных заведений) старались в своей одежде как можно сильнее походить на рабочих, дабы не вызывать подозрение у милиции и не быть ограбленными бандитами. Среди мужчин прежде всего прижилась кожаная куртка, заимствованная из униформы пилотов и шофёров, по причине, опять же, удобства ношения, надёжности и недостатка униформы. Так она стала одним из символов гражданской войны в России и облика чекиста в частности. Также во время войны в мужской гардероб вошли шапка-ушанка, заимствованная из униформы армии Колчака, шинель, матросские тельняшка (особенно она была популярна у хулиганов) и бушлат, и штаны галифе и клёш. Мужские причёски стали ещё короче, так как рабочие, в отличие от среднего класса и знати, стриглись очень коротко, некоторые брились наголо.